# Liste der Kulturdenkmale in Strehlen (Dresden)
Die Liste der Kulturdenkmale in Strehlen umfasst sämtliche Kulturdenkmale der Dresdner Gemarkung Strehlen. Die Anmerkungen sind zu beachten.
Diese Liste ist eine Teilliste der Liste der Kulturdenkmale in Dresden.

Diese Liste ist eine Teilliste der Liste der Kulturdenkmale in Sachsen.

## Legende
- Bild: Bild des Kulturdenkmals, ggf. zusätzlich mit einem Link zu weiteren Fotos des Kulturdenkmals im Medienarchiv Wikimedia Commons. Wenn man auf das Kamerasymbol klickt, können Fotos zu Kulturdenkmalen aus dieser Liste hochgeladen werden:
- Bezeichnung: Denkmalgeschützte Objekte und ggf. Bauwerksname des Kulturdenkmals
- Lage: Straßenname und Hausnummer oder Flurstücknummer des Kulturdenkmals. Die Grundsortierung der Liste erfolgt nach dieser Adresse. Der Link (Karte) führt zu verschiedenen Kartendiensten mit der Position des Kulturdenkmals. Fehlt dieser Link, wurden die Koordinaten noch nicht eingetragen. Sind diese bekannt, können sie über ein Tool mit einer Kartenansicht einfach nachgetragen werden. In dieser Kartenansicht sind Kulturdenkmale ohne Koordinaten mit einem roten bzw. orangen Marker dargestellt und können durch Verschieben auf die richtige Position in der Karte mit Koordinaten versehen werden. Kulturdenkmale ohne Bild sind an einem blauen bzw. roten Marker erkennbar.
- Datierung: Baubeginn, Fertigstellung, Datum der Erstnennung oder grobe zeitliche Einordnung entsprechend des Eintrags in der sächsischen Denkmaldatenbank
- Beschreibung: Kurzcharakteristik des Kulturdenkmals entsprechend des Eintrags in der sächsischen Denkmaldatenbank, ggf. ergänzt durch die dort nur selten veröffentlichten Erfassungstexte oder zusätzliche Informationen
- ID: Vom Landesamt für Denkmalpflege Sachsen vergebene, das Kulturdenkmal eindeutig identifizierende Objekt-Nummer. Der Link führt zum PDF-Denkmaldokument des Landesamtes für Denkmalpflege Sachsen. Bei ehemaligen Kulturdenkmalen können die Objektnummern unbekannt sein und deshalb fehlen bzw. die Links von aus der Datenbank entfernten Objektnummern ins Leere führen. Ein ggf. vorhandenes Icon  führt zu den Angaben des Kulturdenkmals bei Wikidata.

## Strehlen
| Bild                                    | Bezeichnung | Lage                                                                                    | Datierung | Beschreibung | ID         |
| --------------------------------------- | --- | --------------------------------------------------------------------------------------- | --- | --- | ---------- |
|                                         | Brücke | Altstrehlen (Karte)                                                                     | 19. Jh. (Straßenbrücke) | ein Bogen in regelmäßigen Sandsteinquadern mit massiver Balustrade, überquert den Kaitzbach auf dem Anger im südlichen Abschnitt der Straße Altstrehlen, ortsgeschichtlich und baugeschichtlich von Bedeutung | 09213806   |
|                                         | Mietshaus in geschlossener Bebauung | Altstrehlen 2 (Karte)                                                                   | um 1900 (Mietshaus) | viergeschossig mit flachem Satteldach, Erdgeschoss originale Läden, vornehm-anspruchsvoll historisierende Architekturgliederung in Sandstein, Erdgeschoss sandsteinverkleidet, städtischer Bau, der anstelle eines Bauernhofs errichtet wurde, mit der linken Brandmauer zeugt der Bau davon, dass die geschlossene städtische Bebauung durch das Dorf weitergeführt werden sollte, baugeschichtlich und ortsgeschichtlich von Bedeutung | 09212256   |
|                                         | Bauernhof mit Wohnhaus und Nebengebäuden | Altstrehlen 3; 5 (Karte)                                                                | 1. Hälfte 19. Jh. (Bauernhaus), bezeichnet 1789 (Seitengebäude), bezeichnet 1856 (Scheune)                                 | Bauernhof mit Wohnhaus, Nebengebäude, Wohnstallhaus, Seitengebäude, Scheune und Einfahrtspfeilen; dreigeschossiges Wohnhaus mit Walmdach mit Traufseite zur Straße, Ostseite Wohnstallhaus mit Giebel zum Platz; Als Teil des alten Dorfplatzes in allen Teilen erhalten, deshalb baugeschichtlich und ortsgeschichtlich bedeutend. | 09212250   |
|                                         | Wohnhaus | Altstrehlen 6 (Karte)                                                                   | 1. Hälfte 19. Jh. (Wohnhaus)                                                                                               | massiv, Teil des Dorfs, das schmale Grundstück ging zur späteren Lockwitzer Straße durch, baugeschichtlicher Wert; Denkmaltext: Hintergebäude ist abgerissen | 09212257   |
|                                         | Wohnhaus | Altstrehlen 8 (Karte)                                                                   | um 1800 (Wohnhaus) | spätbarocker Bau, mittiger Hauseingang mit Segmentbogenportal, Krüppelwalmdach, belebt von Klappläden, vor allem baugeschichtlich bedeutend, als Teil des Dorfkerns von Strehlen auch ortsgeschichtlich von Belang | 09212258   |
|                                         | Wohnstallhaus und Torbogen | Altstrehlen 10 (Karte)                                                                  | bezeichnet 1814 (Wohnstallhaus), bezeichnet 1815 (Torbogen)                                                                | mit Fachwerkobergeschoss, hohem Satteldach und Segmentbogenportal einschließlich Datierung im Scheitelstein charakteristischer ländlicher Bau seiner Zeit, bemerkenswert auch das Rundbogenportal als Hofzugang, Baulichkeiten dabei weitestgehend original, baugeschichtlicher und ortsgeschichtlicher Wert | 09212259   |
| Weitere Bilder                          | Kirchgemeindehaus der Christuskirche | An der Christuskirche 6 (Karte)                                                         | nach 1934, wohl 1935–1936 (Gemeindehaus)                                                                                   | Kirchgemeindehaus aus Haupttrakt und rückwärtigem Flügelanbau, dazu Außenanlagen und Einfriedung; gestalterisch markantes Gebäude mit steilen Satteldächern und Dachreiter, typischer, traditionalistisch ausgeführter Bau der 1930er Jahre mit hohem gestalterischem Anspruch, baugeschichtlich und ortsgeschichtlich bedeutend | 09213815   |
| Weitere Bilder                          | Christuskirche | An der Christuskirche 8 (Karte)                                                         | 1902–1905 (Kirche), 1905 (Orgel), 1905–1912 (Vasa sacra), 1904 (Statue)                                                    | Kirche mit Kirchenausstattung, umgebendem Kirchplatz (Gartendenkmal) und Skulptur; Saalkirche mit vier Turmanbauten, imposanter Bau in neoromanischer Grundhaltung mit Jugendstilformen auf leicht erhöhtem, elliptisch angelegten Gelände und doppelreihiger Allee, innen Ausstattung aus der Entstehungszeit, als Ensemble einzigartiges, baukünstlerisch qualitätvolles und architekturhistorisch bedeutsames Beispiel der Kirchenbaukunst nach 1900, Entwurf der Architekten Schilling & Graebner; baugeschichtlich, künstlerisch und städtebaulich von Bedeutung | 09212282   |
| Weitere Bilder                          | Doppelvilla und Skulptur | An der Pikardie 2; 4 (Karte)                                                            | um 1900 (Doppelvilla) | Doppelvilla (Ateliergebäude); gestalterisch markanter historistischer Bau, dominiert von zwei Ecktürmen, Eigentum der Dresdner Kunstgenossenschaft, daher Wohnstätte namhafter Künstler, baugeschichtlich sowie personengeschichtlich und ortsgeschichtlich von Wert, Figur künstlerisch von Belang | 09212428   |
|                                         | Villa | August-Bebel-Straße 7 (Karte)                                                           | um 1885 (Villa) | historisierend, vor allem in Anlehnung an die italienische Renaissance, mit repräsentativer Fassadengestaltung und einem Großteil der Ausstattung aus der Entstehungszeit, bau- und stadtentwicklungsgeschichtlich, wenn nicht sogar künstlerisch bedeutend | 09217755   |
| Weitere Bilder                          | Tusculum | August-Bebel-Straße 12 (Karte)                                                          | 1893–1894 (Villa) | Villa; später Offizierkasino, eingeschossig mit von vier Säulen getragenem Portikus mit Dreiecksgiebel und großer Freitreppe, den vorderen Gebäudeecken abgeschrägte Erker vorgelegt, Anklänge an die italienische Neorenaissance, sehr flaches Walmdach, baugeschichtlich von Wert | 09212244   |
| Weitere Bilder                          | Luftgaukommando; nach 1945 Militärakademie Friedrich Engels | August-Bebel-Straße 15; 15a; 15b; 15c; 15d; 15e; 15f; 19 (Karte)                        | 1937–1938 (Militärbau) | Militärgebäude über U-förmigem Grundriss mit wandfester Ausstattung sowie zwei Wachgebäuden, dazwischen liegender Toranlage und Einfriedung (August-Bebel-Straße 19), dazu nordwestliche jüngere Gebäudegruppe (August-Bebel-Straße 15–15f); Kernanlage großer, um einen Ehrenhof angelegter Gebäudekomplex im Park der einstigen Königsvilla aus hintereinander angeordneten Kopfbauten mit niedrigeren Zwischenflügeln, abgeschlossen durch breitgelagerten Riegel, von dem bedeutenden Architekten Wilhelm Kreis, die im Krieg zerstörten Teile zu DDR-Zeit wiederaufgebaut, bis 1959 Erweiterung um jüngere Gebäudegruppe, insbesondere baugeschichtlich und baugestalterisch bemerkenswerte Anlage der Architektur der 1930er Jahre. | 09212245   |
|                                         | Villa mit Einfriedung | August-Bebel-Straße 23 (Karte)                                                          | um 1910 (Villa) | auf großer quadratischer Grundfläche im Reformstil in strengerer Ausprägung, Elemente wie geschwungene Balkonvorbauten in eher symmetrischer Anlage, Einfriedung auf Ziegelsockel historisches Eisengeflecht, baugeschichtlich sowie als Teil des Strehlener Villenquartiers stadtbaugeschichtlich bedeutend | 09212357   |
| Weitere Bilder                          | Villa mit Einfriedung | August-Bebel-Straße 25 (Karte)                                                          | um 1890 (Villa) | kubischer symmetrischer Bau mit Mansarddach, Klinker, zur Straße repräsentativ drei Achsen in Putz über das Hauptgesims als Dachausbau gezogen, Bau konservativ historisierend, Einfriedung Klinker mit Feldern in Eisenstaketen, baugeschichtlich bedeutsam | 09212356   |
| Weitere Bilder                          | Villa mit Einfriedung | August-Bebel-Straße 27 (Karte)                                                          | 1892 (Villa) | kubischer symmetrischer Bau mit flachem Zeltdach mit Mittelabplattung, deutsche Neorenaissance, Klinker, zur Straße repräsentativ drei Achsen leicht herausgestellt und von schönem Dreiecksgiebel bekrönt, hier Relief mit Putto und Greifen, zwei Mittelbalkons, Bau konservativ historisierend, Einfriedung vor allem Eisenstaketen, baugeschichtlich bedeutsam | 09212355   |
|                                         | Villa mit Einfriedung | August-Bebel-Straße 29 (Karte)                                                          | um 1900 (Villa) | schlichter kubischer Bau mit Mansarddach mit Zwerchgiebel in Kleeblattform zur Straße, Putzbau, Einfriedung mit Eisenstaketen auf Sandsteinsockel, baugeschichtlich bedeutsam | 09212354   |
| Weitere Bilder                          | Wohnhaus | August-Bebel-Straße 33 (Karte)                                                          | um 1895 (Mietshaus) | stattlicher Bau, der in Grund- und Aufriss die Lage am Wasaplatz und zwischen in verschiedenem Winkel beidseitig abgehenden Straßen aufnimmt, zum Platz symmetrisch mit Ecktürmchen, konservativ historisierend, Erdgeschoss Putz mit Nutungen und großen rundbogigen Fenstern, Obergeschoss Klinker, baugeschichtlich und stadtbaugeschichtlich bedeutsam | 09212350   |
|                                         | Villa mit Einfriedung | August-Bebel-Straße 36 (Karte)                                                          | Ende 19. Jh. (Villa) | traditioneller Bau, drei Mittelachsen mit Lisenen gerahmt, darüber weit geschwungener Bogen mit Reliefornamentik, darauf und auf den Lisenen Bekrönungen, Einfriedung mit Eisenstaketen, trotz offensichtlichen Kriegsschäden baugeschichtlich bedeutender Bau | 09212361   |
| Weitere Bilder                          | Villa mit Hintergebäude und Einfriedung | August-Bebel-Straße 38 (Karte)                                                          | Ende 19. Jh. (Villa) | historistischer Bau mit zurückgenommenem Bauschmuck, die vordere Mittelachse im Erdgeschoss als Altan mit Außentreppe und im Obergeschoss als kräftiger Erker ausgebildet, darauf über dem Hauptgesims Balkon mit Säulchen und Dachhaus, Einfriedung Sandstein und Eisenstaketen, baugeschichtlich und stadtbaugeschichtlich bedeutsam | 09212358   |
|                                         | Wohnhaus mit Hintergebäude | August-Bebel-Straße 40; 40a (Karte)                                                     | 2. Hälfte 19. Jh. (Wohnhaus)                                                                                               | eines der ältesten bestehenden Anwesen der Straße als der ersten Erweiterung des Dorfes Strehlen, traditionell ländlich und schmucklos, wohl ein frühes Mietshaus, in der Mitte der zur Straße blickenden Langseite zusätzlicher Giebel, baugeschichtlich und ortsgeschichtlich von Bedeutung | 09212360   |
| Weitere Bilder                          | Villa mit eingeschossigem Anbau | August-Bebel-Straße 46 (Karte)                                                          | 1877 (Villa) | stattlich dreigeschossig mit flachem Zeltdach, Fassade repräsentativ mit Verandavorbau, im Obergeschoss hier Balkon, die drei mittleren Achsen in den Obergeschossen rundbogig, von geschwungenem Giebel überfangen, ein älteres Anwesen der Straße als frühe Erweiterung des Dorfes Strehlen, trotz Verlusten im Bauschmuck baugeschichtlich und ortsgeschichtlich von Bedeutung. | 09212353   |
|                                         | Villa | August-Bebel-Straße 48 (Karte)                                                          | um 1905 (Villa) | Reformstil, in der Auflösung des Baukörpers strenger als der Jugendstil, aber auch Turmmotive, Veranda, Erker, einander durchdringende Dachformen, an einem der Giebel ornamentales Mosaikfeld, Flächen mit rustizierten Steinen, baugeschichtlich und ortsgeschichtlich bedeutsam | 09212352   |
| Weitere Bilder                          | Villa, Hintergebäude und Einfriedung | August-Bebel-Straße 50 (Karte)                                                          | um 1905 (Villa) | aus einem malerischen Historismus entwickelter Reformstil mit Elementen des Jugendstils, betont unregelmäßiger Grund- und Aufriss, bewegte Dachlandschaft, eine zweite Schauseite auch nach der Caspar-David-Friedrich-Straße, vielfältigste Erker, Veranden, Giebel, ein Mosaikfeld, Zierfachwerk, baugeschichtlich und ortsgeschichtlich bedeutsam | 09212351   |
| Weitere Bilder                          | Villa mit Pforte | Barlachstraße 1 (Karte)                                                                 | um 1910 (Villa) | stattlicher Bau mit hohem Souterrain, zwei Geschossen, Satteldach, überdachter Treppenaufgang an hinterer Langseite, an der südlichen Giebelseite zweigeschossige Veranda, das hohe Dach mit Schleppgaupen und Fledermausgaupen ausgebaut, innen Hallendiele, baugeschichtlich von Bedeutung | 09212277   |
| Weitere Bilder                          | Villa mit Garage und Einfriedung | Barlachstraße 3 (Karte)                                                                 | bezeichnet 1916 (Villa) | eingeschossig mit sehr hohem in zwei Ebenen ausgebautem Mansarddach, Seitenaufgang, an der straßenseitigen Giebelseite im Giebel Zierfachwerk, Klappläden, Jugendstil-Fenster, Garage ungewöhnlich original erhalten, repräsentativ mit gebrochenem Dach, Einfriedung in Sockel und Pfeilern gemauert, Holzfelder in Heimatstil gestaltet, baugeschichtlich von Bedeutung | 09212425   |
|                                         | Haus Miller; Haus Frantelilo | Basteiplatz 3 (Karte)                                                                   | 1924–1925 (Villa), 1924–1925 (Villengarten)                                                                                | Villa mit Villengarten und Einfriedung; traditioneller Bau mit neoklassizistischen und expressionistischen (oder Art déco-) Gestaltungselementen, zweigeschossig, Abschluss durch Walmdach, der Eingang streng in der Mitte, belebt von einem Vorbau, der eingestellte Säulen zeigt, darüber Austritt mit verzierter Brüstung, im ursprünglichen Zustand erhalten, wohl auch das Innere, Garten unverzichtbarer Bestandteil des Anwesens, baugeschichtlich und künstlerisch wertvoll | 09212447   |
| Weitere Bilder                          | Palucca-Schule | Basteiplatz 4 (Karte)                                                                   | 1953–1955 (Hochschule), 1953–1955 (Statue)                                                                                 | Lehrgebäude; zweigeschossig mit Flachdach, Mittelteil nimmt die runde Form des Basteiplatzes auf, es schließen gerade Flügel entlang der Karcherallee und der Wiener Straße an, hier noch ein nach hinten abwinkelnder Flügel, repräsentativ in neoklassizistischen Formen der 1950er Jahre, mittiges Treppenhaus u. a. mit Plastik einer Tänzerin gestalterisch hervorgehoben, im Hauptgebäude am Basteiplatz fünf Ballettsäle; bau-, orts- und personengeschichtlich sowie künstlerisch bedeutend | 09212446   |
|                                         | Wohnhaus mit Einfriedung | Basteistraße 3 (Karte)                                                                  | um 1910 (Villa) | kubischer zweigeschossiger Bau mit flachem Zeltdach, Gurtgesims in Sohlbankhöhe der Obergeschossfenster, Charakter neuklassizistisch, sparsamer Bauschmuck im Stil der Zeit, baugeschichtlich bedeutsam | 09212430   |
|                                         | Villa mit Garten und Einfriedung | Basteistraße 5 (Karte)                                                                  | 1923–1924 (Villa), 1920er Jahre (Villengarten/Landhausgarten)                                                              | neuklassizistische Architektur mit Lisenengliederung, gestaffelte Baumasse bis zu eingeschossigem Vorbau, Walmdach, baugeschichtlich und künstlerisch bedeutend, der Garten weitgehend original erhalten, als „architektonischer Garten“ gartenkünstlerisch bedeutend, wohl singulär in Dresden | 09212431   |
|                                         | Wohnhaus mit Teilen der Einfriedung und barocken Putten | Basteistraße 9 (Karte)                                                                  | um 1910 (Villa) | Wohnhaus neubarock, eingeschossig mit mächtigem ausgebauten Mansarddach, Mittelrisalit zweigeschossig, sparsamer Bauschmuck in den Blendbögen über den Fenstern, Fensterläden, baugeschichtlich bedeutsam | 09212465   |
|                                         | Villa und Einfriedung | Basteistraße 10 (Karte)                                                                 | um 1910 (Villa) | Bau im Reformstil, eingeschossig mit mächtigem gebrochenem Krüppelwalmdach, sparsamer neuklassizistischer Bauschmuck, Einfriedung Betonsockel mit künstlerisch anspruchsvollem Tor in Schmiedeeisen, baugeschichtlich bedeutsam | 09212464   |
|                                         | Villa mit Einfriedung | Basteistraße 11 (Karte)                                                                 | 1912 (Villa) | Prototyp eines Hauses der Reformbaukunst aus dem Anfang des 20. Jahrhunderts, gekennzeichnet durch wenige, akzentuierende und zudem vereinfachte Gliederungs- sowie Schmuckelemente, hohes, weithin sichtbares Mansarddach, zur Straßenseite markanter Giebel, baugeschichtlich und künstlerisch bedeutend | 09212463   |
|                                         | Villa mit Einfriedung | Basteistraße 13 (Karte)                                                                 | um 1910 (Villa) | zweigeschossig mit hohem Zeltdach mit kleinem First, in Kubatur und Fassaden schlicht, bereichert durch figuralen reformorientierten Fassadenschmuck, Fensterläden, baugeschichtlich und künstlerisch bedeutsam | 09212462   |
|                                         | Villa mit Einfriedung | Basteistraße 16 (Karte)                                                                 | um 1910 (Villa) | gestalterisch hervorgehobenes Wohngebäude nach 1900, Fassade durch erkerartigen Anbau und figuralen Schmuck belebt, baugeschichtlich und künstlerisch bedeutsam | 09212461   |
|                                         | Villa, Garage und Einfriedung | Basteistraße 18 (Karte)                                                                 | 1922–1923 (Villa) | eingeschossig mit ausgebautem Mansarddach, dominanter turmartiger, zweigeschossiger Anbau über polygonalem Grundriss, auf den Torpfeilern Putten, exemplarisches Beispiel für die Architektur um 1925, baugeschichtlich und künstlerisch wertvoll | 09212460   |
|                                         | Villa mit Einfriedung | Basteistraße 19 (Karte)                                                                 | um 1910 (Villa) | Villa mit Einfriedung, markanter und weitestgehend ursprünglich erhaltener neoklassizistischer Bau der Architektur aus dem ersten Viertel des 20. Jahrhunderts, Gliederung durch Lisenen, sparsamer Bauschmuck, baugeschichtlich und künstlerisch bedeutend | 09212459   |
|                                         | Villa mit Einfriedung | Basteistraße 26 (Karte)                                                                 | 1910 (Villa) | markante Fassadengestaltung mit strenger Lisenengliederung und Putzornamentik, Beispiel der versachlichten Architektur nach 1900, belebt durch neoklassizistische Gliederungs- und Schmuckelemente, innen rekonstruierte Dekorationsmalerei, baugeschichtlich bedeutend als Werk des bekannten Dresden Architekturbüros Schilling & Gräbner, Schöpfer der Strehlener Christuskirche, zudem auch künstlerisch von Belang | 09212458   |
|                                         | Wohnhaus | Beilstraße 8 (Karte)                                                                    | 1920er Jahre (Wohnhaus) | zweigeschossig mit hohem Satteldach, als Eingang in die Seite ein weiterer Baukörper mit Satteldach gesteckt, sparsamer Bauschmuck im Art déco, baugeschichtlich bedeutsam. | 09212466   |
|                                         | Villa mit Einfriedung | Cäcilienstraße 2 (Karte)                                                                | 1893 (Villa) | Eckgrundstück zur Hermannstraße, hohes Souterrain und ein Geschoss in Klinker mit asymmetrisch durchgestecktem hohem Satteldach durch das Hauptsatteldach, alles stark historisierend, Giebel mit weit überstehenden Dächern mit reichen Holzarbeiten, Zierfachwerk, Einfriedung Klinkersockel mit Eisenstaketen, baugeschichtliche Bedeutung | 09212311   |
|                                         | Villa mit Einfriedung | Cäcilienstraße 3 (Karte)                                                                | 1920er Jahre (Villa) | einerseits für seine Zeit typischer expressionistischer Bau mit Zackenelementen, ein überaus hohes spitzes Satteldach einschließlich verschiefertem Spitzgiebel, andererseits in dieser eigenwilligen Form nicht nur in Dresden sehr selten, baugeschichtlich und künstlerisch wertvoll | 09212315   |
|                                         | Villa und Einfriedung | Cäcilienstraße 4 (Karte)                                                                | um 1910 (Villa) | Wohngebäude in sachlich zurückgenommenem Historismus mit Anklängen des Englischen Landhausstils, besondere gestalterische Wirkung durch Zierfachwerk im Obergeschoss, sich durchdringende Krüppelwalmdächer ebenfalls mit Zierfachwerk, baugeschichtlich bedeutsam | 09212317   |
|                                         | Villa Böhme | Cäcilienstraße 5 (Karte)                                                                | 1923–1925 (Villa) | Villa mit Eingangsvorbau, rückwärtigem Garagenanbau, drei Treppenanlagen, Brunnen und Garteneinfriedung, Müllplatz und Sitzbank; gebaut von Familie Böhme mit Kaufhaus für Mode und Sportmode seit den 1870er Jahren am Georgplatz, großzügiges Anwesen, Wohnbau der mit anspruchsvollen neoklassizistischen Fassaden und barockisierenden Elementen (Barockklassizismus), im Inneren Großteil der originalen Ausstattung erhalten, baugeschichtlich und künstlerisch bedeutend | 09212316   |
|                                         | Villa mit Pfeilern der Einfriedung | Cäcilienstraße 6 (Karte)                                                                | 1922–1923 (Villa) | Bau mit sehr hohem, in zwei Etagen ausgebauten Satteldach einschließlich kleinen Krüppelwalmen, Fensterläden, Gaupen, Verbretterung der oberen Giebelspitze, Heimatstil, Reformbaukunst, baugeschichtlich sehr bedeutsam | 09213807   |
|                                         | Villa mit Einfriedung | Cäcilienstraße 8 (Karte)                                                                | um 1910 (Villa) | zwei eingeschossige Baukörper im Winkel, Heimatstil, hohe, voll ausgebaute Mansard- bzw. Krüppelwalmdächer, weitere traditionelle Elemente wie Fledermausgaupen, Fensterläden, baugeschichtlich bedeutsam | 09213808   |
|                                         | Wohnhaus | Cäcilienstraße 9 (Karte)                                                                | bezeichnet 1927 (Mehrfamilienwohnhaus)                                                                                     | Teil einer kleinen Wohnanlage aus drei sich um einen Hof gruppierenden Gebäuden (dazu Reicker Straße 14/16 und Cäcilienstraße 11 / Reicker Straße 18), Walmdächer, zum Hof Loggien, markantes Beispiel der Siedlungsarchitektur der 1920er Jahre, baugeschichtlich bedeutsam | 09213809   |
|                                         | Doppelwohnhaus | Cäcilienstraße 11 (Karte)                                                               | bezeichnet 1927 (Doppelwohnhaus)                                                                                           | Doppelwohnhaus (Cäcilienstraße 11 und Reicker Straße 18); Teil einer kleinen Wohnanlage aus drei sich um einen Hof gruppierenden Gebäuden (dazu Reicker Straße 14/16 und Cäcilienstraße 9), Walmdächer, zum Hof Loggien, markantes Beispiel der Siedlungsarchitektur der 1920er Jahre, baugeschichtlich bedeutsam | 09216937   |
| Weitere Bilder                          | Villa | Caspar-David-Friedrich-Straße 3 (Karte)                                                 | 1903–1904 (Villa) | Jugendstil-Bau, ein Spiel mit Baukörpern und Bauformen, dabei durchaus historistische Zitate wie ein Treppenturm, ein Eckturm, Kubatur betont unregelmäßig, Zierfachwerk, ungewöhnliche Dachformen, unterschiedlichste Fensterformen, große Hallendiele, baugeschichtlich und künstlerisch sehr bedeutsam. | 09212422   |
| Weitere Bilder                          | Villa und Einfriedung | Caspar-David-Friedrich-Straße 4 (Karte)                                                 | um 1905 (Villa) | aus einem malerischen Historismus hervorgegangener Reformstil mit Tendenzen zum Jugendstil, Auflösung des Baukörpers durch Elemente wie Ecktürme, einer mit glockenförmiger Haube, äußerst bewegte Dachlandschaft, Flächen mit rustizierten Steinen und Holzverkleidung, Einfriedung in Sandstein mit Feldern in Schmiedeeisen, baugeschichtlich und künstlerisch bedeutsam | 09212420   |
| Weitere Bilder                          | Villa und Einfriedung | Caspar-David-Friedrich-Straße 5 (Karte)                                                 | 1905 (Villa) | aus dem Historismus hervorgegangener Reformstil, in der Auflösung des Baukörpers strenger als der Jugendstil, aber auch Ecktürme, einer mit glockenförmiger Haube, bewegte Dachlandschaft, Flächen mit rustizierten Steinen und Holzverkleidung, große Hallendiele, Einfriedung Sandstein mit Feldern in Schmiedeeisen, vom Architekten Georg Heinsius von Mayenburg (laut Bauakte) für Hofrat Friedrich Adalbert Münchmeyer errichtet, baugeschichtlich und künstlerisch bedeutsam | 09212421   |
| Weitere Bilder                          | Villa und Einfriedung mit Torbogen | Caspar-David-Friedrich-Straße 6 (Karte)                                                 | bezeichnet 1907 (Wetterfahne)                                                                                              | Villa in der Bruchstelle zwischen Historismus und Jugendstil, dabei verwandt in malerischer Auflösung des Baukörpers und Verspieltheit der Elemente, dabei Türmchen, Giebel, Erker, Veranden, Vorsprünge, verschiedene ungewöhnliche Fensterformen, Altan mit Arabesken, baugeschichtlich und künstlerisch bedeutsam | 09212423   |
|                                         | Villa | Caspar-David-Friedrich-Straße 7 (Karte)                                                 | 1852 (Villa) | regelmäßiger Neorenaissance-Bau, dreiachsiger Mittelrisalit mit ausgebautem Halbgeschoss und Satteldach, zum Garten gerundeter Risalit, einer der ersten Bauten der Straße, deshalb und als Teil des Villenquartiers Strehlen baugeschichtlich und stadtentwicklungsgeschichtlich bedeutsam. | 09212424   |
|                                         | Villa | Caspar-David-Friedrich-Straße 8 (Karte)                                                 | um 1905 (Villa) | bei großer quadratischer Grundfläche Reformstil in strengerer Ausprägung, Elemente wie Säulenveranda und Erker in eher symmetrischer Anlage, baugeschichtlich sowie als Teil des Strehlener Villenquartiers stadtbaugeschichtlich bedeutend. | 09212426   |
|                                         | Wohnhaus mit Einfriedung | Caspar-David-Friedrich-Straße 19 (Karte)                                                | 1925 (Wohnhaus) | Beispiel für traditionelle Wohnhausarchitektur der ausgehenden zwanziger Jahre, kubischer Baukörper mit flachem Zeltdach über quadratischer Grundfläche, Dachgaupen in unterschiedlicher Form, kaum Bauschmuck, Fensterläden, originale Haustür, baugeschichtlich bedeutsam. | 09212427   |
| Weitere Bilder                          | Sachgesamtheit HGS-Siedlung Strehlen mit mehreren Einzeldenkmalen | Corinthstraße 1; 3; 5 (Karte)                                                           | 1927–1928 (Siedlung) | Sachgesamtheit HGS-Siedlung Strehlen mit zahlreichen Einzeldenkmalen; Siedlung der Heimstättengesellschaft Sachsen (HGS), baugestalterisch und städtebaulich bemerkenswerten Anlage um 1930 an der Gabelung Lockwitzer Straße und Teplitzer Straße aus insgesamt 14 annähernd gleichartigen expressionistischen Doppel- und Mehrfamilienhäusern, Ausbildung eines Wohnhofs mit Gartenland zwischen Dohnaer Straße, Lockwitzer Straße und Hugo-Bürkner-Straße sowie einer größeren parkartigen Anlage über dreieckigem Grundriss, Anlage baugeschichtlich, sozialgeschichtlich und stadtentwicklungsgeschichtlich bedeutend. | 09305009   |
| Weitere Bilder                          | HGS-Siedlung Strehlen: Häuserzeile (Einzeldenkmal zu ID-Nr. 09305009) | Corinthstraße 1; 3; 5 (Karte)                                                           | 1927–1928 (Mehrfamilienwohnhaus)                                                                                           | Einzeldenkmal der Sachgesamtheit HGS-Siedlung Strehlen: Häuserzeile; von der Heimstättengesellschaft Sachsen (HGS) errichtet, als Teil einer baugestalterisch und städtebaulich bemerkenswerten Anlage um 1930 an der Gabelung Lockwitzer Straße und Teplitzer Straße baugeschichtlich und städtebaulich bedeutend. | 09212309   |
| Weitere Bilder                          | HGS-Siedlung Strehlen: Doppelwohnhaus (Einzeldenkmal zu ID-Nr. 09305009) | Corinthstraße 2 (Karte)                                                                 | 1927–1928 (Doppelwohnhaus)                                                                                                 | Einzeldenkmal der Sachgesamtheit HGS-Siedlung Strehlen: Doppelwohnhaus; von der Heimstättengesellschaft Sachsen (HGS) errichtet, als Teil einer baugestalterisch und städtebaulich bemerkenswerten Anlage um 1930 an der Gabelung Lockwitzer Straße und Teplitzer Straße baugeschichtlich und städtebaulich bedeutend. | 09213811   |
|                                         | Wohnstallhaus, Scheune, Einfriedungsmauer eines ehem. Dreiseithofes | Dohnaer Straße 1 (Karte)                                                                | um 1850 (Wohnstallhaus), bezeichnet 1849 (Scheune)                                                                         | Wohnstallhaus, Scheune, Einfriedungsmauer, Toranlage und zusätzliche Hofeinfahrt Richtung Altstrehlen eines ehemaligen Dreiseithofes; stattliches Wohnstallhaus mit Satteldach, die stehenden Gaupen neu, im Giebel gekoppeltes Rundbogenfenster, Zeugnis des alten Dorfes, baugeschichtlich und ortsgeschichtlich bedeutend. | 09212328   |
|                                         | Brücke über den Kaitzbach | Dohnaer Straße 12 (bei) (Karte)                                                         | 19. Jh. (Fußgängerbrücke)                                                                                                  | Brücke über den Kaitzbach und partielle Uferbefestigung; auf dem Anger, zwischen Kreischaer Straße 20 und Dohnaer Straße 12, Bogen, Brücke und Ufermauern aus regelmäßigen Sandsteinquadern, baugeschichtliche und ortsgeschichtliche Bedeutung. | 09305821   |
|                                         | Wohnhaus | Dohnaer Straße 13 (Karte)                                                               | 1. Hälfte 19. Jh. (Wohnhaus)                                                                                               | stattlich, zweigeschossig mit Walmdach, zahlreiche Dachhäuschen für Wohnnutzung, Bau war wohl Bestandteil eines großen Bauernhofes, in seiner jetzigen Gestalt am Übergang in vorstädtische Bauweise, baugeschichtlich und ortsbaugeschichtlich bedeutsam. | 09212327   |
|                                         | Wohnhaus mit Zufahrtsweg | Dohnaer Straße 15 (Karte)                                                               | 1. Hälfte 19. Jh. (Wohnhaus)                                                                                               | Rest eines stattlichen Hofes des Dorfes, der bis zur Dorfgrenze, der späteren Elsa-Brändström-Straße, durchging und auch die Dohnaer Straße 13 enthielt, typisch ländlich mit Krüppelwalmdach, starke Profilierung des Hauptgesimses am Vordergiebel als Bekrönung der Ecklisenen endend, nördlich schön gepflasterter Weg, baugeschichtlich und ortsbaugeschichtlich bedeutsam. | 09212326   |
|                                         | Alte Schule Strehlen | Dohnaer Straße 16 (Karte)                                                               | 1828–1829 (Schule) | Schulgebäude; erster Schulbau im Dorf, wohl 1828 von Oberlandbaumeister Gottlob Friedrich Thormeyer (1775–1842), 1858 Erweiterung, zweigeschossiger, verputzter Sandsteinbau, das Walmdach mit vier kleinen Eck-Obelisken, über der Mittelachse der Frontseite zierliches Glockentürmchen, baugeschichtlich, künstlerisch und ortsgeschichtlich bedeutend. | 09212273   |
|                                         | Mietshaus, Eckhaus in geschlossener Bebauung | Dohnaer Straße 18 (Karte)                                                               | 1893 (Mietshaus) | dreigeschossig mit viergeschossig erhöhter Ecke mit Eckturm und Erker, historisierend, ursprüngliche Flur- und Treppenhausausstattung teilweise erhalten, als erstes städtisches Haus im Dorf anstelle der 1883 abgebrannten Wassermühle gebaut, Bauherr war Bäckermeister Louis Haase, Bäckerei bis heute, baugeschichtlich bedeutsam. | 09212272   |
|                                         | Mietshaus mit Hintergebäude | Dohnaer Straße 19 (Karte)                                                               | 1913–1914 (Mietshaus) | Vorderhaus für geschlossene Bebauung angelegt, stilisierte neobarocke Fassaden-Ornamentik, die vollständig erhaltene Treppenhausausstattung in Vorder- und Hinterhaus dagegen später Jugendstil, das Erdgeschoss in Durchfahrt und vier weiteren großen Öffnungen aufgebrochen, könnte auf Remisen hindeuten, Bau innerhalb des alten Dorfes am Übergang von dörflicher in vorstädtische Bauweise, sicher ein frühes Mietshaus, baugeschichtlich und ortsbaugeschichtlich bedeutsam, als Werk des in Dresden ansässigen Architekten Curt Reimer künstlerisch bedeutsam. | 09212274   |
|                                         | Mietshaus in geschlossener Bebauung | Dohnaer Straße 20 (Karte)                                                               | 1893 (Mietshaus) | dreigeschossig, historisierend, ursprüngliche Flurausstattung teilweise erhalten, als eines der ersten städtischen Häuser im Dorf anstelle der 1883 abgebrannten Wassermühle gebaut, Gestaltung ähnlich Nummer 18 und 22, axialsymmetrisch mit Mittelerker mit Turmaufsatz, zwei Läden mit originaler Front, baugeschichtlich bedeutsam. | 09212271   |
|                                         | Wohnhaus | Dohnaer Straße 21 (Karte)                                                               | 2. Hälfte 19. Jh. (Wohnhaus)                                                                                               | symmetrisch mit viergeschossigen nach hinten durchgehenden Seitenbaukörpern, dazwischen in drei Achsen dreigeschossig mit Mansarddach, deshalb im Baukörper sehr ungewöhnlich, historisierende Fassadengestaltung mit Putznutungen, genuteten Ecklisenen, Fensterbedachungen, Bau innerhalb des alten Dorfes am Übergang von dörflicher in vorstädtische Bauweise, sicher ein frühes Mietshaus, baugeschichtlich und ortsbaugeschichtlich bedeutsam. | 09212275   |
|                                         | Mietshaus in geschlossener Bebauung | Dohnaer Straße 22 (Karte)                                                               | um 1895 (Mietshaus) | dreigeschossig, historisierend, im Erdgeschoss Läden mit originalen Fronten, als eines der ersten städtischen Häuser im Dorf anstelle der 1883 abgebrannten Wassermühle gebaut, Gestaltung ähnlich Nummer 18, Mittelerker mit Turmaufsatz, baugeschichtlich bedeutsam. | 09212270   |
|                                         | Weichbildstein mit Wappen und Jahreszahl | Dohnaer Straße 23 (Karte)                                                               | bezeichnet 1543 (Weichbildstein)                                                                                           | Weichbildstein; ortsgeschichtlich bedeutend, als älteres Zeugnis der Stadtgeschichte zudem mit Seltenheitswert. | 09302036   |
|                                         | Mietshaus, Eckhaus in geschlossener Bebauung | Dohnaer Straße 24 (Karte)                                                               | um 1895 (Mietshaus) | dreigeschossig mit viergeschossig erhöhter Ecke mit Eckaufsatz und Erker, streng historisierend, ursprüngliche Flurausstattung teilweise erhalten, als eines der ersten städtischen Häuser im Dorf anstelle der 1883 abgebrannten Wassermühle gebaut, baugeschichtlich bedeutsam. | 09212269   |
|                                         | Wohnhaus eines Bauernhofes | Dohnaer Straße 27 (Karte)                                                               | 2. Hälfte 18. Jh. (Seitengebäude)                                                                                          | traufständig, Bestandteil des alten Dorfes von Strehlen, stadtentwicklungsgeschichtlich bedeutsam. | 09302003   |
| Weitere Bilder                          | Sachgesamtheit Vasatz-Siedlung mit mehreren Einzeldenkmalen | Dohnaer Straße 28; 28b; 28c; 28d; 30; 30b; 30c; 30d; 32; 32b; 32c; 32d; 32e; 34 (Karte) | 1930–1932 (Siedlung) | Sachgesamtheit Vasatz-Siedlung mit folgenden Einzeldenkmalen: den Häuserzeilen Dohnaer Straße 28 und Rayskistraße 33–37 (ID-Nr. 09216835), Dohnaer Straße 28b–28d (ID-Nr. 09212309), Dohnaer Straße 30–30c (ID-Nr. 09216822), dem Wohnhaus Dohnaer Straße 30d (ID-Nr. 09216823), der Häuserzeile Dohnaer Straße 32–32c (ID-Nr. 09216825) dem Doppelhaus Dohnaer Straße 32d/32e (ID-Nr. 09216826), den Häuserzeilen Dohnaer Straße 34 und Hugo-Bürkner-Straße 2/2b (ID-Nr. 09212304en), Rayskistraße 32–44 (ID-Nr. 09212303) sowie den Außenanlagen vor und hinter den Baulichkeiten als Sachgesamtheitsteilen; Siedlung zwischen Dohnaer Straße, Hugo-Bürkner-Straße und Rayskistraße aus zwei langgestreckten Flügeln an der Rayskistraße und zwei um Innenhöfe gruppierten Baugruppen, Gebäude mit eigenwilliger, streifenförmiger Fassadenfassung funktionalistisch oder im Bauhausstil gestaltet, Anlage baugeschichtlich, städtebaulich und stadtentwicklungsgeschichtlich bedeutend. | 09305013   |
| Weitere Bilder                          | Vasatz-Siedlung: Häuserzeile (Einzeldenkmal zu ID-Nr. 09305013) | Dohnaer Straße 28b; 28c; 28d (Karte)                                                    | 1930–1932 (Mehrfamilienwohnhaus)                                                                                           | Einzeldenkmal der Sachgesamtheit Vasatz-Siedlung: Häuserzeile; als Teil einer bemerkenswerten Bauhaus-Anlage zwischen Dohnaer Straße, Hugo-Bürkner-Straße und Rayskistraße, dessen Häuser eine eigenwillige, streifenförmige Fassadenfassung zeigen, baugeschichtliche, städtebaulich und stadtentwicklungsgeschichtliche bedeutend. | 09212267   |
| Weitere Bilder                          | Vasatz-Siedlung: Häuserzeile (Einzeldenkmal zu ID-Nr. 09305013) | Dohnaer Straße 28 (Karte)                                                               | 1930–1932 (Mehrfamilienwohnhaus)                                                                                           | Einzeldenkmal der Sachgesamtheit Vasatz-Siedlung: Häuserzeile über L-förmigem Grundriss; als Teil einer bemerkenswerten Bauhaus-Anlage zwischen Dohnaer Straße, Hugo-Bürkner-Straße und Rayskistraße, dessen Häuser eine eigenwillige, streifenförmige Fassadenfassung zeigen, baugeschichtlich, städtebaulich und stadtentwicklungsgeschichtlich bedeutend. | 09216835   |
|                                         | Wohnhaus, zwei Nebengebäude und Garten | Dohnaer Straße 29 (Karte)                                                               | bezeichnet 1837 (Wohnhaus)                                                                                                 | ersteres in barocker und teils klassizistischer Anmutung mit Mansarddach und Dachhaus an der Langseite, charakteristischer ländlicher Bau seiner Zeit, Bestandteil des alten Dorfes, baugeschichtlich und ortsgeschichtlich bedeutend. | 09212278   |
| Weitere Bilder                          | Vasatz-Siedlung: Häuserzeile (Einzeldenkmal zu ID-Nr. 09305013) | Dohnaer Straße 30; 30b; 30c (Karte)                                                     | 1930–1933 (Wohnhaus) | Einzeldenkmal der Sachgesamtheit Vasatz-Siedlung: Häuserzeile über L-förmigem Grundriss; als Teil einer bemerkenswerten Bauhaus-Anlage zwischen Dohnaer Straße, Hugo-Bürkner-Straße und Rayskistraße, dessen Häuser eine eigenwillige, streifenförmige Fassadenfassung zeigen, baugeschichtliche, städtebaulich und stadtentwicklungsgeschichtliche bedeutend. | 09216822   |
| Weitere Bilder                          | Vasatz-Siedlung: Wohnhaus (Einzeldenkmal zu ID-Nr. 09305013) | Dohnaer Straße 30d (Karte)                                                              | 1930–1933 (Wohnhaus) | Einzeldenkmal der Sachgesamtheit Vasatz-Siedlung: Wohnhaus; als Teil einer bemerkenswerten Bauhaus-Anlage zwischen Dohnaer Straße, Hugo-Bürkner-Straße und Rayskistraße, dessen Häuser eine eigenwillige, streifenförmige Fassadenfassung zeigen, baugeschichtliche, städtebaulich und stadtentwicklungsgeschichtliche bedeutend. | 09216823   |
|                                         | Verbindungsgang | Dohnaer Straße 31 (Karte)                                                               | um 1880 (Verbindungsgang)                                                                                                  | verbindet im Obergeschoss die zwei Häuser des Grundstücks, gusseiserne Säulen tragen eine filigrane Eisenkonstruktion mit einem weiten und zwei flankierenden Segmentbögen und darauf einen hölzernen überdachten Gang mit vier großen rundbogigen Fenstern auf jeder Seite, historisierend, charakteristisches Zeugnis der Architektur und Zimmermannskunst des ausgehenden 19. Jahrhunderts, baugeschichtlich bedeutend. | 09212503   |
| Weitere Bilder                          | Vasatz-Siedlung: Häuserzeile (Einzeldenkmal zu ID-Nr. 09305013) | Dohnaer Straße 32; 32b; 32c (Karte)                                                     | 1930–1933 (Mehrfamilienwohnhaus)                                                                                           | Einzeldenkmal der Sachgesamtheit Vasatz-Siedlung: Häuserzeile über L-förmigem Grundriss; als Teil einer bemerkenswerten Bauhaus-Anlage zwischen Dohnaer Straße, Hugo-Bürkner-Straße und Rayskistraße, dessen Häuser eine eigenwillige, streifenförmige Fassadenfassung zeigen, baugeschichtliche, städtebaulich und stadtentwicklungsgeschichtliche bedeutend. | 09216825   |
| Weitere Bilder                          | Vasatz-Siedlung: Doppelwohnhaus (Einzeldenkmal zu ID-Nr. 09305013) | Dohnaer Straße 32d; 32e (Karte)                                                         | 1930–1933 (Doppelwohnhaus)                                                                                                 | Einzeldenkmal der Sachgesamtheit Vasatz-Siedlung: Doppelwohnhaus; als Teil einer bemerkenswerten Bauhaus-Anlage zwischen Dohnaer Straße, Hugo-Bürkner-Straße und Rayskistraße, dessen Häuser eine eigenwillige, streifenförmige Fassadenfassung zeigen, baugeschichtliche, städtebaulich und stadtentwicklungsgeschichtliche bedeutend. | 09216826   |
| Weitere Bilder                          | Vasatz-Siedlung: Häuserzeile (Einzeldenkmal zu ID-Nr. 09305009) | Dohnaer Straße 34 (Karte)                                                               | 1930–1932 (Mehrfamilienwohnhaus)                                                                                           | Einzeldenkmal der Sachgesamtheit Vasatz-Siedlung: Häuserzeile über L-förmigem Grundriss; als Teil einer bemerkenswerten Bauhaus-Anlage zwischen Dohnaer Straße, Hugo-Bürkner-Straße und Rayskistraße, dessen Häuser eine eigenwillige, streifenförmige Fassadenfassung zeigen, baugeschichtliche, städtebaulich und stadtentwicklungsgeschichtliche bedeutend. | 09212304   |
| Weitere Bilder                          | HGS-Siedlung Strehlen: Häuserzeile (Einzeldenkmal zu ID-Nr. 09305009) | Dohnaer Straße 36; 38; 40 (Karte)                                                       | 1927–1928 (Mehrfamilienwohnhaus)                                                                                           | Einzeldenkmal der Sachgesamtheit HGS-Siedlung Strehlen: Häuserzeile; von der Heimstättengesellschaft Sachsen (HGS) errichtet, als Teil einer baugestalterisch und städtebaulich bemerkenswerten Anlage um 1930 an der Gabelung Lockwitzer Straße und Teplitzer Straße baugeschichtlich und städtebaulich bedeutend. | 09212305   |
| Weitere Bilder                          | HGS-Siedlung Strehlen: Häuserzeile (Einzeldenkmal zu ID-Nr. 09305009) | Dohnaer Straße 42; 44; 46; 48 (Karte)                                                   | 1927–1928 (Mehrfamilienwohnhaus)                                                                                           | Einzeldenkmal der Sachgesamtheit HGS-Siedlung Strehlen: Häuserzeile; von der Heimstättengesellschaft Sachsen (HGS) errichtet, als Teil einer baugestalterisch und städtebaulich bemerkenswerten Anlage um 1930 an der Gabelung Lockwitzer Straße und Teplitzer Straße baugeschichtlich und städtebaulich bedeutend. | 09216828   |
|                                         | Mietvilla, Schalenbrunnen, Ruhesitz im Garten und Einfriedung | Dohnaer Straße 47 (Karte)                                                               | bezeichnet 1892 (Mietvilla)                                                                                                | Ecklage zur Dorotheenstraße, kubischer symmetrischer Bau in deutscher Neorenaissance, zur Schauseite Mittelrisalit und Veranda mit Austritt im Obergeschoss, repräsentative Dekorationsmalerei an der Wand der Loggia im Hochparterre, Einfriedung Sandstein mit schmiedeeisernen Staketen, baugeschichtlich und künstlerisch bedeutend. | 09212301   |
| Weitere Bilder                          | HGS-Siedlung Strehlen: Doppelwohnhaus (Einzeldenkmal zu ID-Nr. 09305009) | Dohnaer Straße 50; 52 (Karte)                                                           | 1927–1928 (Doppelwohnhaus)                                                                                                 | Einzeldenkmal der Sachgesamtheit HGS-Siedlung Strehlen: Doppelwohnhaus; von der Heimstättengesellschaft Sachsen (HGS) errichtet, als Teil einer baugestalterisch und städtebaulich bemerkenswerten Anlage um 1930 an der Gabelung Lockwitzer Straße und Teplitzer Straße baugeschichtlich und städtebaulich bedeutend. | 09216829   |
| Weitere Bilder                          | HGS-Siedlung Strehlen: Häuserzeile (Einzeldenkmal zu ID-Nr. 09305009) | Dohnaer Straße 54; 56; 58 (Karte)                                                       | 1927–1928 (Mehrfamilienwohnhaus)                                                                                           | Einzeldenkmal der Sachgesamtheit HGS-Siedlung Strehlen: Häuserzeile; von der Heimstättengesellschaft Sachsen (HGS) errichtet, als Teil einer baugestalterisch und städtebaulich bemerkenswerten Anlage um 1930 an der Gabelung Lockwitzer Straße und Teplitzer Straße baugeschichtlich und städtebaulich bedeutend. | 09216830   |
| Weitere Bilder                          | HGS-Siedlung Strehlen: Doppelwohnhaus (Einzeldenkmal zu ID-Nr. 09305009) | Dohnaer Straße 59; 61 (Karte)                                                           | 1927–1928 (Doppelwohnhaus)                                                                                                 | Einzeldenkmal der Sachgesamtheit HGS-Siedlung Strehlen: Doppelwohnhaus; von der Heimstättengesellschaft Sachsen (HGS) geplant, als Teil einer baugestalterisch und städtebaulich bemerkenswerten Anlage um 1930 an der Gabelung Lockwitzer Straße und Teplitzer Straße baugeschichtlich und städtebaulich bedeutend. | 09216832   |
| Weitere Bilder                          | HGS-Siedlung Strehlen: Häuserzeile (Einzeldenkmal zu ID-Nr. 09305009) | Dohnaer Straße 60 (Karte)                                                               | 1927–1928 (Wohnhaus) | Einzeldenkmal der Sachgesamtheit HGS-Siedlung Strehlen: Häuserzeile; von der Heimstättengesellschaft Sachsen (HGS) errichtet, als Teil einer baugestalterisch und städtebaulich bemerkenswerten Anlage um 1930 an der Gabelung Lockwitzer Straße und Teplitzer Straße baugeschichtlich und städtebaulich bedeutend. | 09216844   |
|                                         | Wohnhaus | Donndorfstraße 11 (Karte)                                                               | 1930 (Wohnhaus) | zweigeschossig mit flachem Satteldach, am östlichen Ende ein kurzer Baukörper mit gleichem Dach eingebunden, auf der nördlichen Langseite ein eingeschossiger Anbau in der Art einer Schleppe. Architekt: Herbert Schneider (gemäß der Akte), bemerkenswertes Interieur der Neuen Sachlichkeit, baugeschichtlich bedeutend. | 09213812   |
|                                         | Wohnhaus | Donndorfstraße 35 (Karte)                                                               | 1950–1951 (Wohnhaus) | gebaut für das Malerehepaar Hans Grundig (1901–1958) und Lea Grundig (1906–1977), traditioneller zweigeschossiger Bau mit Satteldach, Hauseingang an der vorderen Langseite, Fensterläden, glatt verputzte Faschen schneiden in Kratzputz ein, gleiche Gestaltung wie die Hausnummer 37, 39, 41, personengeschichtlicher und baugeschichtlicher Wert. | 09305814   |
|                                         | Wohnhaus mit Anbau | Donndorfstraße 37 (Karte)                                                               | 1950–1951 (Wohnhaus) | für den Wissenschaftler Fritz Obenaus (1904–1980) im Rahmen des »Intelligenz-Wohnungsbaus« errichtet, traditioneller zweigeschossiger Bau mit Satteldach, gleiche Gestaltung wie die Hausnummer 35, 39, 41, personengeschichtlicher und baugeschichtlicher Wert. | 09305861   |
|                                         | Wohnhaus | Donndorfstraße 39 (Karte)                                                               | 1950–1951 (Wohnhaus) | für den Wissenschaftler Walter Reichardt (1903–1985) im Rahmen des »Intelligenz-Wohnungsbaus« errichtet, traditioneller zweigeschossiger Bau mit Satteldach, gleiche Gestaltung wie die Hausnummer 35, 37, 41, personengeschichtlicher und baugeschichtlicher Wert. | 09305862   |
|                                         | Wohnhaus | Donndorfstraße 41 (Karte)                                                               | 1950–1951 (Wohnhaus) | gebaut für die Schriftstellerin Auguste Wieghardt-Lazar (1887–1970), im Rahmen des »Intelligenz-Wohnungsbaus« errichtet, traditioneller zweigeschossiger Bau mit Satteldach, Hauseingang an der vorderen Langseite, seitlich Anbau von 1953, glatt verputzte Faschen schneiden in Kratzputz ein, gleiche Gestaltung wie die Hausnummern 35, 37 und 39, Fensterläden allerdings entfernt, personengeschichtlicher und baugeschichtlicher Wert. | 09305815   |
|                                         | Atelier-Wohnhaus | Donndorfstraße 43 (Karte)                                                               | 1950 (Atelier-Wohnhaus) | nobler, traditioneller Bau mit klarer Kubatur, ausgewogener Fassadengestaltung und qualitätvoller Ausführung im Detail, Wohn- und Arbeitsstätte der Künstlerin Eva Schulze-Knabe (1907–1976), baugeschichtlich und personengeschichtlich sowie künstlerisch bedeutend. | 09300150   |
|                                         | Mietvilla mit Einfriedung | Dorotheenstraße 12 (Karte)                                                              | 1896 (Mietvilla) | eines der schmuckreichsten und am besten erhaltenen historistischen Wohngebäude von Strehlen, von Giebeln und Eckturm dominiert, baugeschichtlich und künstlerisch bedeutend. | 09212314   |
|                                         | Mietshaus mit Einfriedung | Dorotheenstraße 16 (Karte)                                                              | um 1900 (Mietshaus) | zweigeschossig mit ausgebautem Mansarddach, Klinker mit Putzgliederungen, Formensprache der deutschen Renaissance, eher zurückhaltend, Einfriedung Sandstein mit Eisenstaketen, baugeschichtlich von Bedeutung. | 09213813   |
|                                         | Mietshaus | Dorotheenstraße 18 (Karte)                                                              | um 1890 (Mietshaus) | zweigeschossig mit ausgebautem Mansarddach, hier viele auffällige steinerne Dachhäuschen, Putzbau, Formensprache der deutschen Renaissance in vielen Elemente und Details, Vorderfront auch durch Holzveranden geprägt, baugeschichtlich von Bedeutung. | 09212318   |
|                                         | Mietshaus | Dorotheenstraße 20 (Karte)                                                              | um 1890 (Mietshaus) | zweigeschossig mit ausgebautem Mansarddach, Putzbau, Formensprache der deutschen Renaissance, unprätentiös, baugeschichtlich von Bedeutung. | 09212501   |
| Weitere Bilder                          | Kirchgemeindehaus der Christuskirche | Elsa-Brändström-Straße 1 (Karte)                                                        | nach 1934, wohl 1935–1936 (Gemeindehaus)                                                                                   | Kirchgemeindehaus aus Haupttrakt und rückwärtigem Flügelanbau, dazu Außenanlagen und Einfriedung; gestalterisch markantes Gebäude mit steilen Satteldächern und Dachreiter, typischer, traditionalistisch ausgeführter Bau der dreißiger Jahre mit hohem gestalterischem Anspruch, baugeschichtlich und ortsgeschichtlich bedeutend. | 09213815   |
|                                         | Weichbildstein, Brunnen und Mauer | Elsa-Brändström-Straße (Karte)                                                          | 1554 (Weichbildstein) | Weichbildstein, Brunnen und Mauer beidseitig der sogenannten Schindergasse; Weichbildstein von Dresden mit Wappen und Jahreszahlen 1729 und 1837, Brunnen aus Sandsteinquadern, zugeschüttet, Schindergasse zwischen Dohnaer Straße 23 und 25 und E.-Brändström-Straße 16 und 18, besonderer ortsgeschichtlicher Wert, Weichbildstein als sehr altes Zeugnis der Stadtgeschichte zudem mit Seltenheitswert. | 09216861   |
|                                         | Villa mit Einfriedung | Elsa-Brändström-Straße 2 (Karte)                                                        | 1880/1890 (Villa) | eingeschossig mit voll ausgebautem Mansarddach in ungewöhnlicher Ausbildung, quadratischer Grundriss, recht herrschaftlich und klassisch in Geist und Stil, sandsteinverkleidet, Veranda, Einfriedung Pfosten und Sockelmauer in Sandstein mit Eisenstaketen. | 09213816   |
| Direkt Bild zu diesem Denkmal hochladen | Wohnhaus, Garage, Einfriedung und Garten | Eugen-Bracht-Straße 31 (Karte)                                                          | 1937 | Ersteres als Einfamilienhaus konzipiert, traditionell gestaltetes Anwesen der 1930er Jahre, von Lothar Schlie für sich selbst und seine Familie errichtet, Architektenhaus, Garten vor allem funktionale Einheit mit den Baulichkeiten, bau- und gartengeschichtliche sowie künstlerische Bedeutung | 09307243   |
| Weitere Bilder                          | Königspavillon der Haltestelle Strehlen | Franz-Liszt-Straße (Karte)                                                              | 1897 (Empfangsgebäude) | Haltepunkt als Zustieg und Empfangsgebäude; geschaffen für die Königsfamilie und deren Gäste im Grundstück der nicht mehr bestehenden Königsvilla an der Bahnstrecke nach Prag, Mittelbau als Pavillon mit chinoiser Dachform mit großem Ovalraum und einem zum Park geöffneten halbelliptischen Raum, flankiert von zwei niedrigeren einachsigen Flügeln, neobarock, Architekt Gustav Frölich (1858–1933), baugeschichtlich, künstlerisch und ortsgeschichtlich bedeutend. | 09212249   |
|                                         | Linienverzweiger der Deutschen Reichspost | Franz-Liszt-Straße (Karte)                                                              | um 1920 (Kabelverzweiger)                                                                                                  | Linienverzweiger der Deutschen Reichspost; polygonales Metallgehäuse auf Kunststeinsockel mit Lüftungshaube, in Ecklage August-Bebel-/Gustav-Adolf-Straße, von Seltenheits- und Dokumentationswert sowie technikgeschichtlich von Bedeutung. | 09305017   |
| Weitere Bilder                          | Villa mit Einfriedung | Franz-Liszt-Straße 5 (Karte)                                                            | um 1900 (Villa) | zweigeschossig mit Mansarddach, quadratischer Grundriss, Würfelform malerisch aufgebrochen, dabei ein Giebel und einen Eckturm zur Straße, Spiel mit Dachelementen mit weiten Überständen, Erdgeschoss verputzt, Obergeschoss in rotem Klinker, Sandsteingliederungen, Einfriedung in Stein-Klinker-Sockel und Steinpfeilern, schmiedeeiserne Zaunsfelder, baugeschichtlich bedeutsam. | 09212490   |
| Weitere Bilder                          | Villa | Franz-Liszt-Straße 13 (Karte)                                                           | um 1900 (Villa) | zweigeschossig mit Mansarddach, Würfelfom nur durch wenige Versprünge in der Fassade aufgebrochen, zurückhaltend historisierend, verschiedene Fensterformen und -bedachungen, baugeschichtliche Bedeutung. | 09212364   |
| Weitere Bilder                          | Villa mit Einfriedung | Franz-Liszt-Straße 16 (Karte)                                                           | um 1935 (Villa) | markantes Gebäude der 1930er Jahre in neobarocken Formen (vgl. mit dem Neuen Wachwitzer Schloss sowie Liebigstraße 28 und Wachbergstraße 35), seitlich offene Eingangshalle, markant auch die spiegelbildlich angeordneten halbrunden Vorbauten zur Straße, Mansarddach, Akzent zudem durch kleinen Erker, Einfriedung Sandstein mit schmiedeeisernen Feldern, baugeschichtliche Bedeutung. | 09213817   |
|                                         | Villa mit Einfriedung | Franz-Liszt-Straße 17 (Karte)                                                           | 1890–1891 (Villa) | historistisches Gebäude mit mehreren Anbauten, darunter markanter straßenseitiger Risalit, Mansarddach, Fassaden belebt durch Eckquaderungen und Gurtgesimse, gestaltet in den Formen der deutschen Renaissance, baugeschichtliche Bedeutung. | 09212363   |
| Weitere Bilder                          | Villa Ginsberg | Franz-Liszt-Straße 19 (Karte)                                                           | 1899–1900 (Villa) | Villa; zurückgenommener Historismus mit Anklängen des Jugendstils, kubischer Bau mit Mansarddach, an der Hauptfassade durch einen eingezogenen mittigen polygonalen Turm gestaltet, seitlich Eingangsbau mit Altanen, reizvolle Jugendstilornamentik in Sandstein, Innenausstattung zum Teil erhalten, Jugendstilfenster, Architekten Schilling und Graebner, baugeschichtlich und künstlerisch bedeutsam. | 09212362   |
| Weitere Bilder                          | Zentrales Forschungsinstitut für Arbeit | Gerhart-Hauptmann-Straße 1 (Karte)                                                      | 1958–1960 (Institut), 1958–1960 (Sgraffito)                                                                                | Bürogebäude mit angebautem eingeschossigen Saal; letzterer mit Wandbild, städtebaulich markanter achtgeschossiger Baukörper mit Galeriegeschoss, qualitätvolles Beispiel der »DDR-Moderne« mit Stahlbetonskelettkonstruktion, Rasterfassade und Dachüberstand, neben Verwaltungsgebäude des VEB Strömungsmaschinen eines der innovativsten Gebäude in Dresden um 1960, in Anlehnung an progressive Tendenzen der klassischen Moderne und die aktuellsten Entwicklungen der Zeit entstanden, baugeschichtlich bedeutend. | 09217580   |
| Weitere Bilder                          | Villa mit Einfriedung | Gustav-Adolf-Straße 2 (Karte)                                                           | 1892 (Villa) | Eckhaus, nimmt im symmetrischen Grundriss den spitzen Winkel mit der August-Bebel-Straße auf, Neurenaissance mit klassischen Fenstergewänden und Portal, flache, im Mittelstück nach vorn abgerundete Dachformen, hier halbrunde Veranda in Sandstein mit Austritt mit Palladiomotiv im Obergeschoss, Haus befand sich gegenüber dem königlichen Park mit Villa. Einfriedung und Torpfosten Sandstein, Eisenstaketen, baugeschichtliche Bedeutung. | 09213818   |
|                                         | Villa mit Einfriedung | Gustav-Adolf-Straße 3 (Karte)                                                           | bezeichnet 1892 (Wetterfahne)                                                                                              | unorthodox eklektizistische Gestaltung mit gotischen Anklängen in Aufbau und Dekor, zur Straße zwei Giebel, der größere rechte mit dreieckigem Erker, Einfriedung Pfosten und Sockelmauer in Sandstein mit Eisenstaketen, baugeschichtliche Bedeutung. | 09212366   |
|                                         | Villa mit Einfriedung | Gustav-Adolf-Straße 4 (Karte)                                                           | 1893 (Villa) | klarer kubischer Bau mit wenig steilem, am Giebel nach der Straße überstehendes Satteldach, Anklänge an den Schweizerstil, Bauschmuck möglicherweise verloren gegangen, Wechsel von rundbogigen und eckigen Maueröffnungen, Einfriedung Pfosten und Sockelmauer in Sandstein mit Eisenstaketen, baugeschichtliche Bedeutung. | 09212365   |
|                                         | Villa mit Einfriedung | Gustav-Adolf-Straße 5 (Karte)                                                           | bezeichnet 1892 (Villa) | stark aufgelöste Grundfläche, Erdgeschoss Putz, Obergeschoss gelber Klinker, Formen der Renaissance, starke Eckquaderungen, reich beschnitzte Holzveranda über beide Geschosse, Einfriedung Pfosten in Sandstein, Sockelmauer in Sandstein und gelbem Klinker, mit Eisenstaketen, baugeschichtliche Bedeutung. | 09212368   |
| Weitere Bilder                          | Villa mit Einfriedung | Gustav-Adolf-Straße 6 (Karte)                                                           | 1892 (Villa) | historistisch verspielter Bau, Giebel, Erker, Türmchen, Zierfachwerk, großes Farbglasfenster in der Hallendiele, weite Dach- und Giebelüberstände, unregelmäßiger Grund- und Aufriss, Einfriedung Klinkerpfosten und -mauer, darauf Holzzaun mit Kreuzgitter, baugeschichtliche Bedeutung. | 09212367   |
|                                         | Mietvilla mit Einfriedung in Ecklage | Gustav-Adolf-Straße 6b (Karte)                                                          | 1899–1900 (Mietvilla) | repräsentativer historistischer Bau auf rechteckiger Grundfläche, längere Seite entlang der Wasastraße, von Elementen der deutschen Renaissance wie Schweifgiebeln, Erker und Eckturm belebt, versachlicht und mit Anklängen an den Jugendstil, im Laufe der Zeit etwas reduziert, dennoch beeindruckendes Architekturzeugnis seiner Zeit, Teil des bedeutsamen Strehlener Villenviertels um den Wasaplatz, baugeschichtlich und stadtentwicklungsgeschichtlich bedeutend. | 09212369   |
|                                         | Villa mit Einfriedung | Gustav-Adolf-Straße 8 (Karte)                                                           | 1890–1891 (Villa) | malerischer historisierender Bau, gelbes Backsteingebäude mit hohem Dach, an der Südwestseite eingezogener Turm mit spitzem Helm, bauplastischer Schmuck, innen Malerei (als Dekorationsmalerei), baugeschichtlich und künstlerisch bedeutend, als Teil des Strehlener Villenquartiers städtebaulich und stadtentwicklungsgeschichtlich von Wert. | 09212343   |
|                                         | Villa mit Einfriedung | Gustav-Adolf-Straße 9 (Karte)                                                           | um 1900 (Villa) | zweigeschossig mit flach geneigtem Dach, Drempel mit Zierfachwerk, trotz großer Strenge winklig aufgelockerter Grundriss, nach vorn eine eingeschossige Holzveranda eingespannt, Einfriedung Pfosten und Sockelmauer in Sandstein mit Eisenstaketen, baugeschichtliche Bedeutung. | 09212342   |
|                                         | Villa mit Einfriedung | Gustav-Adolf-Straße 10 (Karte)                                                          | 1892–1893 (Villa) | historistischer, roter Backstein mit gelber Ornamentik, eingeschossig mit ausgebautem Dach, zur Straße zweigeschossiger Ziergiebel, verschiedene, einander durchdringende Dachformen, seitlich überdachter Treppenaufgang mit ungewöhnlichem Eisenfachwerk, Altan, Einfriedung Pfosten und geschwungene Sockelmauer in Klinker mit kunstvollen neubarocken Eisenfeldern, baugeschichtlich und künstlerisch sowie als Teil des Strehlener Villenquartiers bedeutsam. | 09212340   |
|                                         | Villa mit Einfriedung | Gustav-Adolf-Straße 11 (Karte)                                                          | um 1900 (Villa) | zweigeschossig mit flachem Zeltdach mit Dachplattform, Erdgeschoss verputzt, Obergeschoss Klinker, Architekturformen in deutscher Renaissance, sonst kaum Bauschmuck, klare kubische Baukörper nach hinten gestaffelt, Einfriedung Sandsteinsockel und Klinkerecken mit Eisenstaketen, baugeschichtlich bedeutsam. | 09212341   |
| Weitere Bilder                          | Villa mit Einfriedung | Gustav-Adolf-Straße 12 (Karte)                                                          | 1892 (Villa) | gelber Klinker, zweigeschossig mit flachem Mansarddach mit Dachplattform, annähernd symmetrisch auf den Gustav-Adolf-Platz ausgerichtet, hier im Erdgeschoss Verandavorbau mit seitlicher Treppe, im Obergeschoss seitlich je eine Loggia in den stumpfen Eckwinkeln, hinten ein Treppenturm, baugeschichtlich bedeutsam. | 09212338   |
| Weitere Bilder                          | Doppelvilla mit Einfriedung | Gustav-Adolf-Straße 13 (Karte)                                                          | 1902–1903 (Villa) | Doppelvilla mit Einfriedung (Gustav-Adolf-Straße 13 und Julius-Otto-Straße 10); im spitzen Winkel zum Gustav-Adolf-Platz, beide Häuser platzbildprägend und repräsentativ, dabei betont asymmetrisch und ungleich gestaltet, malerisch historisierend mit Elementen des Jugendstils, zahlreiche auskragende Elemente wie Türme und halbrunde Risalite mit Hauben, Giebel, Veranden, Erker, vielfach mit Zierfachwerk, auch Sandsteinarchitekturelemente, bewegte Dachlandschaft, Innen wohl noch Ausstattung der Entstehungszeit, Einfriedung in bossiertem Sandstein mit Feldern in Schmiedeeisen mit Jugendstilformen, baugeschichtlich und künstlerisch wertvoll, als Teil des Strehlener Villenquartiers städtebaulich und stadtentwicklungsgeschichtlich bedeutend. | 09212339   |
|                                         | Villa mit Einfriedung | Heinrich-Zille-Straße 2 (Karte)                                                         | Anfang 20. Jh. (Villa) | zweigeschossig mit Mansarddach, dreigeschossiger Mittelrisalit mit Renaissancegiebel, links asymmetrisch Holzveranden und ein Turm mit Zierfachwerk, Einfriedung in Sandstein mit Feldern in Schmiedeeisen mit Jugendstilformen, baugeschichtlich bedeutsam. | 09212417   |
|                                         | Villa mit Einfriedung | Heinrich-Zille-Straße 4 (Karte)                                                         | Anfang 20. Jh. (Villa) | zweigeschossig mit ausgebautem Dach, dreigeschossiger Mittelrisalit mit Giebel mit Zierfachwerk, links asymmetrisch Holzveranden und ein Türmchen, Einfriedung in Sandstein mit Feldern in Schmiedeeisen, baugeschichtlich bedeutsam. | 09212416   |
|                                         | Villa mit Einfriedung | Heinrich-Zille-Straße 6 (Karte)                                                         | bezeichnet 1906 (Villa) | unregelmäßiger Baukörper, nach vorn ein Risalit mit eigenem Giebel, davor im Erdgeschoss polygonale Veranda, im Obergeschoss Balkon, rechts Treppenturm mit historischen Anklängen, Einfriedung in Sandstein mit Feldern in Schmiedeeisen, baugeschichtlich bedeutsam. | 09212415   |
|                                         | Villa mit Einfriedung | Heinrich-Zille-Straße 13 (Karte)                                                        | 1899 (Villa) | zweigeschossig, schlicht über quadratischem Grundriss, durch Eckturm aufgewertet, Einfriedung mit Bossen behauener Sandstein mit Holzfeldern, baugeschichtlich bedeutsam; Architekten: Rudolf Schilling, Julius Graebner | 09216802   |
|                                         | Postamt 20 | Heinrich-Zille-Straße 16; 18 (Karte)                                                    | 1930 (Post) | Postgebäude; charakteristischer Bau an der Wende von 1920er zu den 1930er Jahren, als Post und Gebäude für mehrere Wohnungen eher ungewöhnliches Mehrzweckgebäude, von der Heimstättengesellschaft Sachsen errichtet, an Fassade zur Teplitzer Straße deren Zeichen HGS, dreigeschossig mit Walmdach, ortsgeschichtlich und baugeschichtlich bedeutend. | 09212414   |
|                                         | Villa mit Einfriedung | Herderstraße 1 (Karte)                                                                  | Ende 19. Jh. (Villa) | prächtiger Bau mit Mansarddach, Eckturm, Verandenanbau, neubarock besonders in den Dachausbauten, Einfriedung Sandsteinsockel mit prächtigen schmiedeeisernen Gittern, baugeschichtlich bedeutsam. | 09212493   |
|                                         | Villa mit Villengarten und Einfriedung | Herderstraße 3 (Karte)                                                                  | 1937 (Villa) | gestalterisch bemerkenswertes Beispiel der Villenarchitektur um 1935, die in traditionellen Formen ausgeführte Villa zeigt sich als ausgesprochen gediegener und eleganter Bau, wenige Schmuckdetails (eigenwillig gestalteter Balkon mit schmiedeeisernem Gitter, hervorgehobener Eingangsbereich, Sprossenfenster usw.) unterstreichen den noblen Charakter des Gebäudes, baugeschichtlich bedeutend. | 09216803   |
|                                         | Villa und Einfriedung | Hermannstraße 2 (Karte)                                                                 | um 1890 (Villa) | zweigeschossiger Bau mit zwei Risaliten mit Giebeln in der Art des 17. Jahrhunderts, teils mit vorgelegten Balkonen, Einfriedung Sandsteinsockel und Eisenstaketenfelder, baugeschichtlich von Bedeutung. | 09212312   |
|                                         | Wohnhaus mit Einfriedung | Hermannstraße 4 (Karte)                                                                 | um 1890 (Wohnhaus) | würfelförmiger Bau auf quadratischem Grundriss, zur Straße Standerker mit Balkon vor dem krönenden Mittelgiebel, Einfriedung Sandsteinsockel mit Eisenstaketen, baugeschichtlich von Bedeutung. | 09212313   |
|                                         | Wohnhaus | Hermannstraße 5 (Karte)                                                                 | um 1900 (Wohnhaus) | eingeschossig mit Drempel, Mitte zweigeschossig hochgezogen mit eigenem Satteldach, Anklänge an den Schweizerstil, bescheiden und eher ländlich, baugeschichtlich von Bedeutung. | 09212504   |
|                                         | Wohnhaus mit Einfriedung | Hermannstraße 7 (Karte)                                                                 | um 1900 (Wohnhaus) | eingeschossig mit Drempel und ausgebautem Dach, Anklänge an den Schweizerstil, bescheiden, baugeschichtlich von Bedeutung. | 09212505   |
|                                         | Villa | Hildebrandstraße 1 (Karte)                                                              | 1860 (Villa) | stattlich, Bestandteil der in der Erweiterung des Dorfes zuerst städtisch bebauten Residenzstraße, gebaut von Gustav Hanefeldt, zweigeschossig mit dreigeschossigem Mittelrisalit, Spiel mit flachen und flach geneigten Dächern, baugeschichtlich bedeutsam. | 09212359   |
| Weitere Bilder                          | HGS-Siedlung Strehlen: Doppelwohnhaus (Einzeldenkmal zu ID-Nr. 09305009) | Hugo-Bürkner-Straße 1; 3 (Karte)                                                        | 1927–1928 (Doppelwohnhaus)                                                                                                 | Einzeldenkmal der Sachgesamtheit HGS-Siedlung Strehlen: Doppelwohnhaus; von der Heimstättengesellschaft Sachsen (HGS) errichtet, als Teil einer baugestalterisch und städtebaulich bemerkenswerten Anlage um 1930 an der Gabelung Lockwitzer Straße und Teplitzer Straße baugeschichtlich und städtebaulich bedeutend. | 09212306   |
| Weitere Bilder                          | Vasatz-Siedlung: Häuserzeile (Einzeldenkmal zu ID-Nr. 09305013) | Hugo-Bürkner-Straße 2; 2b (Karte)                                                       | 1930–1932 (Mehrfamilienwohnhaus)                                                                                           | Einzeldenkmal der Sachgesamtheit Vasatz-Siedlung: Häuserzeile über L-förmigem Grundriss; als Teil einer bemerkenswerten Bauhaus-Anlage zwischen Dohnaer Straße, Hugo-Bürkner-Straße und Rayskistraße, dessen Häuser eine eigenwillige, streifenförmige Fassadenfassung zeigen, baugeschichtliche, städtebaulich und stadtentwicklungsgeschichtliche bedeutend. | 09212304   |
| Weitere Bilder                          | HGS-Siedlung Strehlen: Doppelwohnhaus (Einzeldenkmal zu ID-Nr. 09305009) | Hugo-Bürkner-Straße 4 (Karte)                                                           | 1927–1928 (Doppelwohnhaus)                                                                                                 | Einzeldenkmal der Sachgesamtheit HGS-Siedlung Strehlen: Doppelwohnhaus; von der Heimstättengesellschaft Sachsen (HGS) errichtet, als Teil einer baugestalterisch und städtebaulich bemerkenswerten Anlage um 1930 an der Gabelung Lockwitzer Straße und Teplitzer Straße baugeschichtlich und städtebaulich bedeutend. | 09216833   |
|                                         | Villa mit Einfriedung | Julius-Otto-Straße 2 (Karte)                                                            | um 1900 (Villa) | verputzter kubischer Bau mit Plattformdach, belebt durch Veranda- und Erkeranbau in Sandstein, zurückhaltend historisierend in den Formen der deutschen Renaissance, baugeschichtlich und ortsgeschichtlich von Bedeutung. | 09212384   |
|                                         | Villa mit Einfriedung | Julius-Otto-Straße 2a (Karte)                                                           | um 1900 (Villa) | Bau nimmt den spitzen Winkel von Wasastraße / Julius-Otto-Straße auf, hier ein überhoher spitzer aufgesetzter Giebel mit Gespränge, ein weiterer stark auskragender spitzer Giebel an der Julius-Otto-Straße, weitere Belebung des Baukörpers über unregelmäßigem Grundriss unter anderem durch Veranden, baugeschichtlich und ortsgeschichtlich von Bedeutung. | 09212382   |
| Weitere Bilder                          | Villa mit Einfriedung | Julius-Otto-Straße 3 (Karte)                                                            | 1887–1888 (Villa) | markanter historisierender Bau mit rückwärtigem Turmanbau, Klinkerfront im Obergeschoss und verschiedenen Gliederungs- und Schmuckelemente, baugeschichtlich und städtebaulich bedeutend. | 09212381   |
|                                         | Mietvilla mit Einfriedung | Julius-Otto-Straße 4 (Karte)                                                            | um 1900 (Mietvilla) | Bau als eine Art Doppelvilla, symmetrisch mit Mitteleingang, darüber Loggia und Türmchen, rechts und links massive Balkone, ausgebautes Mansarddach, in der Gestaltung schlicht, Einfriedung Sandsteinpforten und -sockel und Eisenstaketenfelder, baugeschichtlich und ortsgeschichtlich von Bedeutung. | 09212385   |
| Weitere Bilder                          | Villa mit Einfriedung | Julius-Otto-Straße 5 (Karte)                                                            | 1898 (Villa) | sehr repräsentativ in deutscher Neurenaissance mit reicher Sandsteingliederung, Mansarddach, polygonaler Mittelrisalit mit Altan auf Dachgeschosshöhe, hier Giebel mit Wand mit drei hohen rundbogigen Maueröffnungen, baugeschichtlich und künstlerisch sowie als Teil des Villenquartiers Strehlen städtebaulich und stadtentwicklungsgeschichtlich bedeutend. | 09212383   |
|                                         | Villa, Remise, Garten, Brunnen und Einfriedung | Julius-Otto-Straße 6 (Karte)                                                            | 1892 (Villa), Anfang 20. Jh. (Remisengebäude)                                                                              | historisierender, im Jugendstil überformter Bau mit gediegener Fassadengestaltung, bemerkenswert die original erhaltene, nach 1900 hinzugekommene Remise, Einfriedung in Eisenstaketen, Anlage in ihrer Geschlossenheit baugeschichtlich wertvoll, als Teil des Strehlener Villenquartiers zudem städtebaulich und stadtentwicklungsgeschichtlich bedeutend. | 09212386   |
| Weitere Bilder                          | Villa mit Einfriedung | Julius-Otto-Straße 8 (Karte)                                                            | vor 1900 (Villa) | im Inneren bemerkenswerte Ausstattung, u. a. Malerei, weitgehend original erhaltenes, außen zurückhaltend gestaltetes Historismusgebäude innerhalb des Strehlener Villenquartiers, von baugeschichtlicher und städtebaulicher Bedeutung, dokumentiert in anschaulicher Weise Architekturentwicklung des ausgehenden 19. Jahrhunderts. | 09216804   |
| Weitere Bilder                          | Villa mit Einfriedung | Julius-Otto-Straße 9 (Karte)                                                            | um 1890 (Villa) | Klinker, kubisch geschlossener Bau mit Walmdach mit mehrfachen Brechungen und Dachhäuschen, symmetrisch mit Mittelbalkon mit Austritt im Obergeschoss, zahlreiche Glättungen von historistischem Zierrat, schönes Portal im seitlichen Treppenhaus, dieses sehr bemerkenswert, rund mit Treppenauge und schmiedeeisernem Geländer, Einfriedung Sandsteinpforten und Sandsteinsockel und Eisenstaketenfelder, baugeschichtliche und städtebauliche Bedeutung. | 09212387   |
|                                         | Doppelvilla mit Einfriedung | Julius-Otto-Straße 10 (Karte)                                                           | 1902–1903 (Villa) | Doppelvilla mit Einfriedung (Gustav-Adolf-Straße 13 und Julius-Otto-Straße 10); im spitzen Winkel zum Gustav-Adolf-Platz, beide Häuser platzbildprägend und repräsentativ, dabei betont asymmetrisch und ungleich gestaltet, malerisch historisierend mit Elementen des Jugendstils, zahlreiche auskragende Elemente wie Türme und halbrunde Risalite mit Hauben, Giebel, Veranden, Erker, vielfach mit Zierfachwerk, auch Sandsteinarchitekturelemente, bewegte Dachlandschaft, Innen wohl noch Ausstattung der Entstehungszeit, Einfriedung in bossiertem Sandstein mit Feldern in Schmiedeeisen mit Jugendstilformen, baugeschichtlich und künstlerisch wertvoll, als Teil des Strehlener Villenquartiers städtebaulich und stadtentwicklungsgeschichtlich bedeutend. | 09212339   |
| Weitere Bilder                          | Villa und Einfriedung | Julius-Otto-Straße 11 (Karte)                                                           | um 1890 (Villa) | über rechteckigem Grundriss gelber Backsteinbau mit vielfachen horizontalen Sandsteingliederungen, flaches Zeltdach, als Annexe ein turmartigem polygonaler Erker mit Fachwerk im Obergeschoss, ein Erker im Erdgeschoss und der Eingangsvorbau, Einfriedung Sandsteinpforten und Sandsteinsockel und Eisenstaketenfelder, baugeschichtlich sowie als Teil des Strehlener Villenquartiers städtebaulich und stadtentwicklungsgeschichtlich bedeutsam. | 09212388   |
| Weitere Bilder                          | Villa mit Einfriedung | Julius-Otto-Straße 12 (Karte)                                                           | Anfang 20. Jh. (Villa) | Bau im Grundriss und den Dachformen symmetrisch, stark aufgelöst mit verschiedenen Giebeln mit Gespränge, historisierend, Einfriedung Sandsteinpforten und Sandsteinsockel und Eisenstaketenfelder, baugeschichtlich sowie als Teil des Strehlener Villenquartiers städtebaulich und stadtentwicklungsgeschichtlich bedeutsam. | 09212337   |
| Weitere Bilder                          | Villa mit Hintergebäude und Einfriedung | Julius-Otto-Straße 13 (Karte)                                                           | 1889–1890 (Villa) | Bau in Souterrain und Erdgeschoss Putz, im Obergeschoss Fachwerk mit Klinker, in Grundriss und Dachformen stark asymmetrisch aufgelöst mit verschiedenen Dächern und Giebeln mit Gespränge, historisierend, Einfriedung Sandsteinpforten und Sandsteinsockel und Eisenstaketenfelder, baugeschichtlich sowie als Teil des Strehlener Villenquartiers städtebaulich und stadtentwicklungsgeschichtlich bedeutsam. | 09212389   |
|                                         | Brücke über den Kaitzbach | Julius-Otto-Straße 14 (bei) (Karte)                                                     | um 1800 (Fußgängerbrücke)                                                                                                  | Fußgängerbrücke über den Kaitzbach; ein Bogen in Sandstein, ortsgeschichtlicher und baugeschichtlicher Wert. | 09305820   |
| Weitere Bilder                          | Villa mit Einfriedung | Julius-Otto-Straße 15 (Karte)                                                           | 1889–1890 (Villa) | über nahezu quadratischem Grundriss mit flachem Walmdach, Gebäude durch Gliederung, Backsteinfelder, Eckturm und Säulenvorbau gestaltet, innen originale Ausstattung mit Malerei (als Dekorationsmalerei), Stuckdekor usw. im Stil der Deutschen Renaissance (oder im sogen. Altdeutschen Stil), baugeschichtlich und künstlerisch sowie als Teil des Strehlener Villenquartiers städtebaulich und stadtentwicklungsgeschichtlich bedeutend. | 09212390   |
| Weitere Bilder                          | Einzeldenkmal der Sachgesamtheit Großer Garten: ehemaliger Lustgarten, heute Parkanlage einschl. der angrenzenden Promenaden und Alleen (Einzeldenkmal der Sachgesamtheit ID-Nr. 09214104, Altstadt II) | Karcherallee (Karte)                                                                    | 1676–1679 (Jagdgarten/Jagdpark), 1715–1720 (Umgestaltung und Erweiterung), 1900 (Stübelallee), 1911 (Karcherallee)         | Einzeldenkmal der Sachgesamtheit Großer Garten: ehemaliger Lustgarten, heute Parkanlage einschließlich der angrenzenden Promenaden und Alleen; ursprünglich barocke, mehrfach umgestaltete Gartenanlage einschließlich Lennéstraße, Stübelallee, Karcherallee, Tiergartenstraße und Lennéplatz in Teilen, mit Palais, Kavaliershäusern, den Fundamenten des Kavaliershauses E unter einem Sandplatz, der Sockelzone des Kavaliershauses H von Promenade mit Pergola überbaut, Theatern, Freilichtbühne, Nabeshima-Haus, Brücken, Brunnen, Skulpturen, Vasen, weiteren Gartenarchitekturen, See, Bassin und Teichen (Carolasee, Neuer Teich, Palaisteich usw.), Kanal, Parterres, Wiesen, Gärten (unter anderem Botanischer), Baumbestand, Bepflanzung (siehe auch Hauptallee 4b, 5, 6, 7, 8, 10, 12, Herkulesallee 1, Karcherallee 8, 10, Stübelallee 2 usw.), außerdem westliche Verlängerung der Herkulesallee, Bodenintarsie »Engel der Kulturen« ist nicht Teil des Kulturdenkmales, als eine der bedeutetensten sächsischen Parkanlagen Sachsens von besonderer gartenhistorischer und gartenkünstlerischer Bedeutung. | 09306817   |
|                                         | Villa mit Einfriedung | Karcherallee 29 (Karte)                                                                 | Anfang 20. Jh. (Villa) | Bau der versachlichten Architektur nach 1900 mit auffälliger Kubatur und wenigem, akzentuierendem Schmuck, dominiert von Turmanbau, an Vorderseite markante Fenstergestaltung, baugeschichtlich von Bedeutung. | 09212437   |
|                                         | Villa mit Einfriedung | Karcherallee 31 (Karte)                                                                 | Anfang 20. Jh. (Villa) | unregelmäßiger Baukörper, Dach mit mehreren Giebeln, teils mit Krüppelwalmen, aufgelöst, Mitteltürmchen, verschiedene Fensterformen, Einfriedung Sockel und Pfosten in Sandstein, schmiedeeiserne Felder, baugeschichtlich von Bedeutung. | 09212438   |
|                                         | Villa mit Einfriedung | Karcherallee 37 (Karte)                                                                 | bezeichnet 1887 (Wetterfahne)                                                                                              | kubischer Bau auf quadratischem Grundriss, belebt durch dreigeschossigen Risalit mit Schweifgiebel auf der Straßenseite links, Eingangsanbau, Verandaanbau, sehr klassische Formen der Architekturelemente, Einfriedung Sockel aus Sandstein, Zaun in Schmiedeeisen, baugeschichtlich von Bedeutung. | 09212439   |
| Weitere Bilder                          | Villa mit Einfriedung | Karcherallee 41 (Karte)                                                                 | 1912 (Villa) | in Hallendiele Ausstattung aus der Entstehungszeit, baugeschichtlich und künstlerisch bedeutend | 09212440   |
|                                         | Villa mit Garten und Einfriedung | Karcherallee 47 (Karte)                                                                 | um 1900 (Villa) | kubischer Bau auf quadratischem Grundriss, ausgebautes Mansarddach, belebt durch einen Eck-Erker mit Turmaufsatz, historisierende Fassade, Einfriedung Sockel aus Sandstein, Zaun in Schmiedeeisen, baugeschichtlich von Bedeutung. | 09212441   |
| Weitere Bilder                          | Villa mit Villengarten und Einfriedung in Ecklage | Karcherallee 49 (Karte)                                                                 | um 1890 (Villa) | äußerst repräsentatives historistisches Gebäude, charakteristische Stilvilla ihrer Zeit, Schaufassade auch zur Tiergartenstraße, diese dominiert von Mittelrisalit einschl. rund abschließendem Dachhaus, an der Ecke »Standerker« mit Austritt, reiche Architekturgliederung in Sandstein, Villengarten in regelmäßiger auf das Gebäude bezogener Gestaltung, Anwesen baugeschichtlich, künstlerisch sowie stadtentwicklungsgeschichtlich bedeutsam. | 09212442   |
|                                         | Villa mit Garage und Einfriedung | Königsteinstraße 3 (Karte)                                                              | um 1910 (Villa) | vornehme schlichte Reformarchitektur, nach vorn ein Erker mit Verandaaufsatz, Gesims in Höhe der Sohlbänke der Obergeschossfenster, die gediegen Garage im Entwurf inbegriffen, Einfriedung Sockel aus Sandstein, Holzzaun, baugeschichtlich von Bedeutung. | 09212435   |
|                                         | Villa mit Einfriedung | Königsteinstraße 4 (Karte)                                                              | um 1880 (Villa) | repräsentativer historisierender Bau, bemerkenswert der rückwärtige Treppenturm mit Dachhaube und kleiner Laterne, baugeschichtlich und künstlerisch bedeutsam. | 09212436   |
|                                         | Villa mit Einfriedung und Eckpavillon darin | Königsteinstraße 5 (Karte)                                                              | um 1920 (Villa) | kubisch auf quadratischer Fläche mit Walmdach, Reformarchitektur aus den Jahren vor dem Krieg, kein Historismus mehr, Spiel mit zurückhaltenden Annexen im Erdgeschoss, die die Kubatur beleben, dabei einige Veranden, für die Zeit typisches Gurtgesims in Höhe der Sohlbänke der Obergeschossfenster, Einfriedung Sockel und Pforten in Sandsteinquadern mit Holzfeldern, in der Ecke ein Pavillon mit Walmdach, baugeschichtlich bedeutend. | 09212432   |
|                                         | Villa mit Einfriedung | Königsteinstraße 6 (Karte)                                                              | um 1910 (Villa) | kubisch auf rechteckiger Fläche mit mächtigem gebrochenem Satteldach, eingeschossig, das Dach völlig ausgebaut, Reformarchitektur aus den Jahren vor dem Krieg, Historismus lediglich noch in der Dachform und in den Fledermausgaupen, die für die Zeit typischen Reliefs in den Bogenfeldern der Fenster, über der Tür auch figürlich als Knabe mit zwei Pavillons, flache Lisenen gliedern zudem in leicht neuklassizistischer Weise, ungewöhnliche Einfriedung mit Sockel und Deckplatte in Sandstein, Felder in Schmiedeeisen, baugeschichtlich bedeutend. | 09212434   |
|                                         | Wohnhaus mit Einfriedung | Königsteinstraße 8 (Karte)                                                              | um 1910 (Villa) | fast quadratische Fläche, eingeschossig mit gebrochenem Satteldach, zur Ecke mit Krüppelwalm, an dieser Giebelseite zur Basteistraße eine Veranda, schlichte Reformarchitektur aus den Jahren vor dem Krieg, an der Veranda zwei neuklassizistische Girlanden, Einfriedung mit Sockel in Stein mit Jägerzaun, baugeschichtlich von Belang. | 09212433   |
| Weitere Bilder                          | Strehlener Hof; Königshof-Theater | Kreischaer Straße 2; 4 (Karte)                                                          | 1888–1889 (Gasthaus) | Gasthof mit Kopfbau am Wasaplatz und Nordwand des Gebäudes mit dem Ballsaal; alles andere als Kopie errichtet, Kopfbau mit historisierender Fassadengestaltung und belebenden Dachausbauten, baugeschichtlich und ortsgeschichtlich bedeutend. | 09212391   |
|                                         | Mietshaus in geschlossener Bebauung | Kreischaer Straße 6 (Karte)                                                             | um 1890 (Hälfte eines Doppelmietshauses)                                                                                   | einheitliche Gestaltung mit Nummer 8, Erdgeschoss städtisch mit Läden, zwei Obergeschosse und ausgebautes Mansarddach, sparsame historisierende Gestaltung, Haus an Stelle eines Hofes des Dorfes errichtet, baugeschichtlich von Bedeutung. | 09212393   |
|                                         | Mietshaus in geschlossener Bebauung | Kreischaer Straße 8 (Karte)                                                             | um 1890 (Hälfte eines Doppelmietshauses)                                                                                   | einheitliche Gestaltung mit Nummer 6, Erdgeschoss städtisch mit Läden, zwei Obergeschosse und ausgebautes Mansarddach, sparsame historisierende Gestaltung, Haus an Stelle eines Hofes des Dorfes errichtet, baugeschichtlich von Bedeutung. | 09305746   |
|                                         | Mietshaus in geschlossener Bebauung | Kreischaer Straße 10 (Karte)                                                            | um 1900 (Mietshaus) | Eckhaus zur Lannerstraße, mit fast der gesamten Lannerstraße bis zur Lockwitzer Straße auf dem Gelände eines einstigen großen Hofes des Dorfes gebaut, im Erdgeschoss städtische Läden, Eck-Erker über die beiden Obergeschosse, Ecke mit einem Aufbau mit eigenem Dach hochgezogen, historisierend in deutscher Renaissance, baugeschichtlich und ortsgeschichtlich von Bedeutung. | 09212252   |
|                                         | Wohnstallhaus und rückwärtige Scheune, später zum Wohnhaus umgebaut, eines Bauernhofes | Kreischaer Straße 12 (Karte)                                                            | 1616, im Kern (Wohnstallhaus)                                                                                              | ältere, giebelständige Bau im Kern wohl noch aus dem frühen 17. Jh., vor allem nach 1850 verändert, charakteristisches ländliches Anwesen seiner Zeit, bemerkenswert der Schmuckgiebel mit Formen der deutschen Renaissance, bei einem ländlichen Bau singulär, Hof auch baugeschichtlich bedeutend, als Bestandteil des Dorfes Strehlen ortsgeschichtlich von Belang. | 09212260   |
|                                         | Wohnhaus | Kreischaer Straße 13 (Karte)                                                            | bezeichnet 1865 (Wohnhaus)                                                                                                 | ehemals Schmiede, Zwerchgiebel nach Norden, Satteldach, heute neuer ins Dach eingebundener zweigeschossiger Anbau nach Süden, dieser einst eingeschossig mit flachem Dach, einer der wenigen alten Bauten auf dem Anger, architekturgeschichtlich dem Dorf zuzurechnen, ortsgeschichtlich und baugeschichtlich bedeutsam. | 09212280   |
|                                         | Brücke über den Kaitzbach | Kreischaer Straße 14 (bei) (Karte)                                                      | 19. Jh. (Fußgängerbrücke)                                                                                                  | Brücke über den Kaitzbach und partielle Uferbefestigung; auf Anger und Höhe Kreischaer Straße 14, Bogen, Brücke und Ufermauern aus regelmäßigen Sandsteinquadern, baugeschichtliche und ortsgeschichtliche Bedeutung. | 09212265   |
|                                         | Wohnhaus, Seitengebäude und Keller | Kreischaer Straße 14; 16a; 16; 18 (Karte)                                               | 18. Jh. (Bauernhaus), 2. H. 19. Jh. (Seitengebäude), bezeichnet 1740 (Keller)                                              | Wohnhaus (Nr. 16), Seitengebäude (Nr. 14/16a) und Keller (Nr. 18); Teile eines ehemaligen Vierseithofes, Wohnhaus mit Fachwerk im Obergeschoss, ein weitgehender Neubau, nur Erdgeschoss original, einstige Seitengebäude mit hohem, von Fledermausgaupen und Dachgaupen besetztem Satteldach, Keller mit Sandsteingewölbe, Zeugnis ländlicher Architektur des 18. und der zweiten Hälfte des 19. Jahrhunderts, nach wie vor bemerkenswerter Hof des historischen Dorfkerns von Strehlen, baugeschichtlich und stadtentwicklungsgeschichtlich bedeutend. | 09212261   |
|                                         | Mietshaus in nach rechts geschlossener Bebauung | Kreischaer Straße 19 (Karte)                                                            | um 1895 (Mietshaus) | dreigeschossig, schlicht historisierend, als frühes städtisches Haus im Dorf anstelle der 1883 abgebrannten Wassermühle gebaut, diese ganz im Süden auf dem Anger, Gestaltung ähnlich Dohnaer Straße 24, dem Eckhaus rechts, baugeschichtlich bedeutsam. | 09212268   |
|                                         | Brücke über den Kaitzbach | Kreischaer Straße 20 (bei) (Karte)                                                      | 19. Jh. (Fußgängerbrücke)                                                                                                  | Brücke über den Kaitzbach und partielle Uferbefestigung; auf dem Anger, zwischen Kreischaer Straße 20 und Dohnaer Straße 12, Bogen, Brücke und Ufermauern aus regelmäßigen Sandsteinquadern, baugeschichtliche und ortsgeschichtliche Bedeutung. | 09305821   |
|                                         | Wohnhaus | Kreischaer Straße 22 (Karte)                                                            | Mitte 19. Jh. (Wohnhaus)                                                                                                   | ein früher vorstädtischer Bau, schlicht historisierend, großes mittleres und flankierende kleine Dachhäuschen, baugeschichtlich und ortsgeschichtlich bedeutsam. | 09212502   |
|                                         | Wohnstallhaus und Seitengebäude eines Bauernhofes | Kreischaer Straße 28 (Karte)                                                            | um 1825, 1. Hälfte 19. Jh. (Wohnstallhaus)                                                                                 | Bestandteil des Dorfes, massiv und stattlich, Bruchstein verputzt, baugeschichtlich und ortsgeschichtlich bedeutsam. | 09212262   |
|                                         | Bauernhof mit Wohnstallhaus, Remisenanbau, Seitengebäude, Scheune und Toranlage | Kreischaer Straße 30 (Karte)                                                            | bezeichnet 1853 (Wohnstallhaus), bezeichnet 1829 (Seitengebäude), bezeichnet 1880 (Scheune), bezeichnet 1808 (Toreinfahrt) | beeindruckende sowie zu großen Teilen authentische ländliche Gebäude vor allem aus der Zeit um 1850, bereichert durch Fenstergewände aus Sandstein, Portale, Kragsteine und Zierrat, einer der bemerkenswertesten Bauernhöfe des Dorfes Strehlen, baugeschichtlich und ortsgeschichtlich bedeutend. | 09212263   |
|                                         | Vierseithof mit ehem. Wohnstallhaus, Seitengebäude, Nebengebäuden und Scheune | Kreischaer Straße 34; 34a (Karte)                                                       | um 1800 (Wohnstallhaus), bezeichnet 1847 (Scheune), bezeichnet 1697, vielleicht auch schon 1619 (Toreinfahrt)              | Vierseithof mit ehemaligem Wohnstallhaus, Seitengebäude, zwei Remisen, Nebengebäuden, Scheune und Toreinfahrt; die ersten beiden Häuser mit Fachwerk im Obergeschoss, früher Hof eines Gutsbesitzers, seit Mitte der 1920er Jahre von einem Fuhrunternehmen, wenig später als Garagenbetrieb genutzt, trotz Umnutzung und Modernisierung einer der wenigen noch geschlossen überkommenen Höfe des Dorfes, baugeschichtlich und ortsgeschichtlich bedeutend. | 09212264   |
|                                         | Mietshaus in geschlossener Bebauung | Kurt-Frölich-Straße 1 (Karte)                                                           | um 1910 (Mietshaus) | das Erdgeschoss sandsteinverkleidet, Fassade repräsentativ symmetrisch mit die Mittelachse über die drei Obergeschosse flankierenden Polygonalerkern, außen an erstem und zweitem Obergeschoss Loggien, originale Haustür, baugeschichtlich von Bedeutung. | 09212400   |
|                                         | Mietshaus in geschlossener Bebauung | Kurt-Frölich-Straße 3 (Karte)                                                           | um 1910 (Mietshaus) | viergeschossig, anspruchsvolle symmetrische Fassade, vollkommen sandsteinverkleidet, jeweils in den äußersten Achsen Loggien über alle drei Obergeschosse, originale Haustür, schöne Reliefs als sparsamer Bauschmuck, baugeschichtliche Bedeutung. | 09212401   |
|                                         | Mietshaus in geschlossener Bebauung | Kurt-Frölich-Straße 5 (Karte)                                                           | bezeichnet 1910 (Mietshaus)                                                                                                | viergeschossig, anspruchsvolle symmetrische Fassade, hier Datierung „Anno 1910“, die Mittelachse mit der Haustür wird flankiert von Achsen mit Balkons über die Obergeschosse, die gesamte Fassade sandsteinverblendet, originale Haustür, schöne Reliefs als sparsamer Bauschmuck, baugeschichtliche Bedeutung. | 09212402   |
|                                         | Mietshaus in geschlossener Bebauung | Kurt-Frölich-Straße 7 (Karte)                                                           | um 1910 (Mietshaus) | viergeschossig, anspruchsvolle symmetrische Fassade, die äußeren Achsen jeweils mit Loggien vorgezogen und geöffnet, das Erdgeschoss sandsteinverblendet, originale Haustür, schöne Reliefs als sparsamer Bauschmuck, baugeschichtliche Bedeutung. | 09212403   |
|                                         | Mietshaus in geschlossener Bebauung | Kurt-Frölich-Straße 9 (Karte)                                                           | um 1910 (Mietshaus) | Eckhaus zur Robert-Koch-Straße, viergeschossig, anspruchsvolle Fassade, durch Balkons und Loggien belebt, breite Mittelstücke symmetrisch nach beiden Straßen sandsteinverblendet, ebenso auch das gesamte Erdgeschoss, die Balkon- und Loggienbrüstungen und die Fenstergewände, originale Haustür, sparsamer, gediegener Bauschmuck an den Balkonbrüstungen und den Gittern der oberen Balkons, baugeschichtliche Bedeutung. | 09212404   |
|                                         | Mietshaus in geschlossener Bebauung | Kurt-Frölich-Straße 13 (Karte)                                                          | um 1910 (Mietshaus) | viergeschossig, anspruchsvolle Fassade, die zweite und fünfte der sechs Achsen jeweils mit offenen Erkern vorgezogen, im dritten Obergeschoss hier eine Art Loggia, das Erdgeschoss sandsteinverblendet, originale Haustür, schöne Reliefs als sparsamer Bauschmuck, baugeschichtliche Bedeutung. | 09216806   |
|                                         | Mietshaus in geschlossener Bebauung | Kurt-Frölich-Straße 15 (Karte)                                                          | um 1910 (Mietshaus) | viergeschossig, anspruchsvolle symmetrische Fassade, die äußeren Achsen jeweils mit Loggien vorgezogen und geöffnet, das Erdgeschoss sandsteinverblendet, originale Haustür, schöne Reliefs als sparsamer Bauschmuck, baugeschichtliche Bedeutung. | 09216807   |
|                                         | Mietshaus in geschlossener Bebauung | Lannerstraße 1 (Karte)                                                                  | bezeichnet 1901 (Mietshaus)                                                                                                | Eckhaus zu Altstrehlen, viergeschossig, abgeschrägte Ecke mit Dachturm und Erkern über erstes und zweites Obergeschoss, an letzteren Inschrift „Clemens Türke. Archit. 1901“, mehrere Eckachsen beidseitig mit Verblendziegeln, das Haus befindet sich unmittelbar am Dorfanger und ersetzte wie die gesamte Lannerstraße eine dörfliche Bebauung, ortsgeschichtlich und baugeschichtlich von Bedeutung. | 09212253   |
|                                         | Mietshaus, nach rechts in geschlossener Bebauung | Lannerstraße 2 (Karte)                                                                  | um 1890 (Mietshaus) | dreigeschossig mit ausgebautem Mansarddach, ein Laden mit schöner originaler Ladenfront, Architekturgliederung schlicht historisierend in Sandstein, links angebaut ein Verkaufspavillon, das Haus ersetzte wie die gesamte Lannerstraße eine dörfliche Bebauung, ortsgeschichtlich und baugeschichtlich von Bedeutung. | 09212394   |
|                                         | Mietshaus in geschlossener Bebauung | Lannerstraße 3 (Karte)                                                                  | 1908 (Mietshaus) | in den äußeren Achsen im Erdgeschoss Läden und in den Obergeschossen Balkons, Erdgeschoss sandsteinverblendet, schlicht historisierende Architekturgliederung ebenfalls Sandstein, das Haus ersetzte wie die gesamte Lannerstraße eine dörfliche Bebauung, ortsgeschichtlich und baugeschichtlich von Bedeutung. | 09212254   |
|                                         | Mietshaus in geschlossener Bebauung | Lannerstraße 5 (Karte)                                                                  | um 1900 (Mietshaus) | stattlicher symmetrischer Bau mit einem breiten geschweiften Zwerchgiebel, dreigeschossig mit ausgebautem Mansarddach, schlicht historisierende Architekturgliederung wie das gesamte Erdgeschoss in Sandstein, das Haus ersetzte mit der gesamten Lannerstraße eine dörfliche Bebauung, originale Flurausstattung mit Deckenmalerei und Stuckdekor, ortsgeschichtlich und baugeschichtlich von Bedeutung. | 09212255   |
|                                         | Mietshaus in geschlossener Bebauung | Lenbachstraße 1 (Karte)                                                                 | Anfang 20. Jh. (Mietshaus)                                                                                                 | symmetrisch aufgebaut, dabei die viergeschossige Fassade ungewöhnlich gestaltet: dreiachsiger Mittelteil mit eigenem Walmdach, die außen anliegenden Achsen in erstem und zweitem Obergeschoss in Loggien geöffnet, im obersten Geschoss Balkon, die gesamte Fassade mit Sandstein verkleidet, sparsamer gediegener Bauschmuck, baugeschichtlich bedeutend. | 09216808   |
|                                         | Mietshaus in geschlossener Bebauung | Lenbachstraße 2 (Karte)                                                                 | Anfang 20. Jh. (Mietshaus)                                                                                                 | Haus springt in der Hälfte wie die gesamte Nummer 4 und die halbe Nummer 6 zurück, so dass ein Vorgarten entsteht, im straßenanliegenden Teil Giebel, am Rücksprung Eckerker, am zurückgesetzten Teil über Erdgeschoss und erstes Obergeschoss Anbau mit offenen Erkern, darauf Balkon, am dritten Obergeschoss ebenfalls Balkon, alles sandsteinverkleidet, sparsamer gediegener Bauschmuck, baugeschichtlich bedeutend. | 09212288   |
|                                         | Mietshaus in geschlossener Bebauung | Lenbachstraße 3 (Karte)                                                                 | Anfang 20. Jh. (Mietshaus)                                                                                                 | dreigeschossig, symmetrisch mit eingezogenen Balkons in der Fassadenmitte in den beiden Obergeschossen, hier oberhalb der Traufe ein massiver Dachausbau mit eigenem Walmdach, die gesamte Fassade mit Sandstein verkleidet, sparsamer gediegener Bauschmuck, baugeschichtlich bedeutend. | 09212290   |
|                                         | Mietshaus in geschlossener Bebauung | Lenbachstraße 4 (Karte)                                                                 | um 1905 (Mietshaus) | springt wie die halbe Nummer 2 und 6 aus der Straßenflucht zurück, sodass ein Vorgarten entsteht, symmetrisch aufgebaut mit weit gespanntem Balkon im ersten Obergeschoss und kleinen Balkons seitlich der Mittelachse am zweiten und dritten Obergeschoss, die gesamte Fassade mit Sandstein verkleidet, kaum Bauschmuck, baugeschichtlich bedeutend. | 09212409   |
|                                         | Mietshaus in geschlossener Bebauung | Lenbachstraße 5 (Karte)                                                                 | Anfang 20. Jh. (Mietshaus)                                                                                                 | symmetrisch, dreigeschossig, die drei Mittelachsen mit einem vierten Obergeschoss hochgezogen, die Flankenachsen in den beiden Obergeschossen mit Loggien, die gesamte Fassade mit Sandstein verkleidet, sparsamer gediegener Bauschmuck, baugeschichtlich bedeutend. | 09212289   |
|                                         | Mietshaus in geschlossener Bebauung | Lenbachstraße 6 (Karte)                                                                 | um 1905 (Mietshaus) | Haus springt in der rechten Hälfte wie die gesamte Nummer 4 und die halbe Nummer 2 zurück, sodass ein Vorgarten entsteht, im straßenanliegenden Teil Giebel, am Rücksprung über drei Obergeschosse Eckerker, am zurückgesetzten Teil über alle Geschosse angebaute Balkons, im Teil an der Straße eingezogene Balkons, alles sandsteinverkleidet, sparsamer gediegener Bauschmuck, baugeschichtlich bedeutend. | 09212408   |
|                                         | Mietshaus in geschlossener Bebauung | Lenbachstraße 7 (Karte)                                                                 | um 1925 (Wohnhaus) | Eckhaus, Doppelmietshaus mit Robert-Koch-Straße 5, viergeschossig mit flachem Walmdach, Bau später und in einem ganz anderen volkstümlicheren Geiste als die nordöstlich angrenzenden, anspruchsvolle Fassade in Art déco, dabei sind die Fensterachsen von Erdgeschoss und zwei Obergeschossen jeweils leicht eingetieft, gerahmt und bekrönt, an der Robert-Koch-Straße auch Balkons, Portale mit schrägen Gewänden und einer Art-déco-Bekrönung, in diesem Stil auch die dreieckigen Dachfenster, baugeschichtlich besonders bedeutend. | 09216809   |
|                                         | Mietshaus in geschlossener Bebauung | Lenbachstraße 8 (Karte)                                                                 | um 1910 (Mietshaus) | Eckhaus zur Robert-Koch-Straße, Erdgeschoss sandsteinverkleidet, alles noch etwas »malerisch« unregelmäßig, an der Ecke jeweils zwei unterschiedliche Giebel, zur Lenbachstraße mit Erker, zur Robert-Koch-Straße eingezogene Balkons, baugeschichtliche Bedeutung. | 09212407   |
| Weitere Bilder                          | Sachgesamtheit Eisenbahner-Baugenossenschaft Dresden-Strehlen, Wohnanlage mit mehreren Einzeldenkmalen                                                                                                  | Lenbachstraße 10; 11; 12; 13; 14; 15 (Karte)                                            | 1923–1926 (Wohnanlage) | Sachgesamtheit Eisenbahner-Baugenossenschaft Dresden-Strehlen, Wohnanlage mit zahlreichen Einzeldenkmalen; Wohnanlage der Eisenbahner-Baugenossenschaft e.G.m.b.H. zwischen Kurt-Fröhlich-Straße, Robert-Koch-Straße, Mockritzer Straße und Teplitzer Straße, bestehend aus zwei Gevierten, traditionalistisch gestaltete Mehrfamilien- bzw. Siedlungshäuser mit Mansarddach, belebt durch Dreiecksgiebel, Türbedachungen, Wandgliederungen und Fensterläden, dabei Eckgebäude Mockritzer Straße 8 und Robert-Koch-Straße 16 mit Erkern, reicherer Fassadengestaltung und konkaver Grundrisslösung etwas hervorgehoben, als markantes und unverwechselbares Beispiel der Siedlungsarchitektur der zwanziger Jahre künstlerisch und baugeschichtlich bedeutsam. | 09216810   |
| Weitere Bilder                          | Eisenbahner-Baugenossenschaft Dresden-Strehlen, Wohnanlage: Häuserzeile (Einzeldenkmal zu ID-Nr. 09216810)                                                                                              | Lenbachstraße 10; 12; 14 (Karte)                                                        | 1923–1926 (Mehrfamilienwohnhaus)                                                                                           | Einzeldenkmal der Sachgesamtheit Eisenbahner-Baugenossenschaft Dresden-Strehlen, Wohnanlage: Häuserzeile; baulich mit Robert-Koch-Straße 8 und Teplitzer Straße 57, als Teil eines gestalterisch bemerkenswerten Ensembles des Kleinwohnungs- und Siedlungsbaus um 1925 baugeschichtlich und städtebaulich bedeutend. | 09305133   |
| Weitere Bilder                          | Eisenbahner-Baugenossenschaft Dresden-Strehlen, Wohnanlage: Häuserzeile und Nebengebäude (Einzeldenkmal zu ID-Nr. 09216810)                                                                             | Lenbachstraße 11; 13; 15 (Karte)                                                        | 1923–1926 (Mehrfamilienwohnhaus)                                                                                           | Einzeldenkmal der Sachgesamtheit Eisenbahner-Baugenossenschaft Dresden-Strehlen, Wohnanlage: Häuserzeile und Nebengebäude; als Teil eines gestalterisch bemerkenswerten Ensembles des Kleinwohnungs- und Siedlungsbaus um 1925 baugeschichtlich und städtebaulich bedeutend. | 09212413   |
|                                         | Villa mit Einfriedung | Leon-Pohle-Straße 1 (Karte)                                                             | um 1912 (Villa) | Bau mit polygonalen Ecktürmen und Zeltdach einschl. Laterne, markantes Beispiel der nach 1900 vorherrschenden Reformarchitektur, sachlich zurückhaltende Baugestaltung mit neoklassizistischen (Lisenen und Plattenfries) und neobarocken Anklängen (Dachhauben), der akzentuierende Dekor stilisierend, baugeschichtlich und künstlerisch bedeutend sowie als Teil des Strehlener Villenquartiers zwischen Tiergarten- und Wiener Straße stadtentwicklungsgeschichtlich von Belang. | 09212467   |
|                                         | Villa mit Einfriedung | Leon-Pohle-Straße 2 (Karte)                                                             | um 1912 (Villa) | gestalterisch bemerkenswertes und zeittypisches Villengebäude der Frühen Sachlichkeit mit historisierenden Elementen und Jugendstilmotiven, bemerkenswerte Ausstattung im Innern, baugeschichtlich und künstlerisch wertvoll. | 09212468   |
|                                         | Wohnhausgruppe | Liliensteinstraße 2; 4; 6; 8 (Karte)                                                    | um 1912 (Mehrfamilienwohnhaus)                                                                                             | vier in der Art von Siedlungshäusern aneinandergebaute Häuser, malerisch historisierend, betont unregelmäßige Gestaltung im Heimatstil ähnlich Gartenstadt Hellerau mit Erkern, Türmchen und Vorbauten, die äußeren Häuser jeweils mit großen Giebeln zur Straße, sparsamer Art-déco-Schmuck vor allem in den Bogenfeldern über Fenstern und Türen, ungewöhnlich in Konzeption und Ausformung, baugeschichtlich bedeutend. | 09212457   |
|                                         | Wohnhaus | Lockwitzer Straße 2 (Karte)                                                             | 2. Hälfte 19. Jh. (Wohnhaus)                                                                                               | schlichte vorindustrielle Bauweise, flaches Walmdach, Gurtgesims in Höhe der Sohlbänke der Obergeschossfenster, eingefasster Drempel, gerade Fensterbedachungen, im Erdgeschoss bei unterschiedlichen Fenstergrößen Segmentbogenabschlüsse, baugeschichtliche Bedeutung. | 09212419   |
|                                         | Mietshaus als Eckhaus in geschlossener Bebauung | Lockwitzer Straße 3 (Karte)                                                             | um 1900 (Mietshaus) | dreigeschossig mit ausgebautem Mansarddach, Erdgeschoss und Architekturgliederung Sandstein, sonst Putz, die Ecke abgeschrägt und um ein Geschoss hochgezogen, Klinker-verkleidet, historisierend in nördlicher Renaissance, baugeschichtlich und ortsgeschichtlich von Bedeutung. | 09212395 - |
|                                         | Mietshaus | Lockwitzer Straße 4 (Karte)                                                             | um 1900 (Mietshaus) | die Ecklage zur Heinrich-Zille-Straße in einem hohen Eckturm mit spitzem Aufsatz aufgenommen, die dreigeschossige Hauptfassade symmetrisch mit Loggien in der mittleren Achse, zur Heinrich-Zille-Straße zweigeschossig, baugeschichtlich von Bedeutung. | 09212418   |
|                                         | Mietshaus in geschlossener Bebauung | Lockwitzer Straße 5 (Karte)                                                             | um 1900 (Mietshaus) | dreigeschossig mit ausgebautem Mansarddach, im Erdgeschoss mit originalen Läden, Erdgeschoss und Architekturgliederung Sandstein, sonst Putz, im goldenen Schnitt im ersten und zweiten Obergeschoss Erker in Klinker, streng historisierend in nördlicher Renaissance, baugeschichtlich und ortsgeschichtlich von Bedeutung. | 09212396   |
| Weitere Bilder                          | Mietshaus in geschlossener Bebauung | Lockwitzer Straße 7 (Karte)                                                             | bezeichnet 1903 (Mietshaus)                                                                                                | dreigeschossig mit ausgebautem Mansarddach, Erdgeschoss und Architekturgliederung Sandstein, sonst Putz, links über erstes und zweites Obergeschoss polygonal hervortretender Turm mit Aufsatz und Haube, historisierend in nördlicher Renaissance, bezeichnet „Paul Markus Archit. 1903“, rechts war noch kein Haus angebaut, baugeschichtlich und ortsgeschichtlich von Bedeutung. | 09212397   |
|                                         | Mietshaus mit Einfriedung in offener Bauweise | Lockwitzer Straße 10 (Karte)                                                            | um 1890 (Mietshaus) | historisierender Wohnbau des ausgehenden 19. Jahrhunderts mit Mansarddach, die drei mittleren Achsen in einem Risalit leicht vorgezogen und in Erdgeschoss sowie Obergeschoss jeweils mit den Bedachungen zusammengefasst, baugeschichtliche Bedeutung. | 09212398   |
|                                         | Mietshaus mit Einfriedung | Lockwitzer Straße 12 (Karte)                                                            | um 1890 (Mietshaus) | Eckhaus zur Kurt-Frölich-Straße, teils zwei-, teils dreigeschossig, in den zweigeschossigen Teilen ausgebautes Mansarddach, sonst Dächer recht flach, Klinker, Architekturgliederung Sandstein, abgeschrägte, mit Erkern betonte Ecke, Einfriedung Sandsteinpfosten und Sandsteinsockel, schmiedeeiserne Zaunsfelder, baugeschichtlich und ortsgeschichtlich von Bedeutung. | 09212399   |
| Weitere Bilder                          | Mietshaus in geschlossener Bebauung | Lockwitzer Straße 14 (Karte)                                                            | 1905 (Mietshaus) | Eckhaus zur Kurt-Frölich-Straße, viergeschossig mit flach geneigtem Satteldach, teils auch das dritte Obergeschoss als Mansarddach, die überaus repräsentative Fassade vollständig sandsteinverkleidet, abgeschrägte Ecke mit Erkern über erstes und zweites Obergeschoss, allerhand sehr gediegener Bauschmuck im Geiste eines vornehmen Jugendstils, ein Spiel mit Fensterformen und -formaten, Balkons und Loggien, Treppenhausausstattung teilweise mit Türen, Farbglas, Fußbodenplatten und Treppengeländern erhalten, baugeschichtliche Bedeutung. | 09212285   |
|                                         | Mietshaus in geschlossener Bebauung | Lockwitzer Straße 16 (Karte)                                                            | 1905 (Mietshaus) | dreigeschossig mit ausgebautem Mansarddach, repräsentative Fassade, Erdgeschoss sandsteinverkleidet, die Achsen beidseitig der beiden Mittelachsen symmetrisch mit weit auskragenden Balkons in allen Obergeschossen bis zum Dachgeschoss, hier jeweils ein aufgemauerter Giebel, im Erdgeschoss Loggien, im Inneren Ausstattung teilweise erhalten, dabei Stuckdekor, baugeschichtliche Bedeutung. | 09212286   |
| Weitere Bilder                          | Mietshaus in geschlossener Bebauung | Lockwitzer Straße 18 (Karte)                                                            | 1902–1903 (Mietshaus) | Eckhaus zur Lenbachstraße, dreigeschossig mit ausgebautem Mansarddach, die Ecke betont durch hochgezogene Giebel nach beiden Seiten und einen dem ersten Obergeschoss vorgelegten Erker in der Form der nordischen Renaissance, Fassaden ansonsten im Geiste des Jugendstils recht unregelmäßig, dabei verschiedene Giebel, Gesimse sowie Fensterformate und Fensterformen, versetzte Balkons, der Sockel in unregelmäßiger Höhe sandsteinverkleidet, ebenso der Eingangsbereich, der Eckerker, die Architekturgliederung, Innern originale Flurausstattung, baugeschichtliche Bedeutung. | 09212287   |
| Weitere Bilder                          | Mietshaus in geschlossener Bebauung | Lockwitzer Straße 20 (Karte)                                                            | 1904–1905 (Mietshaus) | leicht spitzwinkliges Eckhaus zur Lenbachstraße, dreigeschossig mit ausgebautem Mansarddach, die Obergeschosse in den Flächen Klinker, repräsentativer Jugendstilbau, große Loggien in auffällig unterschiedlichen Formen, Erdgeschoss und die abgeschrägte Ecke mit Halbrunderkern über erstes und zweites Obergeschoss sandsteinverkleidet, ungewöhnlich repräsentativ der Eingang mit üppiger floraler Relief-Ornamentik, die in einem Frauenkopf gipfelt, angelehnt an Henry van de Velde (1863–1957), in Flur und Treppenhaus markante Gestaltung mit Dekorationsmalerei, Wandvertäfelung, Geländer, Handläufen und Fliesenfußboden, baugeschichtlich bedeutend. | 09212291   |
| Weitere Bilder                          | Mietshaus in geschlossener Bebauung, mit Hofflügel | Lockwitzer Straße 22 (Karte)                                                            | 1905 (Mietshaus) | dreigeschossig mit ausgebautem Mansarddach, Erdgeschoss und Architekturgliederung Sandstein, die Obergeschosse in den Flächen Klinker, Fassadengestaltung historisierend, „malerisch“-unregelmäßig, Anlehnung an die nördliche Renaissance, zwei Risalite, links mit Erkern, rechts mit Loggien über erstes und zweites Obergeschoss, Flur- und Treppenhausausstattung mit Stuckdekor, originalen Türen, Supraporten, Wandspiegeln, Geländern, schmiedeeisernen Handläufen und dergleichen, baugeschichtlich bedeutend. | 09212292   |
| Weitere Bilder                          | Mietshaus in geschlossener Bebauung, mit Hofflügel | Lockwitzer Straße 24 (Karte)                                                            | 1905 (Mietshaus) | dreigeschossig mit ausgebautem Mansarddach, Erdgeschoss und Architekturgliederung Sandstein, die Obergeschosse in den Flächen Klinker, Fassadengestaltung historisierend, „malerisch“-unregelmäßig, Anlehnung an die nördliche Renaissance, zwei Risalite jeweils mit Erkern und mit Loggien über erstes und zweites Obergeschoss, baugeschichtlich bedeutend. | 09212293   |
| Weitere Bilder                          | Mietshaus in geschlossener Bebauung | Lockwitzer Straße 26 (Karte)                                                            | 1905 (Mietshaus) | leicht stumpfwinkliges Eckhaus zur Mockritzer Straße, dreigeschossig mit ausgebautem Mansarddach, Erdgeschoss und Architekturgliederung Sandstein, die Obergeschosse in den Flächen Klinker, Fassadengestaltung historisierend, »malerisch«-unregelmäßig, Anlehnung an die nördliche Renaissance, die abgeschrägte Ecke mit Fachwerkgiebel, flankiert von Eckerkern über erstes und zweites Obergeschoss und offenen hölzernen Aufbauten, baugeschichtlich bedeutend. | 09212294   |
|                                         | 23. Mittelschule | Lockwitzer Straße 28 (Karte)                                                            | bezeichnet 1939, an Rückseite (Schule)                                                                                     | Schulgebäude; zweigeschossig über L-förmigem Grundriss, Walmdächer, im langen Flügel hofseitig Haupteingang in einem die Traufe schneidenden Treppenturm mit Uhr als Sgraffito, hier auch Bezeichnung 1939, typischer, traditionell gestalteter Bau des Dritten Reiches, baugeschichtlich bedeutsam. | 09216811   |
| Weitere Bilder                          | HGS-Siedlung Strehlen: Doppelwohnhaus (Einzeldenkmal zu ID-Nr. 09305009) | Lockwitzer Straße 69 (Karte)                                                            | 1927–1928 (Doppelwohnhaus)                                                                                                 | Einzeldenkmal der Sachgesamtheit HGS-Siedlung Strehlen: Doppelwohnhaus; von der Heimstättengesellschaft Sachsen (HGS) errichtet, als Teil einer baugestalterisch und städtebaulich bemerkenswerten Anlage um 1930 an der Gabelung Lockwitzer Straße und Teplitzer Straße baugeschichtlich und städtebaulich bedeutend. | 09216833   |
| Weitere Bilder                          | HGS-Siedlung Strehlen: Häuserzeile (Einzeldenkmal zu ID-Nr. 09305009) | Lockwitzer Straße 71; 73; 75 (Karte)                                                    | 1927–1928 (Mehrfamilienwohnhaus)                                                                                           | Einzeldenkmal der Sachgesamtheit HGS-Siedlung Strehlen: Häuserzeile; von der Heimstättengesellschaft Sachsen (HGS) errichtet, als Teil einer baugestalterisch und städtebaulich bemerkenswerten Anlage um 1930 an der Gabelung Lockwitzer Straße und Teplitzer Straße (Hugo-Bürkner-Park) baugeschichtlich und städtebaulich bedeutend. | 09212307   |
| Weitere Bilder                          | HGS-Siedlung Strehlen: Häuserzeile (Einzeldenkmal zu ID-Nr. 09305009) | Lockwitzer Straße 77; 79; 81 (Karte)                                                    | 1927–1928 (Wohnhaus) | Einzeldenkmal der Sachgesamtheit HGS-Siedlung Strehlen: Häuserzeile; von der Heimstättengesellschaft Sachsen (HGS) errichtet, als Teil einer baugestalterisch und städtebaulich bemerkenswerten Anlage um 1930 an der Gabelung Lockwitzer Straße und Teplitzer Straße baugeschichtlich und städtebaulich bedeutend. | 09216834   |
|                                         | Wohnhaus mit rückwärtigem Anbau | Mary-Krebs-Straße 1 (Karte)                                                             | 2. Hälfte 19. Jh. (Wohnhaus)                                                                                               | dieser wohl einst Pferdestall für eine Reitschule, Wohnhaus zweigeschossig mit Walmdach und Dachhäuschen, Anbau mit mächtigem Satteldach, Wohnstätte von Mary Krebs, ortsgeschichtlich und baugeschichtlich bedeutsam. | 09212281   |
| Weitere Bilder                          | Mietshaus in geschlossener Bebauung | Mary-Krebs-Straße 2 (Karte)                                                             | 1911 oder um 1910 (Mietshaus)                                                                                              | repräsentativer städtischer Bau im Reformstil, sparsamer neubarocker Bauschmuck, Fassade symmetrisch, plastisch aufgelöst durch die Mittelachse flankierende Erker über erstes und zweites Obergeschoss und ausgebautes Dachgeschoss, jeweils mit eigener Bedachung, die Brandmauer rechts zeugt davon, dass weitere städtische Häuser in geschlossener Bebauung folgen und die dörflichen Höfe weichen sollten, baugeschichtlich bedeutsam. | 09212283   |
|                                         | Mietshaus in geschlossener Bebauung | Mary-Krebs-Straße 4 (Karte)                                                             | 1911 oder um 1910 (Mietshaus)                                                                                              | repräsentativer städtischer Bau im Reformstil, sparsamer neubarocker Bauschmuck, Fassade symmetrisch, plastisch aufgelöst durch hochgezogene drei Mittelachsen mit eigener Bedachung, dabei die Flankenachsen mit vorgelegten Erkern, Erdgeschoss sandsteinverkleidet, die Brandmauer links zeugt davon, dass weitere städtische Häuser in geschlossener Bebauung folgen sollten, baugeschichtlich bedeutsam. | 09212284   |
|                                         | Mietshaus, nach links in geschlossener Bebauung | Mockritzer Straße 1 (Karte)                                                             | um 1895 (Mietshaus) | befindet sich im südlichen Teil des alten Dorfes, wo ab 1547 eine Wassermühle, die vom Kaitzbach angetrieben wurde, stand, die 1883 abbrannte. Das Areal wurde daraufhin zunächst im Hufeisen geschlossen mit städtischen Wohnhäusern bebaut, Nummer 1 zwei Obergeschosse und ausgebautes Mansarddach, historistisch mit klassischen Formen, ortsgeschichtlich und baugeschichtlich von Bedeutung. | 09212300   |
|                                         | Wohnstallhaus eines Bauernhofes | Mockritzer Straße 2 (Karte)                                                             | bezeichnet 1845 (Wohnstallhaus)                                                                                            | langer Bau, an der Hofseite mit Fachwerk im Obergeschoss, Ursprung barock, Datierung 1845 über dem Kellereingang. Einst Bestandteil des Hofes heutige Mockritzer Straße 2, 4, 7, 9, 11, 13. Die Mockritzer Straße ist an ihrem nördlichen Zugang auf der Topographischen Karte von 1881 lediglich als Weg eingezeichnet, der durch den Hof führt. Teil des Dorfkerns Strehlen, baugeschichtlich und ortsgeschichtlich bedeutend. | 09216805   |
| Weitere Bilder                          | Mietshaus in geschlossener Bebauung | Mockritzer Straße 6 (Karte)                                                             | 1904–1905, bezeichnet 1904 (Mietshaus)                                                                                     | Eckhaus an der halbrunden Platzerweiterung der Mockritzer Straße, dreigeschossig mit ausgebautem Dach, Eckerker über die beiden Obergeschosse und das ausgebaute Dachgeschoss, viele Jugendstil-Reliefs in der gleichen Anordnung wie einst historistische Elemente, repräsentative, originale Flur- und Treppenhausausstattung, hier wohnte Kammersängerin Liesel von Schuch-Ganzel (1891 bis 1990), Tochter des Ernst von Schuch (1846–1914), den Robert Sterl (1867–1932) gemalt hat, baugeschichtlich und künstlerisch bedeutsam. | 09212295   |
|                                         | Wohnhaus eines Bauernhofs | Mockritzer Straße 7 (Karte)                                                             | bezeichnet 1810 (im Türstock)                                                                                              | Fachwerk im Obergeschoss, einst Teil des Hofes Mockritzer Straße 2, 4, 7, 9, 11, 13. Die Mockritzer Straße wurde hier an ihrem nördlichen Zugang durch den Hof geführt. Teil des Dorfes Strehlen, baugeschichtlich und stadtentwicklungsgeschichtlich bedeutend. | 09212322   |
| Weitere Bilder                          | Eisenbahner-Baugenossenschaft Dresden-Strehlen, Wohnanlage: Doppelhaus (Einzeldenkmal zu ID-Nr. 09216810)                                                                                               | Mockritzer Straße 8 (Karte)                                                             | 1923–1926 (Doppelwohnhaus)                                                                                                 | Einzeldenkmal der Sachgesamtheit Eisenbahner-Baugenossenschaft Dresden-Strehlen, Wohnanlage: Doppelhaus; als Teil eines gestalterisch bemerkenswerten Ensembles des Kleinwohnungs- und Siedlungsbaus um 1925 baugeschichtlich und städtebaulich bedeutend. | 09212411   |
|                                         | Wohnhaus in geschlossener Bebauung | Mockritzer Straße 9 (Karte)                                                             | 2. Hälfte 19. Jh. (Wohnhaus)                                                                                               | dreigeschossig mit Mansarddach, baugeschichtlich von Bedeutung | 09212323   |
| Weitere Bilder                          | Eisenbahner-Baugenossenschaft Dresden-Strehlen, Wohnanlage: Doppelhaus (Einzeldenkmal zu ID-Nr. 09216810)                                                                                               | Mockritzer Straße 10 (Karte)                                                            | 1923–1926 (Doppelwohnhaus)                                                                                                 | Einzeldenkmal der Sachgesamtheit Eisenbahner-Baugenossenschaft Dresden-Strehlen, Wohnanlage: Doppelhaus; als Teil eines gestalterisch bemerkenswerten Ensembles des Kleinwohnungs- und Siedlungsbaus um 1925 baugeschichtlich und städtebaulich bedeutend. | 09216813   |
|                                         | Villa mit Einfriedung | Mockritzer Straße 17 (Karte)                                                            | um 1890 (Villa) | neben der Schule der erste Bau im Straßenabschnitt, zweigeschossig kubisch mit ausgebautem Mansarddach, aufgewertet durch einen zweigeschossigen Eckerker, der die Ecksituation zur Lockwitzer Straße aufnimmt, Bauschmuck in Sandstein, klassisch in deutscher Renaissance, Einfriedung Sockel und gemauerte Ecke sowie Einfahrt Sandstein und Eisenstaketen, bau- und ortsgeschichtlich bedeutend. | 09212299   |
|                                         | Grundschule Strehlen; 47. Grundschule | Mockritzer Straße 19 (Karte)                                                            | 1884 (Schule), 1883 (Luthereiche), um 1884 (Pflaster)                                                                      | Schulgebäude, Luthereiche und Mosaikpflaster im Eingangsbereich; zweigeschossiger Putzbau mit zwei Flügeln und hervortretendem Mitteltrakt für das Treppenhaus an der Rückseite, markanter historisierender Bau in Formen der Neorenaissance und des Neobarock, reiche Gliederungen, flaches Walmdach, über dem Mittelrisalit der Hauptfassade, Giebelaufsatz mit Zierrat, das Mosaikpflaster des ausgehenden 19. Jahrhunderts in Form einer stilisierten Blüte mit verschiedenfarbigen Steinen, baugeschichtlich und ortsgeschichtlich wertvoll, das Mosaikpflaster künstlerisch bedeutsam. | 09212298   |
| Weitere Bilder                          | Villa mit Einfriedung | Oskarstraße 1 (Karte)                                                                   | um 1895 (Villa) | schlichter historisierender Bau, durch einen Eckturm mit Zierfachwerk und, diesen flankierend, ein Zwerchhaus und einen Zwerchgiebel, aufgewertet, baugeschichtlicher Wert. | 09212330   |
| Weitere Bilder                          | Villa mit Einfriedung | Oskarstraße 2 (Karte)                                                                   | um 1900 (Villa) | aufwändiger historisierender Bau mit Hauptfassade zum Wasaplatz, hier zwei Seitenrisalite mit Holzbalkons bzw. Loggien und Dreiecksgiebeln in Holz mit Gespränge, insgesamt sehr bewegt und asymmetrisch, ortsgeschichtlicher und baugeschichtlicher Wert. | 09212332   |
| Weitere Bilder                          | Villa mit Hintergebäude | Oskarstraße 3 (Karte)                                                                   | um 1905 (Villa) | Villa zweigeschossig mit einem für die Zeit ungewöhnlichen Satteldach, dagegen sehr unregelmäßige Anordnung der Fenster, Erker usw., an der Ecke im Obergeschoss ein segnender Engel, im Giebel ein Palladiomotiv, baugeschichtlich bedeutend. | 09212336   |
| Weitere Bilder                          | Villa und Rest der Einfriedung | Oskarstraße 6 (Karte)                                                                   | 1891–1892 (Villa) | schlichter kubischer zweigeschossiger Bau mit flachem Zeltdach mit verschiedenen, dem Bau folgenden Versprüngen, im südwestlichen eine eingeschossige Veranda, sparsamer, noch historisierender Bauschmuck, Teile der Ausstattung erhalten, baugeschichtlich sowie als Teil des Strehlener Villenquartiers stadtentwicklungsgeschichtlich bedeutend. | 09212333   |
| Weitere Bilder                          | Villa | Oskarstraße 8 (Karte)                                                                   | um 1890 (Villa) | schlichter historisierender Bau, durch einen geschweiften Giebel, einen schräg überdachten Außenaufgang und einen Fachwerkerker aufgewertet, recht komplizierte Dachversprünge, Wohn- und Arbeitsstätte der Krankengymnastin und Kunstsammlerin Ursula Baring (1907–2002), ortsgeschichtlicher und baugeschichtlicher Wert. | 09212334   |
| Weitere Bilder                          | Villa mit Einfriedung | Oskarstraße 10 (Karte)                                                                  | um 1900 (Villa) | nimmt die spitzwinklige Lage Oscarstraße / Julius-Otto-Straße und die Ausrichtung auf den Gustav-Adolf-Platz auf, wirksam dabei vor allem drei Giebel mit deutschen Neurenaissance-Formen, Spiel mit gelbem und rotem Klinker und Sandstein-Gliederung, baugeschichtlich und künstlerisch wertvoll. | 09212335   |
| Weitere Bilder                          | Haltepunkt Dresden-Strehlen; Eisenbahnstrecke Bodenbach–Dresden-Neustadt | Oskarstraße 14 (Karte)                                                                  | 1901–1902 (Empfangsgebäude)                                                                                                | Haltepunkt mit Empfangsgebäude, Bahnsteigüberdachung, Aufgang mit Treppenanlage und Toranlage; Empfangsgebäude in zwei zweigeschossigen Flügeln im Winkel, Satteldächer mit Giebeln in Anlehnung an die deutsche Renaissance, im Winkel eingespannt ein eingeschossiger Baukörper für das einstige Bahnhofs-Restaurant, historisierend mit Klinker-Sandstein-Fassaden und großem Gestaltungsdrang, Stationsgebäude der Eisenbahnstrecke Bodenbach/Děčín–Dresden-Neustadt (6240, sä. BD, Elbtalbahn), baugeschichtlich, eisenbahngeschichtlich und ortsgeschichtlich bedeutend. | 09212483   |
| Weitere Bilder                          | Villa mit Einfriedung | Oskarstraße 16 (Karte)                                                                  | um 1900 (Villa) | kubischer zweigeschossiger Bau mit Mansarddach, Reformstil in ungewöhnlicher Ausprägung, monumental und repräsentativ, außergewöhnlich große Fenster, auch schmal zu Gruppen zusammengefasst, flache Bögen, Einfriedung Sandsteinsockel und Sandsteinpfosten mit schmiedeeisernen Zaunsfeldern mit Jugendstilformen, baugeschichtlich bedeutsam. | 09212482   |
| Weitere Bilder                          | Villa | Oskarstraße 18 (Karte)                                                                  | 1901 (Villa) | eine Mischung aus Neubarock und Jugendstil, so auch der Bauschmuck, zweigeschossig mit nicht ausgebautem, hohem Dach mit Dachplattform, zur Straße Giebelaufbau mit vorgelegtem Erker, im Obergeschoss dieser in Fachwerk mit Kupferdach und Jugendstil-Formen, den Hauseingang und das Treppenhaus markiert ein aus dem Dach wachsender Turm, Zaun in Sandsteinsockel und Sandsteinpfosten, Felder verändert neu, baugeschichtlich bedeutsam. | 09212481   |
|                                         | Villa mit Einfriedung, Pforte, Bogen, Garage und Teilen der Gartengestaltung | Pfaffensteinstraße 6 (Karte)                                                            | um 1930 (Villa) | zwei Flügel im Winkel, eingeschossig mit hohen Satteldächern, im Winkel eingelegtes Kreissegment, große quadratische vielgesproßte Fenster, die Wirkung besteht auch im Spiel mit der großen Form, sparsamer Bauschmuck, Einfriedung Ziegelsockel und Ziegelpfosten, baugeschichtlich von Bedeutung. | 09212456   |
|                                         | Villa | Pfaffensteinstraße 9 (Karte)                                                            | um 1910 (Villa) | Villa; Reformstil, Putz mit Sandsteinsockel, eingeschossig mit hohem gebrochenem Dach, Annexe für den Eingang am Vordergiebel, zweigeschossig mit Turmanmutung auf der Südseite, hinten als Veranda, Bauschmuck reduziert auf geometrische Elemente und profilierte Gesimse, baugeschichtlich von Bedeutung. | 09212455   |
|                                         | Villa mit Einfriedung | Rayskistraße 22 (Karte)                                                                 | um 1895 (Villa) | mit Nummer 13 das erste Haus der Straße, Bau nimmt die spitzwinklige Lage zwischen Rayskistraße und Elsa-Brändström-Straße auf, dabei zwei Baukörper im Winkel, in selbigem eingespannter flacherer Bauteil, Klinker mit Putzgliederung, überaus repräsentativ im Stil der Deutschen Neorenaissance, zwei hohe Giebel nach Süden und zur Rayskistraße, Erker, Veranden, Eckquader, Bedachungen usw., Einfriedung in Eisenstaketen, baugeschichtlich und architekturgeschichtlich bedeutend. | 09212276   |
| Weitere Bilder                          | Villa mit Remisengebäude, Pavillon und parkartigem Garten | Rayskistraße 25; 25a (Karte)                                                            | 1868 (Villa) | Villa mit Remisengebäude, Pavillon, Terrassenanlagen und großem, parkartigem Garten; aufwendiger eingeschossiger Neorenaissance-Bau der frühen Semper-Nicolai-Schule, völlig Sandstein-verkleidet, erster Besitzer war der Dresdner Unternehmer Ernst Ludwig Aulhorn, Inhaber der Schokoladenfabrik Petzold & Aulhorn, von 1905 bis 1914 Wohnstatt des Dresdner Stadtbaurates Hans Erlwein (1872–1914), das älteste bestehende Haus im Bereich, von künstlerischem, personengeschichtlichem und baugeschichtlichem Wert. | 09213814   |
| Weitere Bilder                          | Vasatz-Siedlung: Häuserzeile (Einzeldenkmal zu ID-Nr. 09305013) | Rayskistraße 32; 34; 36; 38; 40; 42; 44 (Karte)                                         | 1930–1932 (Mehrfamilienwohnhaus)                                                                                           | Einzeldenkmal der Sachgesamtheit Vasatz-Siedlung: Häuserzeile; als Teil einer bemerkenswerten am Bauhaus orientierten Anlage zwischen Dohnaer Straße, Hugo-Bürkner-Straße und Rayskistraße, dessen Häuser Flachdächer und eine durchgehende horizontale Streifung zeigen, baugeschichtliche, städtebaulich und stadtentwicklungsgeschichtliche bedeutend. | 09212303   |
| Weitere Bilder                          | Vasatz-Siedlung: Häuserzeile (Einzeldenkmal zu ID-Nr. 09305013) | Rayskistraße 33; 35; 37 (Karte)                                                         | 1930–1932 (Mehrfamilienwohnhaus)                                                                                           | Einzeldenkmal der Sachgesamtheit Vasatz-Siedlung: Häuserzeile über L-förmigem Grundriss; als Teil einer bemerkenswerten Bauhaus-Anlage zwischen Dohnaer Straße, Hugo-Bürkner-Straße und Rayskistraße, dessen Häuser eine eigenwillige, streifenförmige Fassadenfassung zeigen, baugeschichtlich, städtebaulich und stadtentwicklungsgeschichtlich bedeutend. | 09216835   |
|                                         | Wohnhaus | Reicker Straße 8 (Karte)                                                                | 1853 (Wohnhaus) | klassizistischer Bau über rechteckigem Grundriss, Bruchstein verputzt, Walmdach, Gurtgesims zwischen den Geschossen, im Erdgeschoss Putzquaderung, Obergeschoss repräsentativ mit geraden Fensterbedachungen, gebaut als Verwaltungsgebäude einer Ziegelei, baugeschichtlich bedeutend. | 09212321   |
|                                         | Villa mit Nebengebäude und Einfriedung | Reicker Straße 9 (Karte)                                                                | um 1895 (Villa) | betont unregelmäßig historisierend in nördlicher Renaissance mit Erkern, Giebelchen, Zierfachwerk, verschiedenen Fensterformaten, Nebengebäude mit geschwungenem Giebel, Einfriedung Sandsteinsockel mit Eisenstaketenzaun, baugeschichtlich bedeutend. | 09212319   |
|                                         | Villa mit Einfriedung | Reicker Straße 11 (Karte)                                                               | um 1900 (Villa) | Putzbau, Souterrain, ein Geschoss, ausgebautes Drempeldach mit verschiedenen Formen, zur Reicker Straße ein zweigeschossiger Dachaufbau, zur Ecke Rayskistraße Eckerker und Eckturm, Einfriedung Sockel, Pfosten und an der Ecke abgeschrägte Mauer Sandstein, Zaun in Schmiedeeisen, baugeschichtlich bedeutend. | 09212320   |
|                                         | Doppelwohnhaus | Reicker Straße 14; 16 (Karte)                                                           | bezeichnet 1927 (Doppelwohnhaus)                                                                                           | Teil einer kleinen Wohnanlage aus drei sich um einen Hof gruppierenden Gebäuden (dazu Cäcilienstraße 9 und Cäcilienstraße 11 / Reicker Straße 18), markantes Beispiel der Siedlungsarchitektur der 1920er Jahre, baugeschichtlich bedeutsam. | 09213810   |
|                                         | Doppelwohnhaus (Cäcilienstraße 11 und Reicker Straße 18) | Reicker Straße 18 (Karte)                                                               | bezeichnet 1927 (Doppelwohnhaus)                                                                                           | Teil einer kleinen Wohnanlage aus drei sich um einen Hof gruppierenden Gebäuden (dazu Reicker Straße 14/16 und Cäcilienstraße 9), Walmdächer, zum Hof Loggien, markantes Beispiel der Siedlungsarchitektur der 1920er Jahre, baugeschichtlich bedeutsam. | 09216937   |
|                                         | Villa mit Einfriedung | Reicker Straße 20 (Karte)                                                               | um 1910 (Villa) | Ecke zur Cäcilienstraße, eingeschossig mit außergewöhnlich hohem, in zwei Etagen ausgebautem Dach, im Heimatstil historisierend, dabei Holzverkleidungen, Krüppelwalmen, zur Cäcilienstraße ein großer eingesteckter Giebel, rückseitig kleiner, baugeschichtlich überaus bemerkenswert. | 09216814   |
|                                         | Mietshaus in geschlossener Bebauung | Robert-Koch-Straße 1 (Karte)                                                            | um 1910 (Mietshaus) | Putzbau, Bestandteil eines homogenen neuen Wohngebiets, dreigeschossig mit ausgebautem Dach, symmetrisch, an den Seiten in den Obergeschossen Loggien, schöne Reliefs als Bauschmuck, baugeschichtlich von Bedeutung. | 09212405   |
| Weitere Bilder                          | Eisenbahner-Baugenossenschaft Dresden-Strehlen, Wohnanlage: Wohnhaus (Einzeldenkmal zu ID-Nr. 09216810)                                                                                                 | Robert-Koch-Straße 2 (Karte)                                                            | 1923–1926 (Mehrfamilienwohnhaus)                                                                                           | Einzeldenkmal der Sachgesamtheit Eisenbahner-Baugenossenschaft Dresden-Strehlen, Wohnanlage: Wohnhaus; als Teil eines gestalterisch bemerkenswerten Ensembles des Kleinwohnungs- und Siedlungsbaus um 1925 baugeschichtlich und städtebaulich bedeutend. | 09216836   |
|                                         | Mietshaus in geschlossener Bebauung | Robert-Koch-Straße 3 (Karte)                                                            | um 1910 (Mietshaus) | Putzbau, Bestandteil eines homogenen neuen Wohngebiets, dreigeschossig mit ausgebautem Dach, symmetrisch, an den Seiten in den Obergeschossen Loggien mit konvexen Eisenbrüstungen, schöne Reliefs als Bauschmuck, baugeschichtlich von Bedeutung. | 09212406   |
| Weitere Bilder                          | Eisenbahner-Baugenossenschaft Dresden-Strehlen, Wohnanlage: Doppelhaus (Einzeldenkmal zu ID-Nr. 09216810)                                                                                               | Robert-Koch-Straße 4; 6 (Karte)                                                         | 1923–1926 (Doppelwohnhaus)                                                                                                 | Einzeldenkmal der Sachgesamtheit Eisenbahner-Baugenossenschaft Dresden-Strehlen, Wohnanlage: Doppelhaus; als Teil eines gestalterisch bemerkenswerten Ensembles des Kleinwohnungs- und Siedlungsbaus um 1925 baugeschichtlich und städtebaulich bedeutend. | 09216815   |
|                                         | Mietshaus in geschlossener Bebauung | Robert-Koch-Straße 5 (Karte)                                                            | um 1925 (Wohnhaus) | Eckhaus, Doppelmietshaus mit Robert-Koch-Straße 5, viergeschossig mit flachem Walmdach, Bau später und in einem ganz anderen volkstümlicheren Geiste als die nordöstlich angrenzenden, anspruchsvolle Fassade in Art déco, dabei sind die Fensterachsen von Erdgeschoss und zwei Obergeschossen jeweils leicht eingetieft, gerahmt und bekrönt, an der Robert-Koch-Straße auch Balkons, Portale mit schrägen Gewänden und einer Art-déco-Bekrönung, in diesem Stil auch die dreieckigen Dachfenster, baugeschichtlich besonders bedeutend. | 09216809   |
|                                         | Mietshaus in geschlossener Bebauung | Robert-Koch-Straße 7 (Karte)                                                            | um 1910 (Mietshaus) | originale Flur- und Treppenhausausstattung mit Ausmalung (Malerei und Schablonierungen), Treppengeländer, Türen, Fußbodengestaltung usw., baugeschichtlich und künstlerisch bedeutend. | 09212297   |
| Weitere Bilder                          | Eisenbahner-Baugenossenschaft Dresden-Strehlen, Wohnanlage: Wohnhaus (Einzeldenkmal zu ID-Nr. 09216810)                                                                                                 | Robert-Koch-Straße 8 (Karte)                                                            | 1922–1923 (Mehrfamilienwohnhaus)                                                                                           | Einzeldenkmal der Sachgesamtheit Eisenbahner-Baugenossenschaft Dresden-Strehlen, Wohnanlage: Wohnhaus; baulich mit Lenbachstraße 10–14 und Teplitzer Straße 57 verbunden, als Teil eines gestalterisch bemerkenswerten Ensembles des Kleinwohnungs- und Siedlungsbaus um 1925 baugeschichtlich und städtebaulich bedeutend. | 09216837   |
|                                         | Mietshaus in geschlossener Bebauung | Robert-Koch-Straße 9 (Karte)                                                            | um 1912 (Mietshaus) | Bestandteil eines homogenen neuen Wohngebiets, Eckhaus zur Mittelachse des halbrunden Platzes der Mockritzer Straße, Putzbau, Ecke betont durch dreiviertelrunde Erker in den drei Obergeschossen, das oberste Geschoss zum Platz über einem leicht angedeuteten Dach, Innen originale kassettierte Flurdecke und Treppenhausausstattung, bemerkenswerte Türen, Geländer usw., baugeschichtlich von Bedeutung. | 09212296   |
| Weitere Bilder                          | Eisenbahner-Baugenossenschaft Dresden-Strehlen, Wohnanlage: Häuserzeile und Nebengebäude (Einzeldenkmal zu ID-Nr. 09216810)                                                                             | Robert-Koch-Straße 10; 12; 14; 16 (Karte)                                               | 1923–1926 (Mehrfamilienwohnhaus)                                                                                           | Einzeldenkmal der Sachgesamtheit Eisenbahner-Baugenossenschaft Dresden-Strehlen, Wohnanlage: Häuserzeile und Nebengebäude; als Teil eines gestalterisch bemerkenswerten Ensembles des Kleinwohnungs- und Siedlungsbaus um 1925 baugeschichtlich und städtebaulich bedeutend. | 09212410   |
| Weitere Bilder                          | Eisenbahner-Baugenossenschaft Dresden-Strehlen, Wohnanlage: Doppelhaus (Einzeldenkmal zu ID-Nr. 09216810)                                                                                               | Robert-Koch-Straße 16 (Karte)                                                           | 1923–1926 (Doppelwohnhaus)                                                                                                 | Einzeldenkmal der Sachgesamtheit Eisenbahner-Baugenossenschaft Dresden-Strehlen, Wohnanlage: Doppelhaus; als Teil eines gestalterisch bemerkenswerten Ensembles des Kleinwohnungs- und Siedlungsbaus um 1925 baugeschichtlich und städtebaulich bedeutend. | 09212411   |
| Weitere Bilder                          | Eisenbahner-Baugenossenschaft Dresden-Strehlen, Wohnanlage: Wohnhaus (Einzeldenkmal zu ID-Nr. 09216810)                                                                                                 | Teplitzer Straße 51 (Karte)                                                             | 1923–1926 (Wohnhaus) | Einzeldenkmal der Sachgesamtheit Eisenbahner-Baugenossenschaft Dresden-Strehlen, Wohnanlage: Wohnhaus; als Teil eines gestalterisch bemerkenswerten Ensembles des Kleinwohnungs- und Siedlungsbaus um 1925 baugeschichtlich und städtebaulich bedeutend. | 09216840   |
| Weitere Bilder                          | Eisenbahner-Baugenossenschaft Dresden-Strehlen, Wohnanlage: Doppelwohnhaus (Einzeldenkmal zu ID-Nr. 09216810)                                                                                           | Teplitzer Straße 53; 55 (Karte)                                                         | 1923–1926 (Wohnhaus) | Einzeldenkmal der Sachgesamtheit Eisenbahner-Baugenossenschaft Dresden-Strehlen, Wohnanlage: Doppelwohnhaus; als Teil eines gestalterisch bemerkenswerten Ensembles des Kleinwohnungs- und Siedlungsbaus um 1925 baugeschichtlich und städtebaulich bedeutend. | 09216816   |
| Weitere Bilder                          | Eisenbahner-Baugenossenschaft Dresden-Strehlen, Wohnanlage: Wohnhaus (Einzeldenkmal zu ID-Nr. 09216810)                                                                                                 | Teplitzer Straße 57 (Karte)                                                             | 1923–1926 (Wohnhaus) | Einzeldenkmal der Sachgesamtheit Eisenbahner-Baugenossenschaft Dresden-Strehlen, Wohnanlage: Wohnhaus, baulich mit Lenbachstraße 10–14 und Robert-Koch-Straße 8 verbunden; als Teil eines gestalterisch bemerkenswerten Ensembles des Kleinwohnungs- und Siedlungsbaus um 1925 baugeschichtlich und städtebaulich bedeutend. | 09216839   |
| Weitere Bilder                          | Eisenbahner-Baugenossenschaft Dresden-Strehlen, Wohnanlage: Häuserzeile und Nebengebäude (Einzeldenkmal zu ID-Nr. 09216810)                                                                             | Teplitzer Straße 59 (Karte)                                                             | 1923–1926 (Mehrfamilienwohnhaus)                                                                                           | Einzeldenkmal der Sachgesamtheit Eisenbahner-Baugenossenschaft Dresden-Strehlen, Wohnanlage: Häuserzeile und Nebengebäude; als Teil eines gestalterisch bemerkenswerten Ensembles des Kleinwohnungs- und Siedlungsbaus um 1925 baugeschichtlich und städtebaulich bedeutend. | 09212413   |
| Weitere Bilder                          | Eisenbahner-Baugenossenschaft Dresden-Strehlen, Wohnanlage: Häuserzeile (Einzeldenkmal zu ID-Nr. 09216810)                                                                                              | Teplitzer Straße 61; 63; 65 (Karte)                                                     | 1923–1926 (Wohnhaus) | Einzeldenkmal der Sachgesamtheit Eisenbahner-Baugenossenschaft Dresden-Strehlen, Wohnanlage: Häuserzeile; als Teil eines gestalterisch bemerkenswerten Ensembles des Kleinwohnungs- und Siedlungsbaus um 1925 baugeschichtlich und städtebaulich bedeutend. | 09212412   |
| Weitere Bilder                          | Eisenbahner-Baugenossenschaft Dresden-Strehlen, Wohnanlage: Doppelhaus (Einzeldenkmal zu ID-Nr. 09216810)                                                                                               | Teplitzer Straße 67 (Karte)                                                             | 1923–1926 (Doppelwohnhaus)                                                                                                 | Einzeldenkmal der Sachgesamtheit Eisenbahner-Baugenossenschaft Dresden-Strehlen, Wohnanlage: Doppelhaus; als Teil eines gestalterisch bemerkenswerten Ensembles des Kleinwohnungs- und Siedlungsbaus um 1925 baugeschichtlich und städtebaulich bedeutend. | 09216813   |
|                                         | Doppelwohnhaus | Teplitzer Straße 80; 82 (Karte)                                                         | bezeichnet 1928–1929 (Wohnhaus)                                                                                            | bildet kleine Wohnanlage mit Teplitzer Straße 84/86, diese aus Sicht der einstigen Bauherrschaft, der Heimstättengesellschaft Sachsen, Gemeinnützige Gesellschaft GmbH., Teil der gesamten Siedlungsanlage an Dohnaer Straße und Teplitzer Straße, andererseits durch die traditionalistische Gestaltung von Kubatur und Fassade mit Walmdach, Sprossenfenstern, Klappläden usw. von den anderen expressionistisch gestalteten Bauten, übrigens auch von Paul Löffler, deutlich unterschieden, auf Grund der Unverfälschtheit und der unmittelbaren Gegenüberstellung von traditioneller Architektursprache (Teplitzer Straße 80–86) und expressionistischer Architektursprache (anderen Siedlungshäuser an der Ecke Dohnaer Straße und Teplitzer Straße) baugeschichtlich bedeutend, zudem als charakteristisches Siedlungshaus um 1930 stadtentwicklungsgeschichtlich von Belang (siehe auch Teplitzer Straße 84/86). | 09218400   |
|                                         | Doppelhaus | Teplitzer Straße 84; 86 (Karte)                                                         | bezeichnet 1928–1929 (Wohnhaus)                                                                                            | bildet kleine Wohnanlage mit Teplitzer Straße 84/86 baugeschichtlich bedeutend und stadtentwicklungsgeschichtlich von Belang (siehe auch Teplitzer Straße 82/86). | 09218401   |
| Weitere Bilder                          | HGS-Siedlung Strehlen: Doppelwohnhaus (Einzeldenkmal zu ID-Nr. 09305009) | Teplitzer Straße 88 (Karte)                                                             | 1927–1928 (Doppelwohnhaus)                                                                                                 | Einzeldenkmal der Sachgesamtheit HGS-Siedlung Strehlen: Doppelwohnhaus; von der Heimstättengesellschaft Sachsen (HGS) errichtet, als Teil einer baugestalterisch und städtebaulich bemerkenswerten Anlage um 1930 an der Gabelung Lockwitzer Straße und Teplitzer Straße baugeschichtlich und städtebaulich bedeutend. | 09213811   |
| Weitere Bilder                          | HGS-Siedlung Strehlen: Häuserzeile (Einzeldenkmal zu ID-Nr. 09305009) | Teplitzer Straße 90 (Karte)                                                             | 1927–1928 (Mehrfamilienwohnhaus)                                                                                           | Einzeldenkmal der Sachgesamtheit HGS-Siedlung Strehlen: Häuserzeile; von der Heimstättengesellschaft Sachsen (HGS) errichtet, als Teil einer baugestalterisch und städtebaulich bemerkenswerten Anlage um 1930 an der Gabelung Lockwitzer Straße und Teplitzer Straße baugeschichtlich und städtebaulich bedeutend. | 09212309   |
| Weitere Bilder                          | HGS-Siedlung Strehlen: Häuserzeile (Einzeldenkmal zu ID-Nr. 09305009) | Teplitzer Straße 92; 94; 96 (Karte)                                                     | 1927–1928 (Wohnhaus) | Einzeldenkmal der Sachgesamtheit HGS-Siedlung Strehlen: Häuserzeile; von der Heimstättengesellschaft Sachsen (HGS) errichtet, als Teil einer baugestalterisch und städtebaulich bemerkenswerten Anlage um 1930 an der Gabelung Lockwitzer Straße und Teplitzer Straße baugeschichtlich und städtebaulich bedeutend. | 09212308   |
| Weitere Bilder                          | HGS-Siedlung Strehlen: Häuserzeile (Einzeldenkmal zu ID-Nr. 09305009) | Teplitzer Straße 93; 95; 97; 99; 101; 103 (Karte)                                       | 1927–1928 (Wohnhaus) | Einzeldenkmal der Sachgesamtheit HGS-Siedlung Strehlen: Häuserzeile; von der Heimstättengesellschaft Sachsen (HGS) errichtet, als Teil einer baugestalterisch und städtebaulich bemerkenswerten Anlage um 1930 an der Gabelung Lockwitzer Straße und Teplitzer Straße baugeschichtlich und städtebaulich bedeutend. | 09216844   |
| Weitere Bilder                          | HGS-Siedlung Strehlen: Häuserzeile (Einzeldenkmal zu ID-Nr. 09305009) | Teplitzer Straße 98; 100; 102; 104; 106; 108; 110; 112 (Karte)                          | 1927–1928 (Wohnhaus) | Einzeldenkmal der Sachgesamtheit HGS-Siedlung Strehlen: Häuserzeile; von der Heimstättengesellschaft Sachsen (HGS) errichtet, als Teil einer baugestalterisch und städtebaulich bemerkenswerten Anlage um 1930 an der Gabelung Lockwitzer Straße und Teplitzer Straße baugeschichtlich und städtebaulich bedeutend. | 09216846   |
| Direkt Bild zu diesem Denkmal hochladen | Bürgerwiese: Parkanlage und begleitende Straßenräume (Einzeldenkmal zu ID-Nr. 09214065) | Tiergartenstraße (Karte)                                                                | 1843–1850 (Parkanlage) | Einzeldenkmal der Sachgesamtheit Bürgerwiese: Parkanlage und begleitende Straßenräume; romantische Parkanlage mit Grünflächen, Bäumen, Teich einschl. Fontäne, Bachlauf und Plastiken, die begleitenden Straßenräumen an Bürgerwiese, Parkstraße und Lennéplatz mit Alleecharakter, einzigartige gartenkünstlerische Anlage (siehe auch Auflistung der einzelnen Plastiken und Lennéplatz). | 09306815   |
| Weitere Bilder                          | Villa Salzburg | Tiergartenstraße 8 (Karte)                                                              | 1874 (Villa) | Villa mit Einfriedung; bedeutender Bau der Semper-Nicolai-Schule in Dresden mit eindrucksvoller Neorenaissancefassade, dabei Akzentsetzung durch straßenseitigen Mittelrisalit, innen aufwendige Ausstattung der Entstehungszeit und um 1910, baugeschichtlich, künstlerisch und stadtentwicklungsgeschichtlich bedeutend. Für den Textilgroßhändler Adolph Salzburg von Hermann Nicolai errichtete Renaissancestilvilla, letztes Gebäude des bei den Luftangriffen 1945 zerstörten Englischen Viertels. | 09212248   |
| Weitere Bilder                          | Villa mit Einfriedung | Tiergartenstraße 36 (Karte)                                                             | um 1900 (Villa) | neobarocker Sandsteinbau von unregelmäßigem Grund- und Aufriss, stumpfes Pyramidendach, die turmartigen Dachaufbauten mit Mansardwalmdächern, am Fries umlaufender plastischer Feston, baugeschichtlich, künstlerisch und stadtentwicklungsgeschichtlich bedeutend. | 09212491   |
| Weitere Bilder                          | Villa mit Einfriedung einschl. Torpfeilern und Ruhesitz | Tiergartenstraße 38 (Karte)                                                             | 1898 (Villa) | Villa mit Einfriedung einschl. Torpfeilern und Ruhesitz hinter der Eckausbildung sowie rückwärtiges Garagengebäude und Auffahrt vom Tor bis zur Vorhalle; Hauptbau palaisartiger, neobarocker Sandsteinbau, breit gelagert, Hauptfassade seitlich abgeschrägt und reich gestaltet, innen originale Ausstattung, Umfriedung ebenfalls aufwendig, Anwesen baugeschichtlich, künstlerisch und stadtentwicklungsgeschichtlich bedeutend. | 09212492   |
| Weitere Bilder                          | Einfriedung | Tiergartenstraße 40; 42 (Karte)                                                         | nach 1900 (Einfriedung) | ursprünglich Teil eines Villenanwesens, welches die heutigen Grundstücke Tiergartenstraße 40, 42 und Wiener Straße 75 umfasste, Zaun verläuft so auch entlang der Oskarstraße, vollständig erhalten, Pfosten, Eingänge und Sockelmauern aus Sandsteinquadern gemauert, Felder in Schmiedeeisen, stilistisch der Reformarchitektur zuzuordnen, dabei gerade die Eingänge burgenartig romantisierend, gestalterisch anspruchsvoll, baugeschichtlich bedeutend. | 09216817   |
| Weitere Bilder                          | Villa mit Villengarten, zweigeschossiger Garage und Einfriedung | Tiergartenstraße 44 (Karte)                                                             | nach 1900 (Villa) | repräsentativer neobarocke Sandsteinbau mit Tendenz zum Jugendstil, Eckansicht mit Altan, reiche Ornamentik, regelmäßiger Garten mit auf die Villa bezogener Gestaltung, baugeschichtlich und künstlerisch bedeutend. | 09212480   |
| Weitere Bilder                          | Villa, Remise und Einfriedung | Tiergartenstraße 46 (Karte)                                                             | Anfang 20. Jh. (Villa) | eigenwilliger Villenbau in Formen des Historismus und Jugendstils, kubischer Putzbau mit rustiziertem Eckturm, Zierfachwerk usw., Mittelachse der Hauptfassade betont durch rustizierten halbrunden Altan und Dacherker, baugeschichtlich, künstlerisch und stadtentwicklungsgeschichtlich bedeutend. (Bauherr und Besitzer bis 1945 war Ernst Gütschow) | 09212479   |
| Weitere Bilder                          | Villa mit Einfriedung, Gartenhaus und Remise | Tiergartenstraße 48 (Karte)                                                             | 1906 (Villa) | repräsentativer Jugendstilbau mit unregelmäßigem Aufriss und bewegter Dachlandschaft, Putzbau mit Sandsteingliederungen und Putzornamentik, rückwärtige Terrasse, künstlerisch und baugeschichtlich bedeutend. | 09212478   |
| Weitere Bilder                          | Villa mit Einfriedung | Tiergartenstraße 50 (Karte)                                                             | um 1910 (Villa) | großer neobarocker Bau mit tiefer Veranda über die gesamte Hausbreite, die Sandsteinpfeiler mit Kartuschen ornamentiert | 09212477   |
| Weitere Bilder                          | Villa mit Einfriedung | Tiergartenstraße 52 (Karte)                                                             | 1901 (Villa) | aufwendiger Bau, eklektizistisch mit Jugendstilformen, unregelmäßiger Grund- und Aufriss, bewegte Dachlandschaft, innen weitgehend originale Ausstattung, baugeschichtlich, künstlerisch und stadtentwicklungsgeschichtlich bedeutend. | 09212476   |
| Weitere Bilder                          | Villa mit Einfriedung | Tiergartenstraße 54 (Karte)                                                             | um 1910 (Villa) | gestalterisch bemerkenswerter Bau mit neobarocken und neoklassizistischen Elementen, über unregelmäßigem Grundriss, baugeschichtlich und künstlerisch bedeutend. | 09212474   |
| Weitere Bilder                          | Bischof-Wienken-Haus | Tiergartenstraße 74 (Karte)                                                             | 1926–1927 (Villa) | Villa mit Einfriedung; für seine Zeit wegweisend moderner Wohnbau, stark eingezogenes zweites Obergeschoss (Dachgeschoss), Flachdächer, Gebäude »dem schlichte Schönheit eigen ist«, Architekt Albinmüller, Darmstadt, benannt nach Heinrich Wienken (1883–1961), von 1951 bis 1957 Bischof von Meißen, baugeschichtlich und künstlerisch bedeutsam. | 09212444   |
| Weitere Bilder                          | Villa mit Einfriedung | Tiergartenstraße 76 (Karte)                                                             | um 1910 (Villa) | Ecklage zur Karcherallee, zweigeschossig mit Walmdach, durchgesteckt ein schmalerer dreigeschossiger Baukörper mit Satteldach mit Blick zur Karcherallee und nach hinten. Bau sachlich, Wechsel von Rauputz und glatten Sandsteinelementen, Sandsteinornamentik, baugeschichtlich bedeutsam. | 09212443   |
| Weitere Bilder                          | Villa mit Garten | Tiergartenstraße 78 (Karte)                                                             | 1923–1924 (Villa) | zweigeschossige Kubus, davor mächtiger Portikus mit dorischen Säulen in Kolossalordnung, bemerkenswertestes neoklassizistisches Gebäude Dresdens, Garten mit Wasserbecken und raumbildender Bepflanzung, baugeschichtlich, künstlerisch und stadtentwicklungsgeschichtlich bedeutend. | 09212445   |
| Weitere Bilder                          | Villa mit Einfriedung | Tiergartenstraße 79 (Karte)                                                             | 1914 (Villa) | charakteristischer Bau der versachlichten Architektur des ersten Viertels des 20. Jahrhunderts, gekennzeichnet durch wenige, akzentuierende Gliederungs- und Schmuckelemente sowie hohes, weithin sichtbares Mansarddach, zeittypische barockisierende und neoklassizistische Motiven, Hauptschauseite symmetrisch mit zwei Anbauten im Erdgeschoss und hervorgehobener Mittelachse, baugeschichtlich und städtebaulich bedeutend. | 09212450   |
| Weitere Bilder                          | Villa, Villengarten, Pergola und Einfriedung | Tiergartenstraße 80 (Karte)                                                             | 1923–1928 (Villa), um 1928 (Villengarten/Landhausgarten)                                                                   | traditionell gestalteter Bau mit Walmdach und akzentuierenden Schmuck- und Glierungselementen, bei dem die nach 1900 aufgekommene Reformbaukunst noch nachklingt, Garten in seiner Raumbildung und Flächengliederung, mit zwei abgesenkten Rasenflächen, Wegen und Treppen, Terrasse mit Trockenmauern und Resten einer Pergola und eines Pavillons sowie originaler Vegetation und Ausstattung (zwei Pflanzgefäße), Anlage baugeschichtlich und künstlerisch bedeutend. | 09212448   |
| Weitere Bilder                          | Villa mit Einfriedung | Tiergartenstraße 81 (Karte)                                                             | um 1912 (Villa) | charakteristischer Bau der versachlichten Architektur des ersten Viertels des 20. Jahrhunderts, gekennzeichnet durch wenige, akzentuierende Gliederungs- und Schmuckelemente sowie hohes, weithin sichtbares Mansarddach, zeittypische barockisierende und neoklassizistische Motiven, Hauptschauseite symmetrisch durch mittigen Balkonvorbau auf ionischen Säulen, eines der ersten Gebäude in diesem Quartier, baugeschichtlich und künstlerisch bedeutend. | 09212451   |
| Weitere Bilder                          | Villa mit Garage, Garten und Einfriedung | Tiergartenstraße 82 (Karte)                                                             | 1920er Jahre (Villa) | repräsentativer Bau der Architektur um 1930, traditionell gestaltet, belebt von expressionistischen Elementen, dominiert von hohem Walmdach, im Innern aufwendige Ausstattung der Entstehungszeit, baugeschichtlich und künstlerisch bedeutend. | 09212449   |
| Weitere Bilder                          | Villa mit Einfriedung | Tiergartenstraße 83                                                                     | um 1920 | Villa mit Einfriedung; markanter und weitestgehend ursprünglich erhaltener neoklassizistischer Bau der Architektur aus dem ersten Viertel des 20. Jahrhunderts, Gliederung durch Lisenen, sparsamer Bauschmuck, auffällige Dachgaupe zur Straßenseite, baugeschichtlich und künstlerisch bedeutend. | 09212452   |
|                                         | Villa mit Hintergebäude und Einfriedung | Tiergartenstraße 85; 85a (Karte)                                                        | 1914–1915 (Villa), 1914–1915 (Garage)                                                                                      | versachlichte Reformarchitektur nach 1900, baugeschichtlich und künstlerisch bedeutend. | 09212453   |
| Weitere Bilder                          | Villa mit Garage und Einfriedung | Tiergartenstraße 92 (Karte)                                                             | um 1925 (Villa) | schlicht würfelförmig, zweigeschossig mit Walmdach, eingeschossiger Eingangsvorbau, am Wohnzimmer eingeschossiger Eckerker, Eckquaderung, sachlich ohne Ornament, baugeschichtlich bedeutsam. | 09212454   |
|                                         | Villa mit Einfriedung | Voßstraße 1 (Karte)                                                                     | bezeichnet 1907 (Villa) | würfelförmiger zweigeschossiger Bau mit Mansarddach, Putz mit Sandsteinsockel, zur Straße ein neubarocker Ziergiebel und eine mittige Erdgeschossveranda, leicht historisierend in Barock, mit Jugendstil, dabei sogar Holzteile und Zierfachwerk, Einfriedung in Sandsteinsockel und -pfosten mit schmiedeeisernen Zaunsfeldern mit Jugendstilformen, baugeschichtlich bedeutsam. | 09212473   |
|                                         | Villa mit Einfriedung | Voßstraße 2 (Karte)                                                                     | um 1912 (Villa) | würfelförmiger zweigeschossiger Bau mit Mansarddach, neuklassizistisch mit Lisenengliederung, Putzbau, strenge Formen fast ohne Bauschmuck, baugeschichtlich bedeutsam. | 09212475   |
| Weitere Bilder                          | Villa mit Einfriedung | Wasaplatz 1 (Karte)                                                                     | 1903, bezeichnet am Tor (Villa)                                                                                            | repräsentativer Bau, eines der bedeutendsten Dresdner Wohngebäude des Jugendstils mit malerischem Baukörper, aufwendiger Fassadengestaltung und bemerkenswerter Ausstattung aus der Entstehungszeit, besondere Akzentsetzung durch figurale Motive, im ersten Obergeschoss wohnte Gotthard Kuehl von 1906 bis zu seinem Tode 1915, baugeschichtlich, künstlerisch, personengeschichtlich, städtebaulich und stadtentwicklungsgeschichtlich bedeutend. | 09212329   |
|                                         | Villa | Wasastraße 1 (Karte)                                                                    | 1885 (Villa) | mit Annexen aufgelöster Bau, dabei ein Treppenturm, ein Straßengiebel mit Veranda, seitlich und rückwärtig weitere Veranden, ein zweigeschossiger Eckerker, eklektizistischer Bauschmuck, teils Eckquaderungen, bau- und stadtentwicklungsgeschichtlich bedeutend. | 09212379   |
|                                         | Villa mit Einfriedung | Wasastraße 1b (Karte)                                                                   | 1895 (Villa) | kubischer zweigeschossiger Bau mit ausgebautem Mansarddach, aufgewertet durch einen zweigeschossigen Balkon-Anbau und einen Eck-Erker im Obergeschoss, rückwärtige Erkeranbau, Annex-Elemente und Dachform Ergebnis von späteren Umbauten, die aus der Villa ein Haus für mehrere Familien machten, baugeschichtlich und ortsgeschichtlich von Bedeutung. | 09212376   |
|                                         | Villa mit Einfriedung | Wasastraße 2 (Karte)                                                                    | 1895 (Villa) | stark asymmetrisch, aus verschiedenen Baukörpern zusammengesetzt, nimmt die Lage im spitzen Winkel zwischen Franz-Liszt-Straße und Wasastraße auf, dabei zur Ecke ein runder Turm, ein kurzes Walmdach und eine Veranda, die beiden Schaufassaden geprägt durch Gesimse zwischen den Geschossen und in Höhe der Sohlbänke der Obergeschossfenster, Einfriedung auch Stützmauer des ansteigenden Terrains sowie Einfahrtspfeiler in Sandsteinquadern mit schönem schmiedeeisernen Zaun, ortsgeschichtlich und baugeschichtlich von Bedeutung. | 09212380   |
| Weitere Bilder                          | Villa mit Einfriedung | Wasastraße 2b (Karte)                                                                   | 1903–1904, bezeichnet 1904 (Villa)                                                                                         | burgenartiger Bau, lang in die Tiefe des zur Franz-Liszt-Straße durchgehenden Grundstücks mit dementsprechenden Knick, zur Wasastraße überaus auffälliger Giebel, durch einen Turm in zwei Teile geteilt, der linke stark historisierend mit Holz und Zierfachwerk, zur Seite auch Giebel im Dach, der rechte Giebelteil sowie der Turm mit Jugendstildekor, Turmsockel Sandstein bossiert, Fassade zur Franz-Liszt-Straße schlichter mit zierlichem eisernen Dachreiter und historisierendem Vorsprung in Zierfachwerk, Grundstückseingang Wasastraße Sandstein bossiert, Einfriedung Mauer mit schmiedeeisernem Gitter in Jugendstilformen, zur Franz-Liszt-Straße Sockel noch in bossiertem Sandstein, ortsgeschichtlich und baugeschichtlich von Bedeutung. | 09212378   |
|                                         | Villa mit Einfriedung | Wasastraße 3 (Karte)                                                                    | um 1900 (Villa) | kubischer zweigeschossiger Bau, Kubatur belebt durch einen Treppenturm, eine rückwärtige Veranda und einen Giebel im Dach zur Straße, hier Krüppelwalmdach und Zierfachwerk, Erdgeschoss verputzt, Obergeschoss Klinker, zurückhaltend historisierend, Einfriedung mit Sockel und Pfeilern in Sandstein, Zaunsfelder Schmiedeeisen, ortsgeschichtlich und baugeschichtlich von Bedeutung. | 09212373   |
|                                         | Villa mit Pforte und Einfriedung | Wasastraße 4 (Karte)                                                                    | bezeichnet 1897 (Pforte)                                                                                                   | auf rechteckigem Grundriss, die Langseite zur Straße dominiert von Mittelrisalit mit Maßwerkzier in seitlichen geschweiften Wangen, des Weiteren Vorhangbogenfenster, Wechsel von stehenden und breiten Fenstern mit Segmentbögen, im Dach weitere Giebel, Einfriedung mit Sockel und Pfeilern in Sandstein, Zaunsfelder Schmiedeeisen, Pforte, markantes historistisches Gebäude, vor allem mit gotisierenden Formen, Teil des kleinen, aber in sich geschlossenen Villenquartiers Strehlen, baugeschichtlich und ortsgeschichtlich von Bedeutung. | 09212377   |
|                                         | Villa mit Einfriedung | Wasastraße 5 (Karte)                                                                    | 1893 (Villa) | kubisch mit flachem Dach, Eckerker an der rechten Straßenseite, nach hinten Veranda, in der Formensprache überaus klassisch in italienischer Renaissance, Einfriedung mit Sockel und Pfeilern in Stein, Zaunsfelder Schmiedeeisen, ortsgeschichtlich und baugeschichtlich von Bedeutung. | 09212372   |
|                                         | Mietvilla mit Einfriedung | Wasastraße 6 (Karte)                                                                    | bezeichnet 1902 (Mietvilla)                                                                                                | zweigeschossig in gelbem Klinker mit stark aufgelöstem und ausgebautem Dach, symmetrische Straßenfassade mit dreigeschossigem Mittelrisalit, seitlich Erdgeschossveranden mit aufliegenden Obergeschoss-Balkons, alle Architektur- und Gliederungselemente, die Fensterlaibungen und das Kellergeschoss in Sandstein, zurückhaltend historisierend, Einfriedung mit Sockel in Sandstein, Zaunsfelder Schmiedeeisen, ortsgeschichtlich und baugeschichtlich von Bedeutung. | 09212375   |
|                                         | Villa mit Einfriedung | Wasastraße 7 (Karte)                                                                    | 1893 (Villa) | wenig steiles Dach mit Plattform, schlicht mit zwei ineinandergreifenden Quadraten, in der Ecke der Eingang, dessen Dach von einer Säule getragen, Obergeschossfenster rundbogig, Eckgrundstück zur Gustav-Adolf-Straße, Einfriedung mit Sockel in Sandstein, Zaunsfelder Schmiedeeisen, ortsgeschichtlich und baugeschichtlich von Bedeutung. | 09212371   |
|                                         | Villa mit Einfriedung | Wasastraße 8 (Karte)                                                                    | um 1900 (Villa) | Klinker, Gliederungselemente Sandstein, kubisch mit flachem Dach, Eckturm an der rechten Straßenseite, davor zweigeschossiger Polygonalerker, an der linken Seite im Erdgeschoss Veranda, darauf Balkon, Einfriedung mit Sockel und Pfeilern in Sandstein, gerade Fensterbedachungen in Renaissancemanier, Zaunsfelder Schmiedeeisen, ortsgeschichtlich und baugeschichtlich von Bedeutung. | 09212374   |
|                                         | Villa mit Einfriedung und Gartenpavillon | Wasastraße 10 (Karte)                                                                   | 1901–1902 (Villa) | Grundriss entspricht dem diagonal geteilten dreieckigen Eck-Grundstück zur Gustav-Adolf-Straße, Bau prächtig, asymmetrisch, Jugendstil mit Reminiszenzen an das englische Landhaus, dabei Zierfachwerk an den Dacherkern des Mittelrisalits und der Veranda mit Obergeschossbalkon, hohes Sockelgeschoss in Sandstein, ansonsten Putz mit Sandsteingliederungen, ein Spiel mit ungewöhnlichsten Fensterformen, über dem Eckfenster im Eingangsbereich große Stuckmaske mit Blumenranken als Lampenhalter, Einfriedung mit Sockel und Mauerflächen in Sandstein, Zaunsfelder Schmiedeeisen in Jugendstilformen, ortsgeschichtlich und baugeschichtlich von Bedeutung. | 09212370   |
|                                         | Villa mit Villengarten (Gartendenkmal), Nebengebäude und Einfriedung | Wasastraße 11 (Karte)                                                                   | um 1900 (Villa), um 1900 (Nummer 9)                                                                                        | markanter Bau des Historismus im Stil der Deutschen Neorenaissance mit Schweifgiebeln und Anbauten, das unbebaute Flst. 571 wohl immer Teil des Anwesens, hier der überwiegende Teil der Gartengestaltung mit Wasserbecken und das Nebengebäude, baugeschichtlich, künstlerisch sowie stadtentwicklungsgeschichtlich bedeutsam. | 09212345   |
|                                         | Villa mit Einfriedung | Wasastraße 12 (Karte)                                                                   | um 1900 (Villa) | historistisch, Erdgeschoss Backstein mit Sandsteingliederungen, Obergeschoss mit reichem Fachwerk, First des Satteldachs zur Straße weit mit Gespränge vorgezogen, steile, einander durchdringende Dächer, Einfriedung mit Sockel und Mauerflächen in Sandstein, Zaunsfelder Schmiedeeisen in Jugendstilformen, baugeschichtlich von Bedeutung. | 09212346   |
|                                         | Villa mit Einfriedung | Wasastraße 13 (Karte)                                                                   | 1889–1890 (Villa) | kubisch auf quadratischer Grundfläche mit hinten angebautem Flügel, Souterrain mit Sandsteinverkleidung, hohes verputztes Erdgeschoss und Obergeschoss in Zierfachwerk, welches optisch erst mit einem Holzgesims in Sohlbankhöhe ansetzt und deshalb sehr flach erscheint, sehr flaches Dach, rechts an der Straßenseite Eckerker mit spitzem Turm, ebenfalls Zierfachwerk, Einfriedung mit Sockel und Säulen in Sandstein, Zaunsfelder Schmiedeeisen, architektonisch und künstlerisch bedeutend, wichtig für Ortsbild und Umgebung. | 09212349   |
|                                         | Villa mit Einfriedung | Wasastraße 14 (Karte)                                                                   | um 1900 (Villa) | schlossartiger neobarocker Bau über unregelmäßigem Grundriss, Putzbau mit Sandsteingliederungen, der Dacherker über der Mittelachse mit Haube, seitlich großer Treppenturm, innen originale Ausstattung (u. a. Stuckdecke), baugeschichtlich, künstlerisch sowie als Teil des Strehlener Villenquartiers städtebaulich und stadtentwicklungsgeschichtlich bedeutend. | 09212347   |
|                                         | Mietvilla mit Einfriedung | Wasastraße 15 (Karte)                                                                   | 1891–1892, bezeichnet 1892 (Mietvilla)                                                                                     | der Bau nimmt in der Grundfläche den spitzen Winkel von Wasastraße und Oskarstraße auf, Kopfbau zu Ecke und Wasaplatz dreigeschossig mit vorgelegter zweigeschossiger und dreiachsiger Veranda, im obersten Geschoss in einem großen Bogen mit Aufsatz offen, Flügelbauten zweigeschossig mit ausgebauten Mansarddächern, ein zurückhaltender Historismus, Einfriedung mit Sockel und Säulen und partiellen Mauern in Sandstein, Zaunsfelder Schmiedeeisen, architektonisch bedeutend, wichtig für Ortsbild und Umgebung. | 09212331   |
|                                         | Villa mit Einfriedung | Wasastraße 16 (Karte)                                                                   | Anfang 20. Jh. (Villa) | kubisch auf quadratischer Grundfläche, Putzbau, Souterrain, hohes Erdgeschoss und Obergeschoss, welches optisch erst mit einem Gesims in Sohlbankhöhe der Fenster ansetzt und deshalb sehr flach erscheint, recht flaches Dach, am akzentuierenden Hauptgesims Zierfachwerk, alles in einer strengen Neurenaissance, Einfriedung mit Sockel in Sandstein, Zaunsfelder Schmiedeeisen, baugeschichtlich bedeutend, wichtig für Ortsbild und Umgebung. | 09212348   |
|                                         | Villa mit Einfriedung | Wiener Straße 41 (Karte)                                                                | um 1895 (Villa) | Gebäude über unregelmäßigem, annähernd dreieckigem Grundriss, historistisch mit Elementen der Renaissance und der Gotik, trotz Veränderungen bemerkenswert, baugeschichtlich und künstlerisch bedeutend. | 09212242   |
| Weitere Bilder                          | Villa mit Einfriedung | Wiener Straße 44 (Karte)                                                                | um 1905 (Villa) | Bau über fast quadratischer Grundfläche mit sehr flachem Walmdach, nach Kriegsschaden in Teilen vereinfacht wieder aufgebaut, äußerst beeindruckendes rundbogiges Portal, Fassade mit Anklängen an den Jugendstil, gesamte Mittelachse hervorgehoben, Einfriedung in Sandstein mit Feldern in Schmiedeeisen ebenfalls mit Jugendstilformen, baugeschichtlich, stadtentwicklungsgeschichtlich und künstlerisch bedeutend. | 09212246   |
|                                         | Villa mit Remise, Garten und Einfriedung | Wiener Straße 49 (Karte)                                                                | um 1890 (Villa) | würfelförmiger Bau mit flachem Zeltdach in Nachfolge der Dresdner Schule (Architekten Semper und Nicolai), Gestaltung in Formen der italienischen Renaissance, auffällig das rundbogige Portal und einige Rundbogenfenster, innen Stuckdecken, baugeschichtlich bedeutend. | 09212498   |
|                                         | Mietvilla mit Einfriedung | Wiener Straße 53 (Karte)                                                                | um 1890 (Mietvilla) | würfelförmiger unprätentiöser Bau mit die Ecklage zur Richard-Wagner-Straße betonendem Eckturm und zusätzlichem Giebel zu dieser Straße, hier auch Veranda mit Balkon im Obergeschoss, Einfriedung in Sandstein mit Feldern in Schmiedeeisen, baugeschichtlich bedeutend. | 09212497   |
|                                         | Mietvilla mit Einfriedung | Wiener Straße 54 (Karte)                                                                | um 1895 (Mietvilla) | Klinker mit Stuck-Architekturelementen, kubischer Bau des Historismus in Ecklage zur Mozartstraße, gestaltet in der Art deutscher Schlösser des 16. Jahrhunderts, dabei nach beiden Straßen je zwei Giebel, im Treppenhaus Dekorationsmalerei, baugeschichtlich bedeutend. | 09212500   |
|                                         | Villa mit Einfriedung | Wiener Straße 56 (Karte)                                                                | um 1900 (Villa) | würfelförmiger Bau mit sehr flach geneigtem Dach, eklektizistischer Gestaltung, teils Neurenaissance, teils neubarock mit Anklängen an den Jugendstil, Mittelportal mit Balkon im Obergeschoss, hinten Altan, Einfriedung in Sandstein mit Feldern in Schmiedeeisen, baugeschichtlich bedeutend. | 09212496   |
|                                         | Mietvilla mit Remise und Einfriedung | Wiener Straße 58; 58b (Karte)                                                           | um 1910 (Villa) | errichtet als Doppelhaus, die Hälften jeweils unterschiedlich, zur Straße ein großer spitzer und ein kleinerer runder Giebel, verschiedene Erker im Erdgeschoss, eine Loggia, ein Balkon im Obergeschoss, Treppenturm, verschiedene andere Annexe, Gestaltung in sachlicher Reformarchitektur, Remise eingeschossig mit mächtigem Mansarddach, Einfriedung in Sandstein mit Feldern in Schmiedeeisen, baugeschichtlich bedeutend. | 09212499   |
|                                         | Mietvilla mit Einfriedung in Ecklage | Wiener Straße 60 (Karte)                                                                | um 1890 (Mietvilla) | repräsentativer historistischer Bau, an den vier Seiten die Mittelachsen betont, durch polygonalen Anbau (»Standerker«), zwei Säulenvorbauten und Treppenhaus mit Eingangsüberdachung, Klinker mit Putz- und Werkstein-Gliederung, Mansarddach mit zahlreichen Aufbauten, Belebung der Fassaden mittels reicher Dekoration, baugeschichtlich und künstlerisch bedeutend. | 09212495   |
|                                         | Villa | Wiener Straße 64 (Karte)                                                                | um 1890 (Villa) | kubischer Bau mit flachem Walmdach, an der vorderen Langseite Pfeilervorbau mit Balkon im Obergeschoss, konservativ historisierend, baugeschichtlich von Bedeutung. | 09212494   |
| Weitere Bilder                          | Villa mit Einfriedung | Wiener Straße 67 (Karte)                                                                | bezeichnet 1904 (Villa) | repräsentativ mit symmetrischer Straßenfassade, flankierenden Türmchen einschl. Glockendächern und übergiebeltem Mittelrisalit, alles in neubarocken, für 1904 leicht retardierten Formen, Bauherr war der Kaufmann Franz Schomburgk, hier wohnte bis 1933 Fritz Busch, Generalmusikdirektor der Oper, Einfriedung in Sandstein mit Feldern in Schmiedeeisen in Formen des Jugendstils, vor allem baugeschichtlich bedeutend. | 09212486   |
|                                         | Doppelwohnhaus mit Einfriedung | Wiener Straße 69; 71 (Karte)                                                            | um 1912 (Doppelwohnhaus)                                                                                                   | Eckgrundstück zur Herderstraße, symmetrisch, zweigeschossig mit großem gebrochenem Dach, zur Straße seitlich jeweils ein großer Giebel, davor im Erdgeschoss polygonale Veranda, im Obergeschoss Balkon, die beiden Eingänge jeweils mit Treppe ganz außen eingegliedert, Reformstil, historisierend nur in der großen Form, Details wie Fensterläden erhalten, Einfriedung in Sandstein mit Feldern in Schmiedeeisen in Formen des Reformstils, baugeschichtlich bedeutend. | 09212487   |
|                                         | Villa mit Einfriedung | Wiener Straße 73 (Karte)                                                                | 1907–1908 (Villa) | markantes Beispiel der Reformarchitektur nach 1900 mit versachlichter Fassadengestaltung, belebt durch stilisierte klassizistische Elemente und Jugendstilmotive, Betonung der Mitte durch Loggia im Obergeschoss, symmetrische Anbauten, baugeschichtlich und künstlerisch bedeutend. | 09212485   |
|                                         | Einfriedung | Wiener Straße 75 (Karte)                                                                | nach 1900 (Einfriedung) | ursprünglich Teil eines Villenanwesens, welches die heutigen Grundstücke Tiergartenstraße 40, 42 und Wiener Straße 75 umfasste, Zaun verläuft so auch entlang der Oskarstraße, vollständig erhalten, Pfosten, Eingänge und Sockelmauern aus Sandsteinquadern gemauert, Felder in Schmiedeeisen, stilistisch der Reformarchitektur zuzuordnen, dabei gerade die Eingänge burgenartig romantisierend, gestalterisch anspruchsvoll, baugeschichtlich bedeutend. | 09216817   |
|                                         | Villa mit Einfriedung | Wiener Straße 81 (Karte)                                                                | um 1900 (Villa) | betont unregelmäßig in Kubatur und Fassaden, hauptsächlich zweigeschossig mit Straßengiebel und Eckturm, in unorthodoxer Weise historisierend mit Zierfachwerk und Sandsteinflächen mit schönen Reliefs, Fensterfaschen und Ecken der Baukörper in bossierten Sandsteinquadern, ansonsten Putzbau, Anlehnung an Muthesius-Landhäuser, Einfriedung in Sandstein mit Feldern in Schmiedeeisen in einer sehr sachlichen Form des Reformstils, baugeschichtlich bedeutend. | 09212484   |
|                                         | Villa mit Einfriedung | Wiener Straße 82 (Karte)                                                                | bezeichnet 1905 (Villa) | stark neubarock mit dem Anspruch eines Schlößchens, dominiert von großem geschwungenem Giebel, Mansarddach, verspielte Elemente wie Balkons, Eingangsvorbau mit Austritt, verschiedene Fensterformen, Einfriedung in einer eher sachlichen, als bewegten Form, Anwesen baugeschichtlich und künstlerisch bedeutend. | 09212489   |
|                                         | Villa mit Einfriedung | Wiener Straße 86 (Karte)                                                                | um 1912 (Villa) | kubisch zweigeschossig mit nach hinten in L-Form angebautem Flügel, wie der Straßenbaukörper mit Walmdach, zur Straße über die mittleren drei der insgesamt fünf Achsen ein halbrund geschwungener Giebel, zurückhaltend historisierend mit profilierten Gesimsen und für die Zeit typischen Reliefkartuschen, Einfriedung in Sandstein mit Feldern in Schmiedeeisen in einer sachlichen, neuklassizistischen Form wie das Haus selbst, baugeschichtlich bedeutend. | 09212488   |
|                                         | Villa mit Einfriedung | Wiener Straße 89 (Karte)                                                                | um 1912 (Villa) | Eckgrundstück zur Voßstraße, kubisch zweigeschossig mit gebrochenem Dach, zur Wiener Straße mittig ein hervortretender Risalit mit geschwungener Haube, rechts davon eine noch weiter ausgreifende Veranda mit Balkon im Obergeschoss, historisierend nur im Baukörper selbst, Einfriedung in Sandstein mit Feldern in Schmiedeeisen in sachlichem Reformstil, baugeschichtlich bedeutend. | 09212472   |
|                                         | Villa | Wiener Straße 91 (Karte)                                                                | um 1912 (Villa) | stark aufgelöster zweigeschossiger Baukörper, zur Straße ein großer Giebel, in Anlehnung an das 17. Jahrhundert leicht geschweift, ein leicht polygonaler Mittelteil ruht auf einer mit Relief geschmückten Konsole, Historismus nur noch in Versatzstücken wie diesem, Treppenturm im Dachbereich mit Aufsatz in Zierfachwerk, Einfriedung in Sandstein mit Feldern in Schmiedeeisen im Reformstil mit schönem Mittelteil, baugeschichtlich bedeutend. | 09212471   |
|                                         | Doppelwohnhaus mit Einfriedung | Wiener Straße 97; 97b (Karte)                                                           | um 1910 (Doppelwohnhaus)                                                                                                   | symmetrisch, zweigeschossig mit Walmdach und nach hinten angebauten kurzen Flügeln, zur Straße seitlich jeweils im Erdgeschoss polygonale Veranda, im Obergeschoss Balkon, die beiden Eingänge jeweils mit Treppenturm an den Schmalseiten angebaut, Reformstil, historisierend nur in der großen Form, Einfriedung schlicht in Stein mit Feldern in Schmiedeeisen, baugeschichtlich bedeutend. | 09212470   |
|                                         | Villa mit Einfriedung | Wiener Straße 109 (Karte)                                                               | bezeichnet 1913 (Villa) | markantes Wohngebäude der Frühen Sachlichkeit mit auffälliger bauplastischer Fassadengestaltung, dabei Akzentsetzung durch Puttenfigur und weiteren figuralen Bauschmuck, innen weitgehend original erhaltene Ausstattung, baugeschichtlich, künstlerisch, städtebaulich und stadtentwicklungsgeschichtlich bedeutend. | 09216818   |
|                                         | Villa mit Villengarten und Einfriedung | Wiener Straße 118 (Karte)                                                               | 1924 (Villa) | repräsentativer Bau der 1920er Jahre, für den Fabrikdirektor Teisler errichtet, Villengebäude und Garten weitestgehend ursprünglich erhalten, baugeschichtlich, gartenkünstlerisch und stadtentwicklungsgeschichtlich bedeutend, der Bau in seiner Form in Dresden singulär. | 09216819   |
|                                         | Villa mit Einfriedung | Wiener Straße 120 (Karte)                                                               | 1925–1926 (Villa) | charakteristischer Bau des Reformstils nach 1900 mit versachlichter und fast schmucklose Fassadengestaltung, dominiert von straßenseitigem Anbau, seitlichem Zugang und Pyramidendach, ehemaliges Anwesen eines Klavierfabrikanten (»Pianofortefbrkt.«), baugeschichtlich und personengeschichtlich bedeutend. | 09212469   |
| Weitere Bilder                          | HGS-Siedlung Strehlen: Häuserzeile (Einzeldenkmal zu ID-Nr. 09305009) | Wilhelm-Franke-Straße 2 (Karte)                                                         | 1927–1928 (Wohnhaus) | Einzeldenkmal der Sachgesamtheit HGS-Siedlung Strehlen: Häuserzeile; von der Heimstättengesellschaft Sachsen (HGS) errichtet, als Teil einer baugestalterisch und städtebaulich bemerkenswerten Anlage um 1930 an der Gabelung Lockwitzer Straße und Teplitzer Straße baugeschichtlich und städtebaulich bedeutend. | 09216846   |
|                                         | Villa, Garten und Einfriedung | Winterbergstraße 2 (Karte)                                                              | 1921–1922 (Villa) | markantes Gebäude im Heimatstil, traditioneller Rechteckbau mit hohem Walmdach, belebt durch Wintergarten, Balkon auf Säulen usw., zumeist historisierende Dekoration, einer der gestalterisch bemerkenswertesten Bauten aus den 1920er Jahren in Dresden, Teil des recht umfangreichen Gesamtwerkes von Rudolf Kolbe, Garten in seiner Raumbildung und Flächengliederung, mit abgesenkter Rasenfläche, Wegen und Treppen, Wasserbecken und struktur- sowie raumbildender Bepflanzung, wie z. B. geschnittenen Linden-Reihen und Hainbuchenhecken sowie Resten eines Steingartens, Villa, Garten und Einfriedung bilden Einheit von Denkmalwert, baugeschichtlich und künstlerisch bedeutend. | 09212429   |

## Ausführliche Denkmaltexte
1. ↑  
 Bauernhof mit Wohnhaus, Nebengebäude, Wohnstallhaus, Seitengebäude, Scheune und Einfahrtspfeilen; dreigeschossiges Wohnhaus mit Walmdach mit Traufseite zur Straße, zweites Obergeschoss aufgestockt, die Fenster der beiden unteren Geschosse mit geraden oder dreieckigen Bedachungen aufgewertet, rückseitig angebaut ein zweigeschossiges Nebengebäude, im Erdgeschoss Stallungen und zwei große Einfahrten, Ostseite Wohnstallhaus mit Giebel zum Platz, hier Korbbogenportal mit Schlussstein mit Datierung 1789, daran angebaut ein Seitengebäude, an der Nordseite Scheune, bezeichnet 1789, zwei Einfahrtspfeiler und kleiner Durchgang, Hof gemäß einer Tafel 1855 abgebrannt, 1856 von Besitzer Carl Traugott Heyne wieder aufgebaut
Denkmaltext: Zwei Tafeln an der Scheune: „Die Gebäude dieses Gutes wurden am 15. October 1855 ein Raub der Flammen und mit Gottes Hilfe von dem Besitzer Carl Traugott Heyne im Jahre 1856 wieder aufgebaut“ darüber ein Emblem mit Sense, Sichel, Dreschflegel und Rechen
2. ↑  
Denkmaltext

  - Bedeutung: Beim Luftgaukommando handelt es sich um die bedeutendste bauliche Anlage, die in der NS-Zeit in Dresden entstanden ist und den ersten größeren Auftrag, den Wilhelm Kreis, einer der namhaftesten deutschen Architekten des 20. Jahrhunderts, nach längerer Pause seit der Machtergreifung der Nationalsozialisten erhalten hatte.
  - Geschichte: Das Richtfest fand am 9. Oktober 1937 statt. Die Anlage war mit einem beträchtlichen finanziellen und personellen Aufwand errichtet worden. Am Bau sollen 1.800 „Arbeitskammeraden“ direkt oder indirekt beteiligt gewesen sein; er entstand von 1937 bis 1939. Mehr als ein Dutzend Bildhauer, Maler und Kunsthandwerker statteten die um einen Ehrenhof gruppierte Anlage mit zahlreichen Schmuckelementen aus, zu den namhaftesten Künstlern gehören Karl Albiker (1878–1961), der das Ikarus-Relief am Hauptbau schuf, und Fritz Tröger (1894–1978), von dem die keramischen Wandbilder in den Flügelgebäuden stammen.
Unmittelbar nach dem Zweiten Weltkrieg wurde der wenig beschädigte Repräsentationsbau der Luftwaffe in wenigen Monaten wiederaufgebaut und als Sitz der Landesverwaltung, später der Landesregierung Sachsens genutzt. Diese Funktion behielt die Anlage bis 1952, danach war hier die Kasernierte Volkspolizei untergebracht. Von 1959 bis zur politischen Wende diente sie als Militärakademie und trug den Namen von Friedrich Engels. Diese neuerliche militärische Nutzung ging einher mit der Ausdehnung der Baulichkeiten nach Nordwesten. Dabei sind bisher unangetastete Teile des umgebenden Gartens und die Ruine der Königlichen Villa beseitigt worden.
Als erstes wurde das Relief von Albiker noch auf Grundlage der Verordnung zum Schutz von Kulturgut um 1970 als Denkmal erfasst. Hierfür lag eine Expertise von Fritz Cremer (1906–1993) vor. Danach erfolgte die Unterschutzstellung des königlichen Bahnhofspavillons nach DDR-Denkmalpflegegesetz. Die gesamte Anlage ist dann 1991/1992 in die Kulturdenkmalliste aufgenommen worden (LfD/2017).
3. ↑  
Denkmaltext

Die Villa Frantelilo, Basteiplatz 3, wurde 1924/1925 als traditioneller Bau mit neoklassizistischen und expressionistischen Gestaltungselementen erbaut. Das Gebäude ist streng symmetrisch aufgebaut. Der Eingang, von einem Säulenvorbau belebt, befindet sich in der Mitte der straßenseitigen Fassade. An der Rückseite der Villa befindet sich ebenfalls mittig ein halbrunder Altan mit vorgelagerter Terrasse, der den Zugang zum Garten gewährt. Diese strenge Symmetrie setzt sich im Verlauf der Einfriedung und der Gestaltung des Villengartens fort, so dass Villa, Einfriedung und Garten eine Einheit von Denkmalwert bilden. Die Einfriedung folgt dem Verlauf der Grundstücksgrenze und ist zum Basteiplatz als bogenförmige Mauer ausgebildet. Zur Wiener Straße wie auch zur Karcherallee wird die Mauer von einem schlichten Holzzaun weitergeführt. Die zwei Zufahrtstore und die beiden Pforten sind ebenfalls aus Holz gefertigt.
Auch das Wegesystem des Villengartens bezieht sich auf die Mittelachse der Villa, ebenso die Bepflanzung. Letztere wird insbesondere durch den Altgehölzbestand des Gartens geprägt. So flankieren zwei Pyramiden-Pappeln die Treppe von der Terrasse in den Garten und betonen die Axialität der Gestaltung in der Vertikalen. Der Zufahrtsweg führt in einem Viertelkreis, die runde Form des Basteiplatzes aufnehmend, durch den vorderen Gartenbereich und wird von einer Baumreihe aus Winter-Linden begleitet. Auch die nordwestliche Grundstücksgrenze wird von einer Lindenreihe markiert. Eine weitere Baumreihe aus Linden führt von der Villa in die südliche Ecke des Gartens, in der eine mächtige Eibe von zwei Buchen flankiert das Ende der Mittelachse markiert. Das Gegenstück zu dieser Baumreihe ist leider in jüngerer Zeit verloren gegangen. Trotz dieser Verluste ist die Gestaltung des Gartens in ihren wesentlichen Zügen ablesbar.
Darüber hinaus dokumentiert das Anwesen den Villentyp im ersten Drittel des 20. Jahrhunderts mit all seinen Bestandteilen auf anschauliche und exemplarische Weise, woraus seine baugeschichtliche und gartenhistorische Bedeutung resultiert (LfD/2018).
4. ↑  
Denkmaltext: Das Gebäude wurde von 1903 bis 1904 nach Plänen des Architekten Heino Otto errichtet. Es gilt als eines der wenigen erhaltenen Gebäude Ottos in Dresden. Zu DDR-Zeiten war die Villa ein Textil-Kaufhaus des Konsums (nach Wikipedia 2014).
5. ↑  
Sachgesamtheit HGS-Siedlung Strehlen mit folgenden Einzeldenkmalen: den Häuserzeilen Corinthstraße 1–5 und Teplitzer Straße 90 (ID-Nr. 09212309), Corinthstraße 2 und Teplitzer Straße 88 (ID-Nr. 09213811), Dohnaer Straße 36–40 (ID-Nr. 09212305), Dohnaer Straße 42–48 (ID-Nr. 09216828), dem Doppelwohnhaus Dohnaer Straße 50/52 (ID-Nr. 09216829), der Häuserzeile Dohnaer Straße 54–58 (ID-Nr. 09216830), den Doppelwohnhäuser Dohnaer Straße 59/61 (ID-Nr. 09216832), Hugo-Bürkner-Straße 1/3 (ID-Nr. 09212306), Hugo-Bürkner-Straße 4 und Lockwitzer Straße 69 (ID-Nr. 09216833), den Häuserzeilen Lockwitzer Straße 71–75 (ID-Nr. 09212307), Lockwitzer Straße 77–81 (ID-Nr. 09216834), Teplitzer Straße 92–96 (ID-Nr. 09212308), Teplitzer Straße 93–103 und Dohnaer Straße 60 (ID-Nr. 09216844), Teplitzer Straße 98–112 und Wilhelm-Franke-Straße 2 (ID-Nr. 09216846) sowie den Außenanlagen vor und hinter den Baulichkeiten als Sachgesamtheitsteilen, [ohne Denkmalwert ist der Kiosk Lockwitzer Straße 48].

Denkmaltext

Die Denkmaleigenschaft der HGS-Siedlung in Dresden-Strehlen resultiert aus ihrer baugeschichtlichen, städtebaulichen und künstlerischen Bedeutung. Die baugeschichtliche Bedeutung der HGS-Siedlung in Strehlen ergibt sich aus dem dokumentarischen Wert für die Architekturentwicklung in der Zeit der Weimarer Republik. Die 1926 bis 1928 entstandene Anlage ist ein charakteristisches Beispiel für den Kleinwohnungs- und Siedlungsbau der Zeit und darüber hinaus für die damals in der Baukunst neben anderem vorherrschende Stilrichtung des Expressionismus. Kleinwohnungs- und Siedlungsbauten waren eine zeittypische Bauaufgabe nach 1918, mit der man dem Ausmaß der damaligen Wohnungsnot zu begegnen versuchte.
Die HGS-Siedlung in Strehlen bildet ein stadtentwicklungsgeschichtlich unverwechselbares Ensemble und begründet somit auch einen städtebaulichen Wert. Ihre Doppelhäuser und Häuserzeilen sind in ansprechender Weise auf die lokale Straßen- und Platzsituation bezogen. Spannungsvoll gestaffelte Baufluchten erzeugen städtebauliche Raumwirkung.
Die künstlerische Bedeutung der HGS-Siedlung resultiert aus der Tatsache, dass die markanten Gebäude der Anlage mit ihren klar gegliederten Fassaden, ihren wohlproportionierten Baukörpern und den wenigen, aber akzentuierenden Gliederungs- und Schmuckelementen des Expressionismus das ästhetische Empfinden in besonderem Maße anspricht. Dies wird noch durch die städtebaulich herausgehobene und unverwechselbare Ensemblewirkung verstärkt (LfD/2014).
6. ↑  
Denkmaltext

Hierbei handelt es sich um ein gestalterisch bemerkenswertes Beispiel der Villenarchitektur um 1935, die in traditionellen Formen ausgeführte wurde. Die Villa zeigt sich als ausgesprochen gediegener und eleganter Bau. Wenige Schmuckdetails (eigenwillig gestaltete Balkon mit schmiedeeisernem Gitter, hervorgehobener Eingangsbereich, Sprossenfenster usw.) unterstreichen den noblen Charakter des Gebäudes. Garten und Einfriedung bilden mit der Hauptsache (der Villa) eine Einheit von Denkmalwert. Sie sind ebenfalls sehr schlicht gehalten. So wird der Niveauunterschied zwischen Hof und Garten durch einen sauber gefügten Natursteinstreifen mit Treppe ausgeglichen (LfD/1996).
7. ↑  
Sachgesamtheit Eisenbahner-Baugenossenschaft Dresden-Strehlen, Wohnanlage mit folgenden Einzeldenkmalen: den Häuserzeilen Lenbachstraße 10–14 (ID-Nr. 09305133), Lenbachstraße 11–15 und Teplitzer Straße 59 (ID-Nr. 09212413), den Doppelhäusern Mockritzer Straße 8 und Robert-Koch-Straße 16 (ID-Nr. 09212411), Mockritzer Straße 10 und Teplitzer Straße 67 (ID-Nr. 09216813), dem Wohnhaus Robert-Koch-Straße 2 (ID-Nr. 09216836), dem Doppelhaus Robert-Koch-Straße 4/6 (ID-Nr. 09216815), dem Wohnhaus Robert-Koch-Straße 8 (ID-Nr. 09216837), der Häuserzeile Robert-Koch-Straße 10–14 (ID-Nr. 09212410), dem Wohnhaus Teplitzer Straße 51 (ID-Nr. 09216840), dem Doppelhaus Teplitzer Straße 53/55 (ID-Nr. 09216816), dem Wohnhaus Teplitzer Straße 57 (ID-Nr. 09216839), der Häuserzeile Teplitzer Straße 61–65 (ID-Nr. 09212412) und zwei Nebengebäuden an Lenbachstraße und Robert-Koch-Straße sowie den Außenanlagen vor und hinter den Baulichkeiten als Sachgesamtheitsteilen.